# Ferrocarril de cremallera

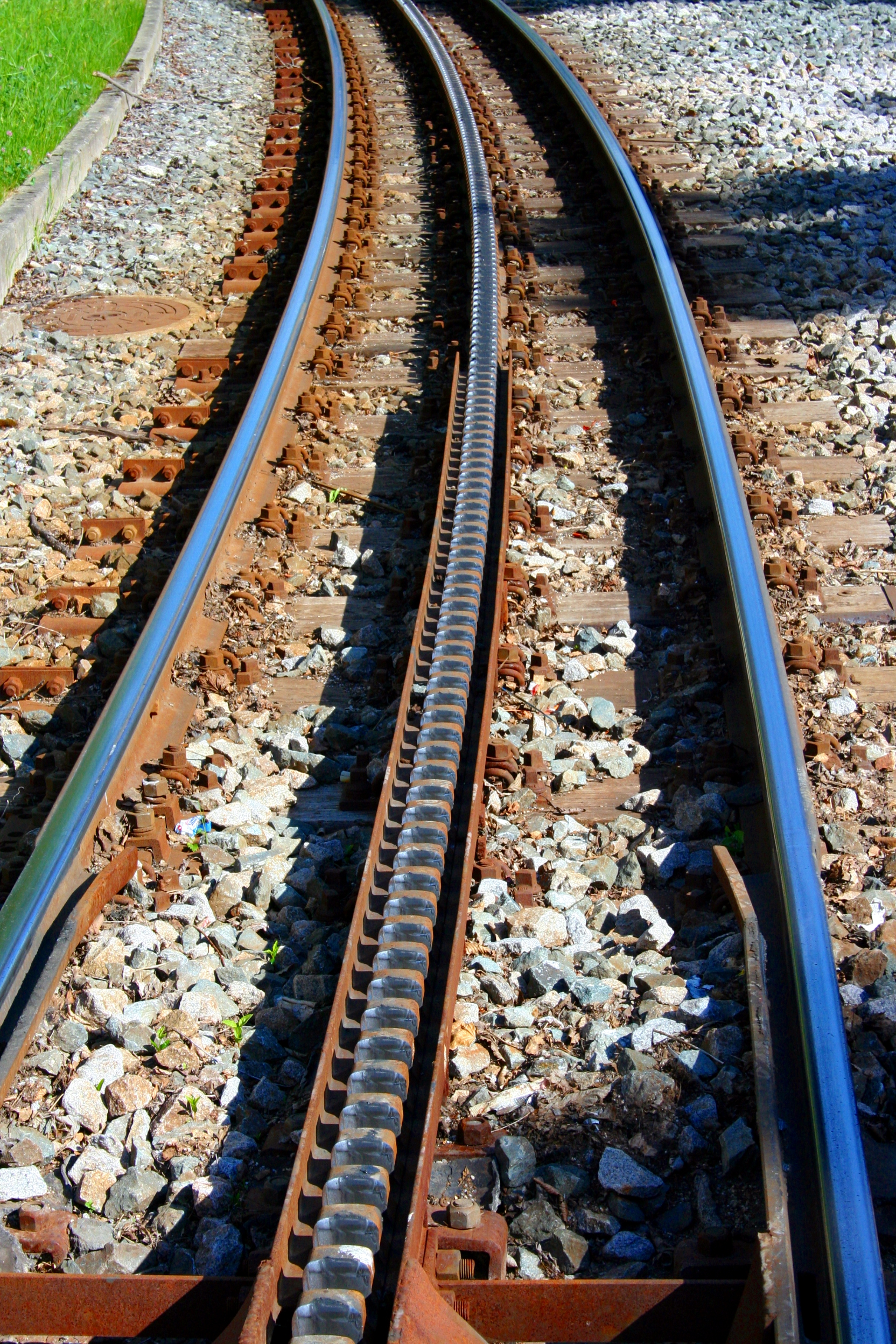

Un ferrocarril de cremallera o via fèrria de cremallera (o bé un tren cremallera o simplement un cremallera) és un sistema ferroviari en el qual la transmissió de l'esforç de tracció no es fa per les rodes, sinó per mitjà d'una o diverses rodes dentades en els vehicles, que engranen en una escaleta o barres dentades situades al centre de la via. Això permet als trens superar rampes pronunciades, superiors a 10%, que és on hi ha el límit del sistema ferroviari convencional.
Aquest sistema és emprat majoritàriament en línies de muntanya, atès que permet de prendre altitud amb itineraris molt més curts que si s'utilitzés un tren convencional, que hauria de tenir un traçat molt més llarg per a anar superant progressivament la diferència d'altitud. No obstant això, també és utilitzat en algunes línies ferroviàries urbanes, o en alguns trams de línies, per a superar curtes seccions de rampes pronunciades.
El sistema es va utilitzar per primer cop l'any 1812 a la línia de Middleton a Leeds, al comtat de West Yorkshire, al nord-est d'Anglaterra; tot i que la primera línia ferroviària de muntanya que en va fer ús va ser el del Mount Washington, a l'estat de Nou Hampshire (EEUU), posat en servei l'any 1868. El primer ferrocarril de muntanya amb cremallera a Europa va ser el Vitznau-Rigi-Bahn, a Suïssa, inaugurat l'any 1871.

## Aspectes generals
Com a sistema de transport guiat, els ferrocarrils de cremallera se situen entre els ferrocarrils convencionals i els funiculars. Respecte dels primers, permeten superar rampes molt pronunciades i, per tant, ascendir de nivell en recorreguts molt més curts. Respecte dels segons, tenen una capacitat de transport força superior, i no tenen limitada la longitud de les seves línies, que als funiculars ve limitada pels cables tractors.

### Ferrocarrils només de cremallera o mixtos
Les línies de ferrocarril de cremallera poden ser de dos tipus: només de cremallera, o mixtes d'adhesió i cremallera.
Els ferrocarrils només de cremallera acostumen a ser línies de muntanya de curta longitud. En aquest cas, la transmissió de l'esforç de tracció es fa exclusivament per mitjà de les rodes dentades, sense que hi participin les rodes ferroviàries. Per tant, els vehicles no poden desplaçar-se per línies no equipades amb cremallera, cosa que obliga a instal·lar el sistema de cremallera fins i tot als trams horitzontals que pugui haver-hi a les estacions o tallers.
Als ferrocarrils mixtos hi ha seccions equipades amb cremallera, i d'altres que no: s'instal·la el sistema de cremallera als trams amb gran declivitat, però no als trams on les rampes poden ser superades per simple adhesió. Això permet assolir una velocitat més gran de circulació en aquests darrers trams, ja que la circulació per les seccions de cremallera és necessàriament més lenta. Tot i que en alguns ferrocarrils mixtos es van utilitzar diferents tipus de vehicles motrius per a cada secció, equipada o no amb cremallera, el més habitual és fer servir locomotores, automotors o unitats de tren amb sistemes de tracció combinats, de manera que poden subministrar l'esforç de tracció a les rodes ferroviàries en els trams sense cremallera, i a les rodes dentades als trams que n'estan equipats. Si en aquests ferrocarrils es fan servir cotxes de viatgers o vagons de mercaderies, han d'estar obligatòriament equipats amb rodes dentades pel fre.

### Cremallera com a fre per funiculars

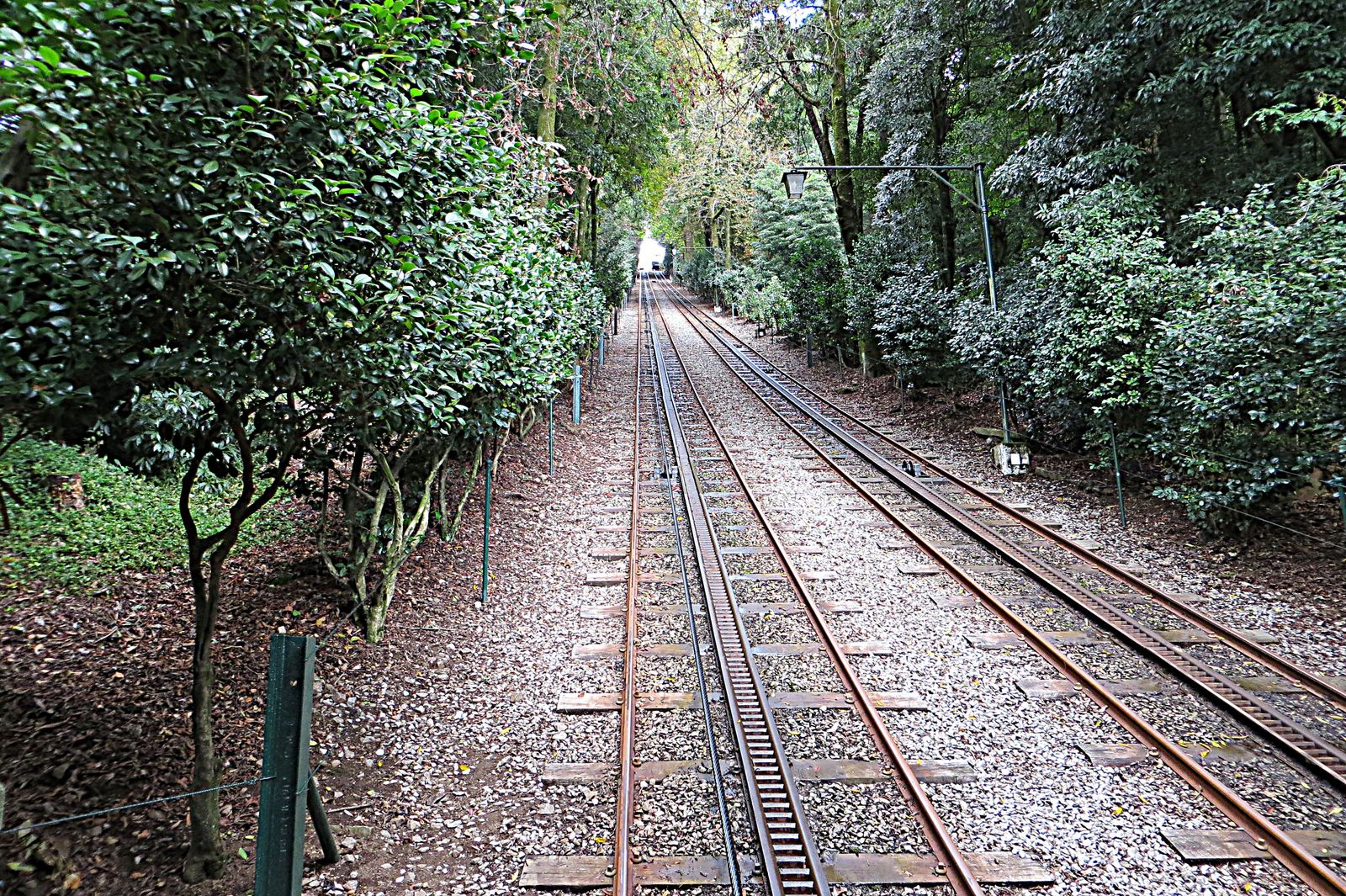
Cremallera Riggenbach pel fre al funicular de Bom Jesus.

En alguns funiculars de la primera generació es feia servir el sistema de cremallera com a fre, especialment en els que eren del tipus automotor per contrapès (generalment, per contrapès d'aigua), on el cable no era accionat per un motor. En aquest cas, atesora que la regulació de la velocitat no es podia fer des de l'accionament, ja que era inexistent, només es podia fer des dels cotxes. Després de diversos experiments, es va comprovar que el sistema més eficient per controlar la velocitat era utilitzant el sistema de cremallera. Exemples d'aquest ús de la cremallera als funiculars són els del funicular Elevador do Bom Jesus, a Portugal, inaugurat el 1882; o el Nerobergbahn, a Wiesbaden (Alemanya), inaugurat el 1888.

### Ample de via
Els ferrocarrils de cremallera es poden construir amb qualsevol ample de via; sempre que hi hagi prou espai entre els carrils per instal·lar-hi la cremallera, i també prou espai entre les rodes dels vehicles per instal·lar-hi les rodes dentades i els mecanismes de transmissió. No obstant això, la majoria de les línies de cremallera són d'ample de via estret. Això és pel fet que el seu traçat es va construir adaptant-se el millor possible a les irregularitats del terreny, un tipus de disseny que requereix revolts (corbes) de radi reduït, que no són possibles de traçar en línies d'ample estàndard. Tampoc no és habitual l'ús d'aquest sistema en línies d'ample superior a l'estàndard; tot i que n'hi ha algun cas, com el ferrocarril de Santos a Jundiaí, al Brasil, amb un ample de via de 1.600 mm.

### Costos
Els costos que requereix construir i posar en funcionament un ferrocarril de cremallera són superiors als d'un ferrocarril convencional.
- Atès que en la majoria dels casos són ferrocarrils de muntanya, la construcció en terrenys difícils requereix més obres de fàbrica (ponts, túnels, murs de contenció, etc.).
- La via es més cara que la convencional, pel fet que requerir la instal·lació de les cremalleres, així com els sistemes d'entrada a la mateixa cremallera i complexos canvis d'agulles, construïts a mida i que, per tant, no es poden adquirir d'entre els models estàndard.
- Els vehicles també són més cars, tant pels components addicionals per poder circular en cremallera com pel mateix motiu anterior de la impossibilitat d'adquirir trens estàndard.

Un exemple d'aquests costos superiors el podem trobar en el cas del ferrocarril suís Luzern-Stans-Engelberg, de vía d'ample mètric i mixt cremallera-adhesió. Quan l'any 1991 volia augmentar la capacitat de transport, va intentar adquirir uns nous automotors articulats de gran potència (2.100 kW). El preu de cada automotor es va fixar en 16 milions de CHF, que era el mateix que costava una locomotora de gran potència i cinc cotxes de viatgers de gran capacitat de via d'ample estàndard. Com que necessitava vuit automotors, la inversió havia de ser de 128 milions de CHF. Finalment, l'empresa explotadora va optar per construir una variant de traçat en túnel per substituir el tram de cremallera (d'una declivitat de 246 ‰), que té rampes més suaus que es poden afrontar amb vehicles sense cremallera, i que va suposar una inversió de 68 milions de CHF, pràcticament la meitat que els proposats automotors mixtos.

### Aspectes mediambientals
La construcció d'aquests ferrocarrils acostuma a ser menys agressiva per a l'entorn: ja que poden adaptar-se millor al terreny, necessiten menys obres de fàbrica, com per exemple els grans viaductes o llargs desmunts.
El consum d'energia és considerablement més elevat que en els ferrocarrils d'adhesió, per poder superar les fortes rampes. Es pot recuperar una part d'aquesta energia als ferrocarrils amb tracció elèctrica (la gran majoria dels de cremallera) durant els descensos, ja que l'ús del fre elèctric és continu i als vehicles i línies modernes es pot fer servir el fre regeneratiu, que retorna el corrent elèctric generat a la catenària per tal que el puguin fer servir altres trens ascendents, o retornar-lo a la xarxa elèctrica.
Com tots els sistemes d'engranatges mòbils, el de cremallera requereix lubricació, que es fa amb greixos. La quantitat de greix requerit varia en funció del clima, i ha de ser especialment gran en entorns amb neu, habituals a les línies d'alta muntanya. El problema mediambiental esdevé perquè el greix que es diposita a les rodes dentades i les cremalleres cau a terra per precipitació. Per això no es poden fer servir greixos comuns per maquinària, reciclables a posteriori, i cal utilitzar greixos d'origen vegetal o animal, més cars i menys resistents a la temperatura.

### Transport de mercaderies

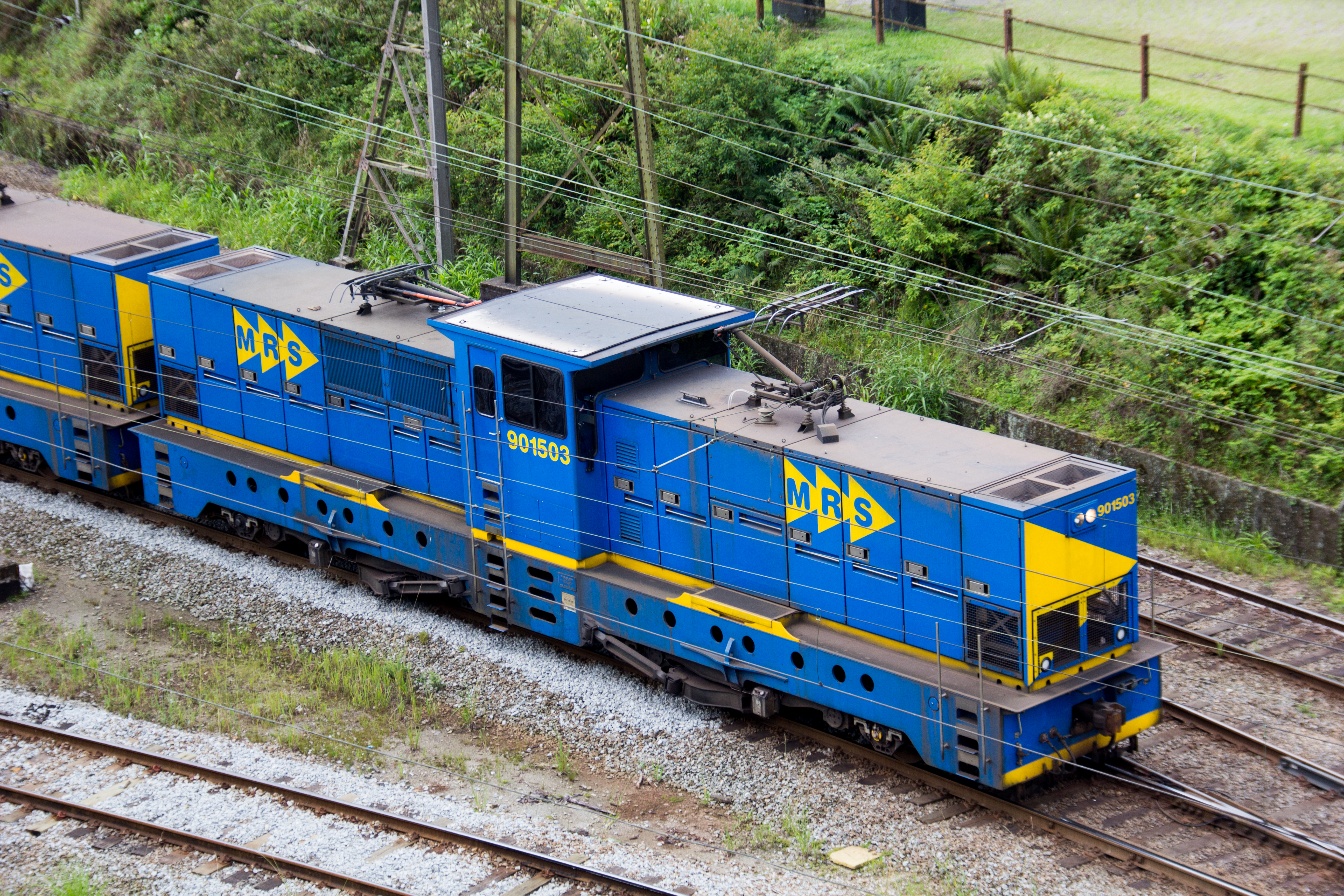
Locomotora de cremallera per a trens de mercaderies de la línia de Santos a Jundiaí.

La majoria de les línies de cremallera es destinen només al transport de viatgers, i el transport de mercaderies és més complex. El problema és la reduïda càrrega que poden arrossegar les locomotores de cremallera, per l'efecte de la gravetat a les fortes rampes. Per tant, o els trens de mercaderies són curts i poc pesats o cal l'ús de locomotores especials d'elevada potència, sovint acoblades en comandament múltiple.
En algunes línies de ferrocarrils el transport de mercaderies és necessari, ja que aquestes línies transcorren per indrets que només són accessibles pel ferrocarril: és el cas de la Vall de Núria, on el Cremallera de Núria transporta totes les mercaderies necessàries; o també el dels ferrocarrils suïssos Wengernalpbahn (WAB) i Matterhorn-Gotthard-Bahn (MGB), que transporten les mercaderies a les ciutats lliures de cotxes de Wengen i Zermatt, respectivament. També hi ha alguna línia destinada principalment al transport de mercaderies, com el ferrocarril de Santos a Jundiaí, al Brasil, o diversos ferrocarrils industrials. En aquest cas s'hi adopten algunes mesures especials, com ara la triple làmina del sistema Abt al ferrocarril brasiler.

### Aplicacions singulars
La major part de les línies equipades amb cremallera són de tipus convencional, amb locomotores, automotors, cotxes, vagons i traçats que uneixen diverses poblacions, o aquestes mateixes poblacions amb centres turístics. Però hi ha algunes aplicacions singulars del sistema de cremallera:
- Per travessar les diferents rescloses, els vaixells que travessen el Canal de Panamà són remolcats per locomotores elèctriques de cremallera que s'anomenen mules, en referència a la sirga amb mules amb què tradicionalment es remolcaven les barques. Compten amb cremallera del sistema Riggenbach i superen alguns trams molt curts amb rampes del 500 ‰. A més, disposen d'un sistema que impedeix el desplaçament lateral, necessari per les grans forces que han de suportar en aquest sentit quan remolquen els grans vaixells.[5][6]
- L'ús de sistemes de cremallera en tramvies urbans ha estat molt poc habitual, encara que n'hi ha hagut alguns exemples, com ara el desaparegut tramvia de l'Alhambra, a Granada, o el que encara està en servei a la ciutat alemanya d'Stuttgart.[7]
- No es fa servir gaire en línies de metro. De fet, només se'n coneix un cas: la línia C del metro de Lió, línia mixta amb cremallera del tipus Von Roll per superar rampes del 175 ‰, en servei des del 1974.[8]
- Potser la forma més singular d'ús de la cremallera són els monoracks. Es tracta de monorails instal·lats en vinyes situades en vessants de muntanyes, per transportar el raïm o eines, que tenen una cremallera normalment situada a la part inferior. Els vehicles que s'hi desplacen poden ser de tracció autònoma o elèctrica.[9]

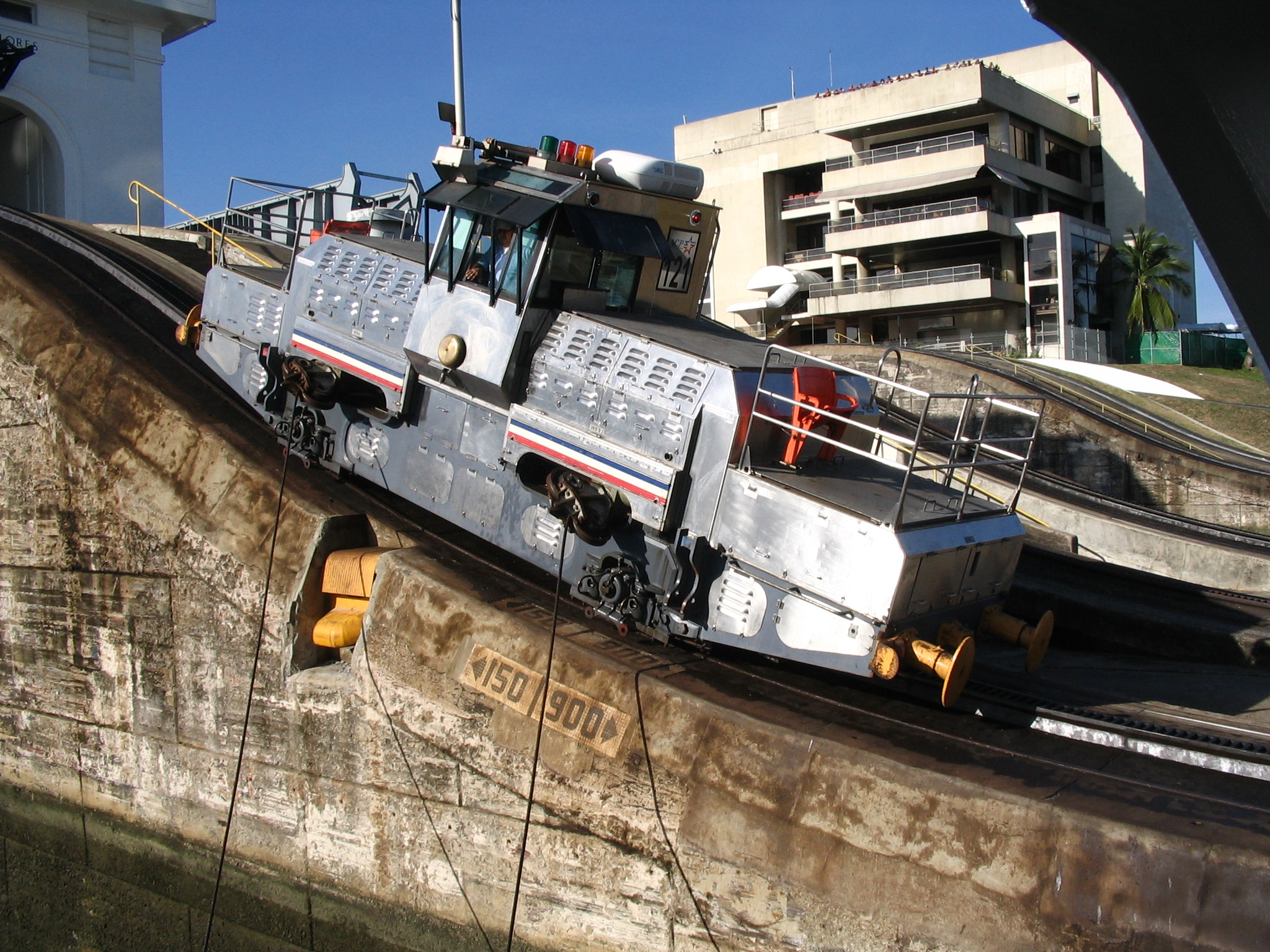
Una "mula" del Canal de Panamà.
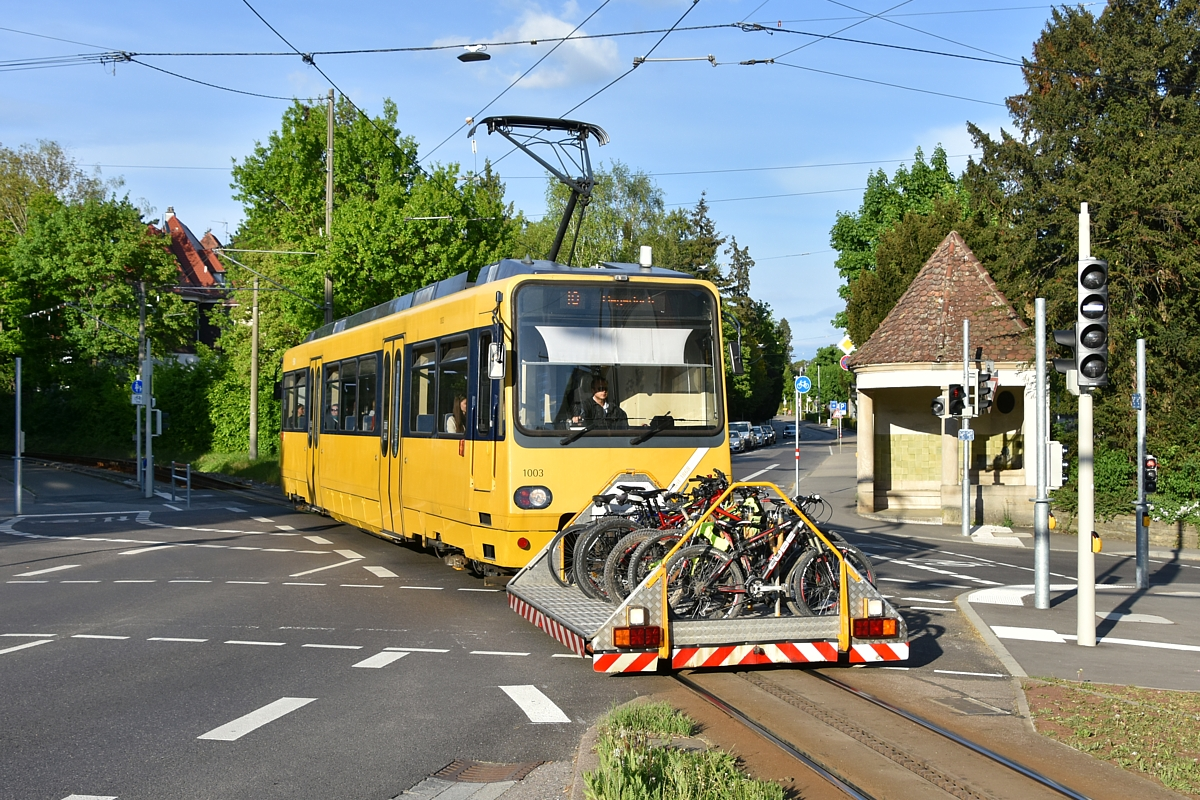
Tramvia de cremallera de Stuttgart.
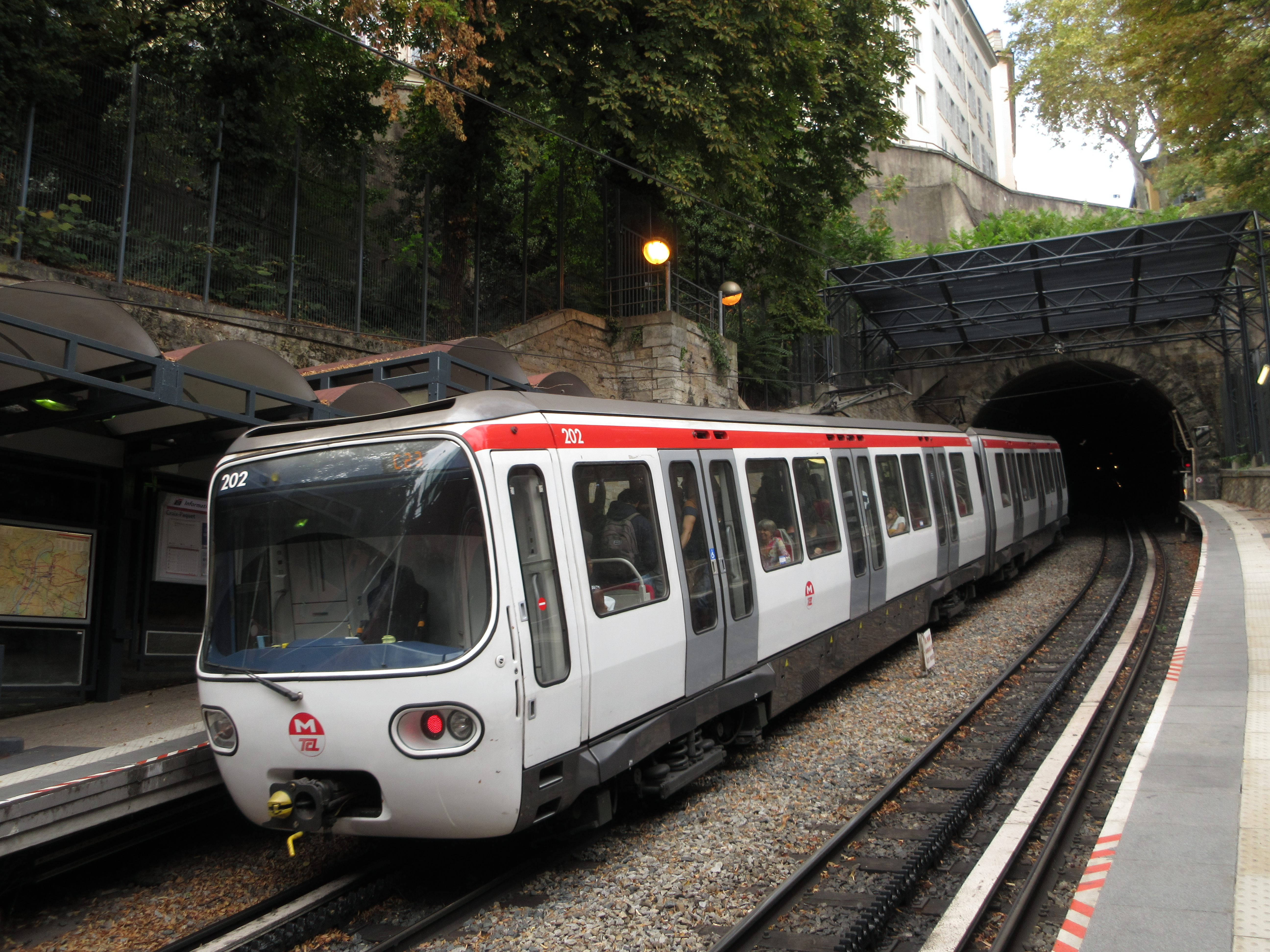
La línia C del metro de Lyon.
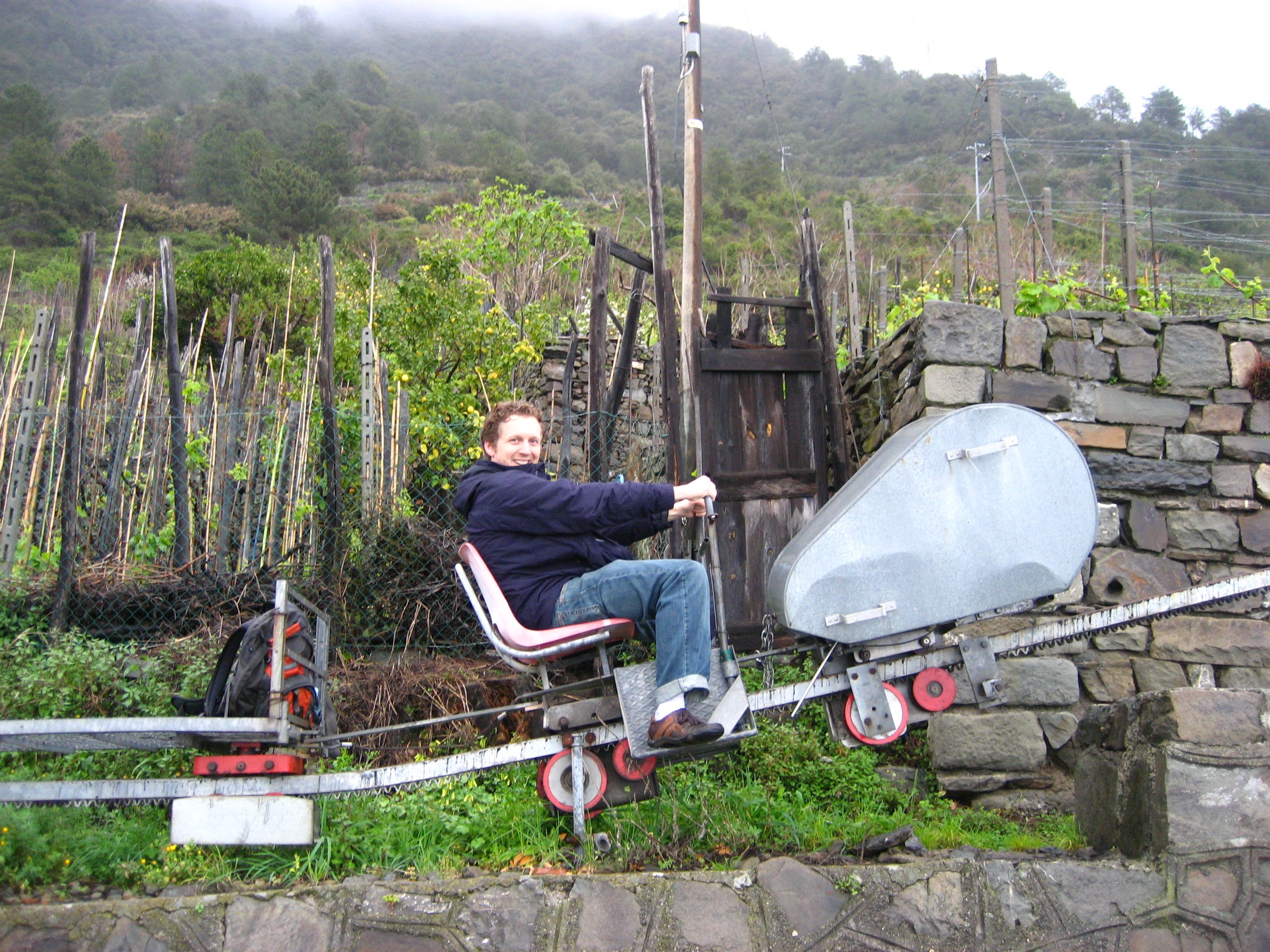
Monorack a la zona vinícola de Cinque Terre.

## Sistemes de cremallera

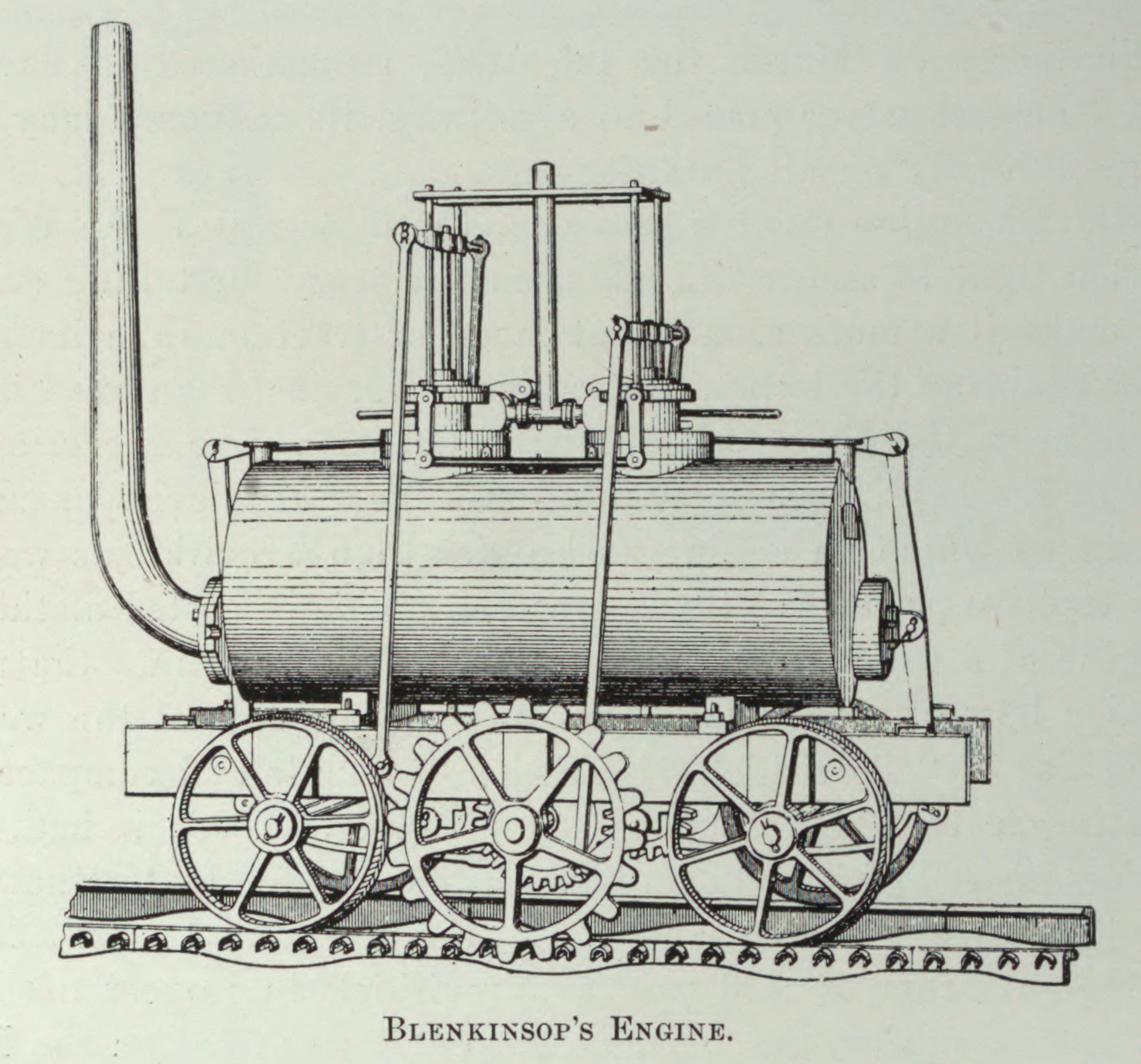
Locomotora de cremalleres laterals del tipus Blenkinsop.

Al llarg dels anys, diversos inventors van desenvolupar diferents sistemes de cremallera. Les diferències fonamentals entre ells es troben en la part fixa de la cremallera, doncs les rodes dentades son totes molt similars. De fet, algunes línies fèrries tenen trams de cremallera amb diferents sistemes, totalment compatibles amb els seus vehicles. De tots aquests sistemes, els que han tingut més èxit són, en ordre de major a menor, els Abt, Riggenbach i Strub.
Aquí s'esmenten només els més coneguts, tot i que al llarg de la història hi ha hagut altres sistemes que o bé no han passat de l'estat de projecte o bé només han tingut aplicacions molt petites o molt poc duradores en el temps.

### Cremalleres laterals

#### Blenkinsop (1811)

Sistema Blenkinsop.

A principis del segle xix es començava a intentar aplicar la força del vapor a les locomotores. L'any 1811, el gerent de la línia minera de Middleton (Leeds, Anglaterra), John Blenkinsop, va patentar un sistema de tracció amb cremallera, el primer de la història. En les albors de la tracció ferroviària mecànica es dubtava que les locomotores poguessin arrossegar els trens miners, degut a la reduïda adhesió de les rodes de ferro sobre carrils de ferro. Per això, Blenkinsop va construir una locomotora amb dues rodes dentades laterals, que engranaven amb unes dents de ferro instal·lades a l'exterior dels carrils. Aquesta ubicació lateral venia forçada per la necessitat de deixar lliure l'espai entre els dos carrils pel pas dels cavalls, que eren els que normalment arrossegaven els vagons. Es van construir quatre locomotores, que van prestar servei fins a l'any 1834, quan es va tornar a la tracció animal.

### Sistemes tipus escaleta
Aquests sistemes fan servir una cremallera que te un aspecte semblant a una escala de mà, constituida per dos perfils laterals units per travessers.

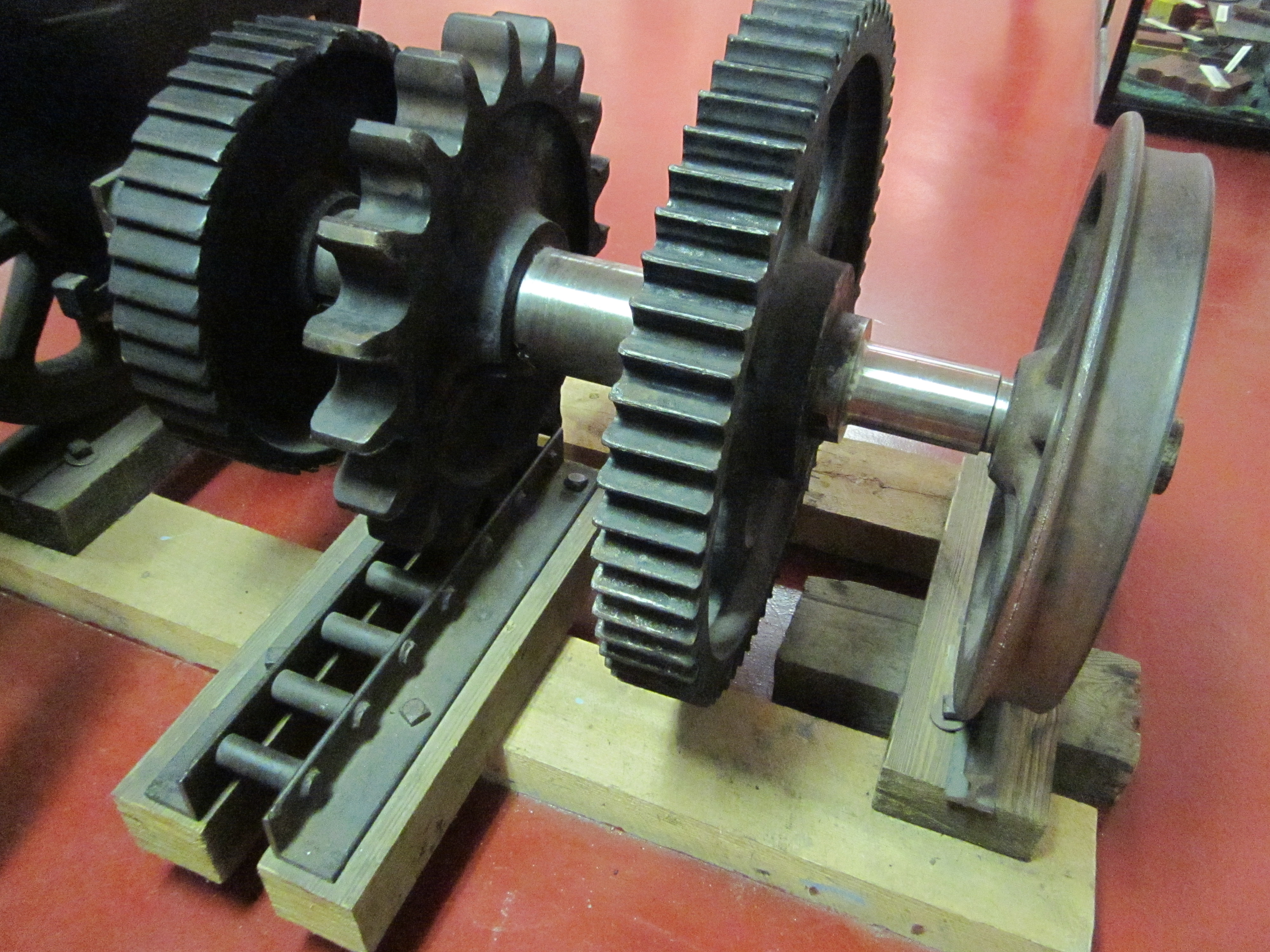
Sistema Marsh.
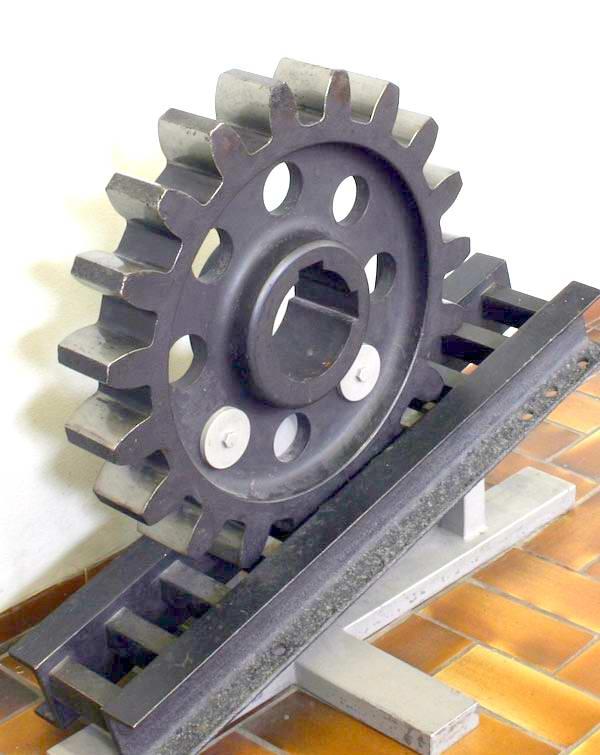
Sistema Riggenbach.
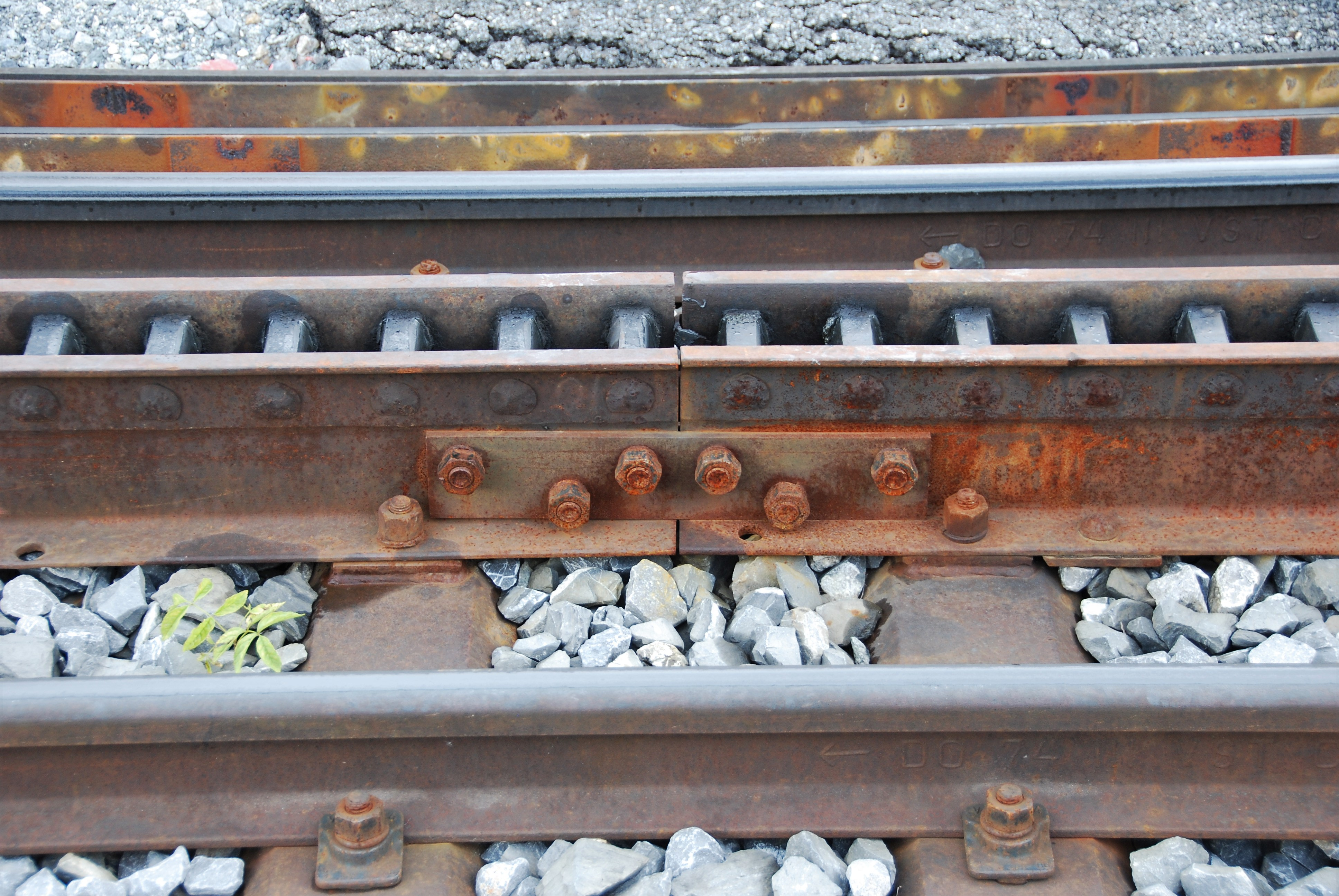
Sistema Riggenbach-Pauli.
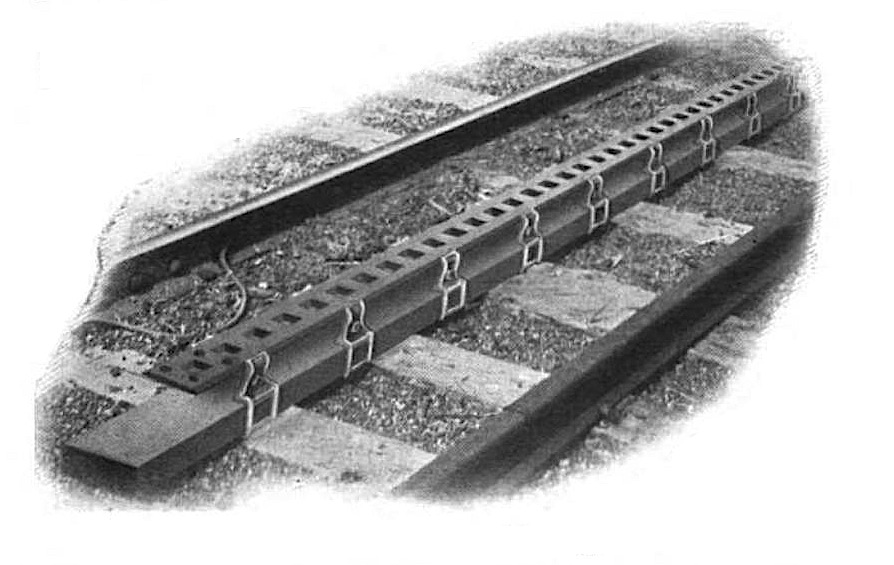
Sistema Morgan amb bastidor simplificat.

#### Marsh (1868)

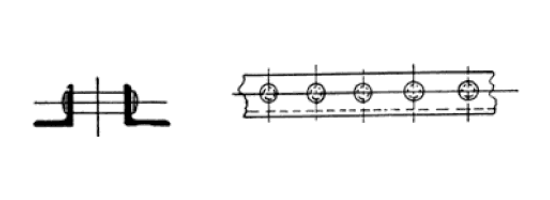
Sistema Marsh.

El primer ferrocarril de cremallera de muntanya va ser construït per l'emprenedor nord-americà Sylvester Marsh (1803-1884), per ascendir a la muntanya Washington, a New Hampshire (EUA). La línia va ser posada en servei entre els anys 1868 i 1869, i segueix en servei actualment. Marsh va inventar el sistema de cremallera que porta el seu nom, i que es va utilitzar en aquest ferrocarril i al de la pedrera d'Ostermundingen, prop de Berna (Suïssa).
El sistema consisteix en dos perfils en forma de "L", units per perns rodons, clavats directament sobre les travesses de fusta. Les rodes dentades tenien dents de gran pas.

#### Riggenbach (1871)

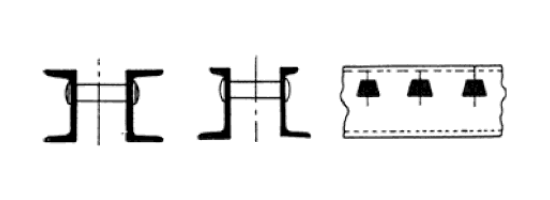
Sistema Riggenbach.

El primer ferrocarril de cremallera europeu va ser dissenyat per l'enginyer i inventor alsacià Niklaus Riggenbach (1817-1899). Tot i que va néixer a França i va viure també a Alemanya, la major part de la seva vida la va passar a Suïssa, com a enginyer de locomotores. El 1863 se li va atorgar a França la patent del seu sistema de cremallera, que va ser utilitzat per primer cop al ferrocarril suís Rigibahn, entre Vitznau i el cim del Rigi, inaugurat l'any 1871 i encara avui en servei. Aquest és el segon sistema de cremallera més utilitzat al món.
La cremallera està formada per dos perfils laterals en forma d'"U", oberts cap a l'exterior, entre els quals hi ha uns travessers quadrats com si fossin els esglaons d'una escala de mà. Aquests travessers originalment eren reblonats en fred, tot i que més endavant la construcció va ser soldada. Les rodes dentades tenen dents trapezoïdals, d'una forma evolvent respecte de la cremallera, aconseguint així una transmissió de l'esforç de tracció i de fre constants. Els bastidors es munten directament sobre les travesses, o bé sobre suports flotants d'acer.
Més endavant, el sistema va evolucionar principalment pel canvi dels travessers, passant de ser quadrats a trapezoïdals.

#### Riggenbach-Klose i Klose-Bissinger (1889)

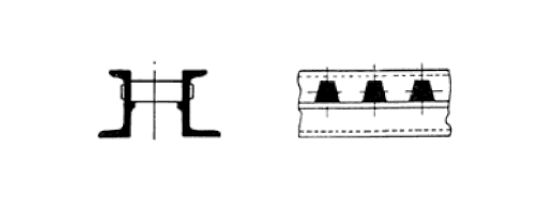
Sistema Klose.

L'enginyer alemany Adolf Klose (1844-1923) va desenvolupar un sistema de cremallera de tipus escaleta, inspirat en els anteriors. Es va fer servir per primer cop al ferrocarril de Sankt Gallen a Gais i Appenzell l'any 1889, com a sistema Riggenbach-Klose. Posteriorment, es va fer un altre desenvolupament per la secció de Baiersbronn a Freudenstadt Stadt (posada en servei el 1901), del ferrocarril d'ample estàndard Murgtalbahn, a Baden-Wurtemberg, com a sistema Klose-Bissinger.
Els bastidors estaven inspirats en el sistema Riggenbach. També consistien en dos perfils laterals en forma d'"U", oberts cap a l'exterior, entre els quals hi ha les dents. En aquest cas, però, aquestes dents són de secció trapezoïdal (més estrets a dalt, més amples a baix), augmentant així la superficie de contacte de les rodes dentades. A més, no estan reblonades als extrems, sino cargolades. Per tal que les dents no puguin girar, es recolzen sobre uns ressalts interiors dels perfils laterals. Aquests bastidors es fixen sobre les travesses amb uns suports forjats en el cas suís, o de ferro colat en el cas alemany.

#### Riggenbach-Pauli (1893)

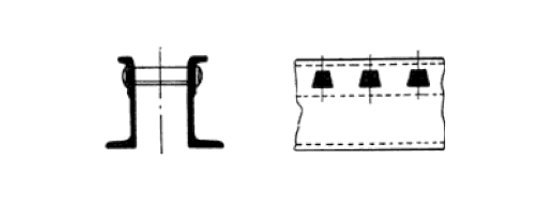
Sistema Pauli.

L'enginyer Arnold Pauli, que treballava a fàbrica Maschinenfabrik Bern (més tard Von Roll) va fer dues modificacions al sistema Riggenbach. Una va ser l'elevació del bastidor de cremallera, bé mitjançant subjeccions indirectes sobre les travesses, bé amb perfils en "U" més alts. Això permet aplicar el sistema en corbes de radi més petit i ofereix una major seguretat contra la remuntada de les rodes dentades. L'altre va ser l'ús de travessers trapezoïdals com al sistema de Klose.
Aquest sistema va ser utilitzat per primera vegada l'any 1893, simultàniament als ferrocarrils suïssos de muntanya Wengernalpbahn i Schynige Platte-Bahn.

#### Morgan (1900)
L'any 1900 es va atorgar a l'enginyer americà Edmund C. Morgan la primera de tota una sèrie de patents sobre un sistema de cremallera similar al Riggenbach, però amb l'afegit que el bastidor també es feia servir com a tercer carril per alimentar elèctricament les locomotores. En una de les patents variaba el bastidor, que estava construït amb una barra a la qual es practicaven forats on engranaven les rodes dentades de les locomotores.
El sistema va ser comercialitzat per The Goodman Equipment Company i va ser utilitzat en ferrocarrils miners dels EUA, així com en el ferrocarril soterrani de distribució de mercaderies Chicago Tunnel Company.

### Sistemes de rails dentats
Aquests sistemes fan servir un rail més o menys convencional, sobre el que es mecanitzen les dents.

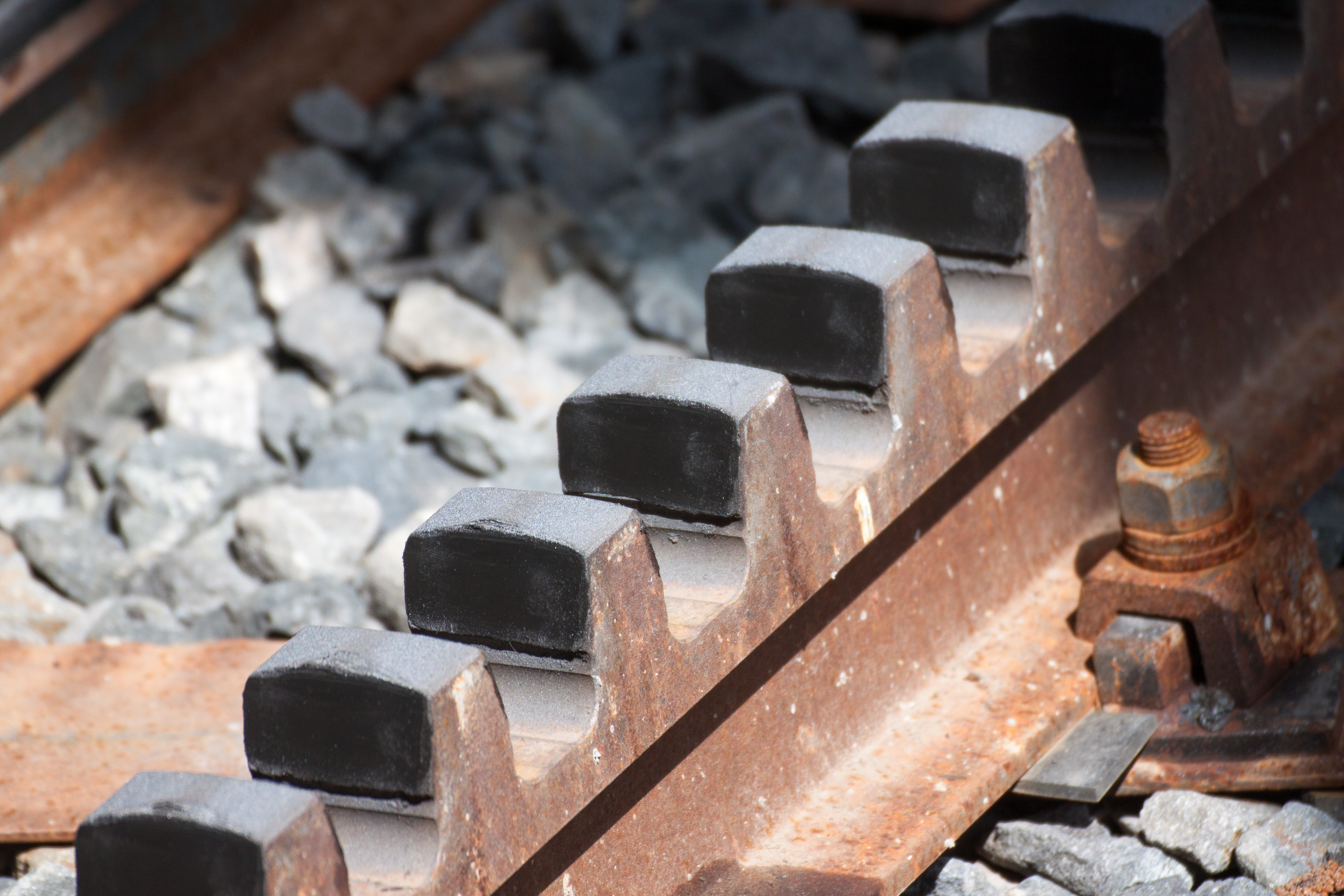
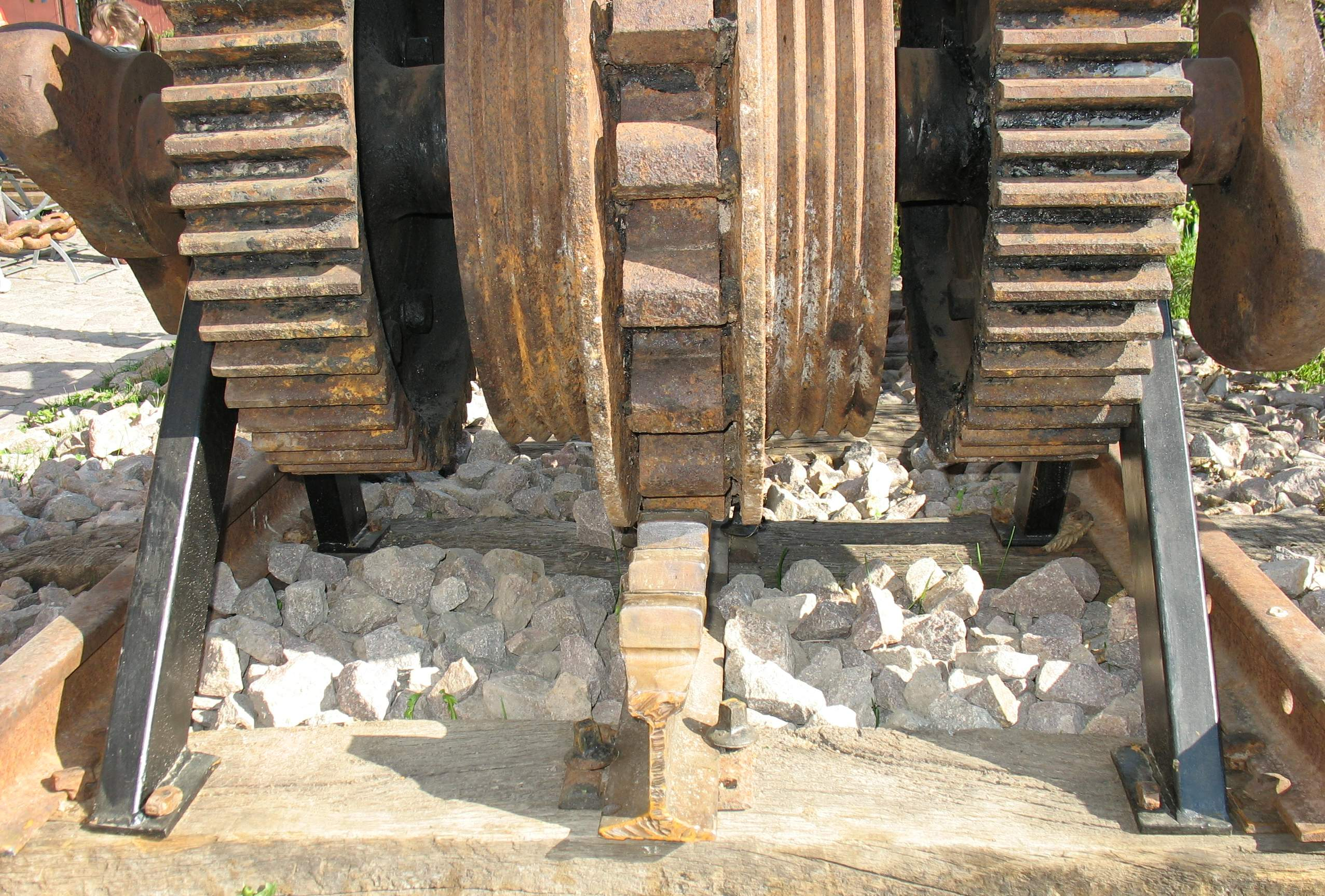
Tres vistes del sistema Strub.
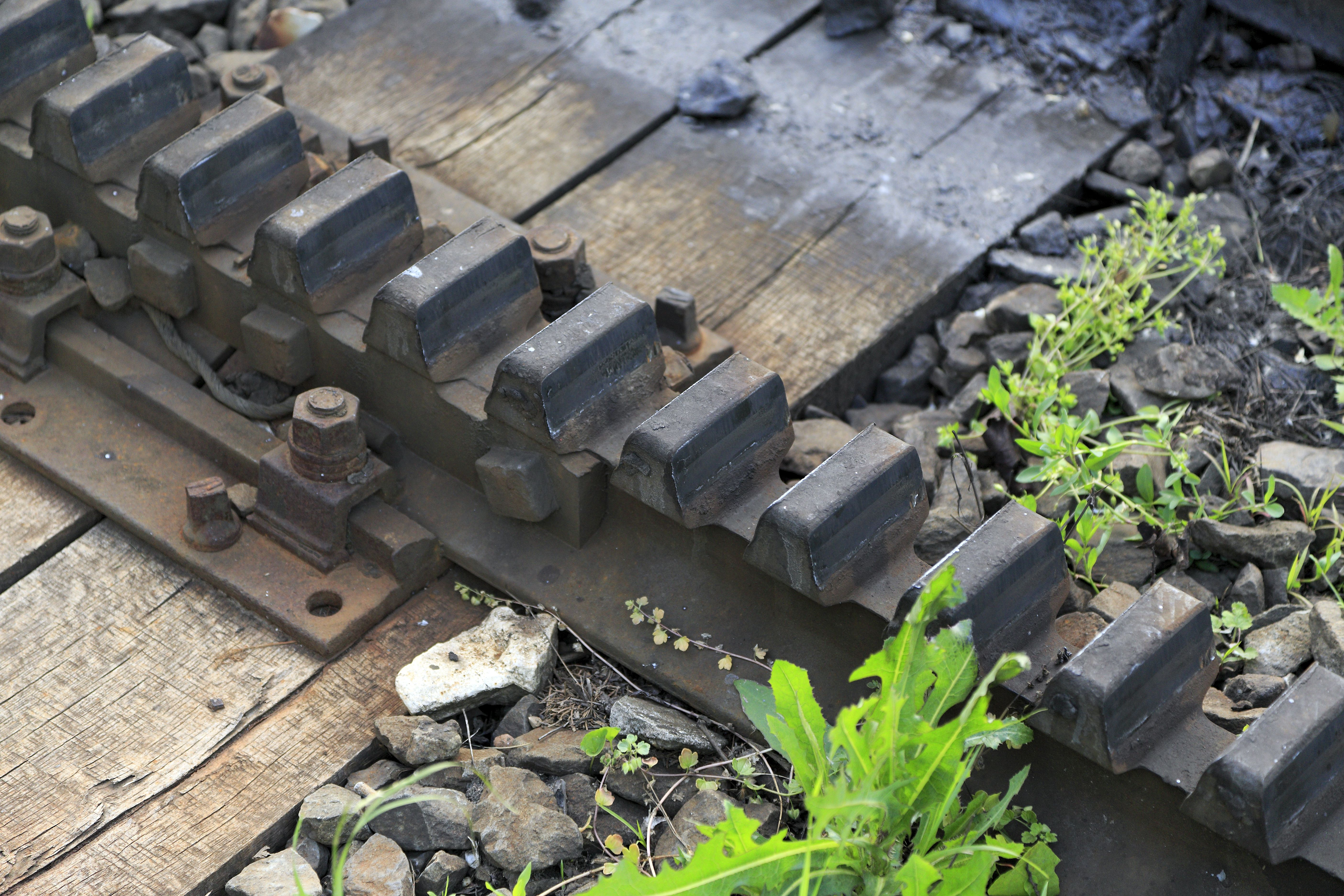

#### Strub (1896)

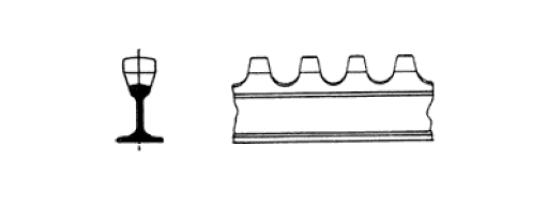
Sistema Strub.

L'any 1896, l'enginyer suís Emil Strub (1858-1909) va guanyar el primer premi del concurs convocat pel fundador del ferrocarril de la Jungfrau, per dissenyar el millor sistema per construir-lo. Aquesta línia va ser posada en servei per seccions entre 1898 i 1912.
El sistema de cremallera proposat per Strub es basa en la utilització d'un rail molt semblant als convencionals, amb cap, ànima i patí. Al cap es mecanitzen les dents trapezoïdals, i aquest carril es fixa a les travesses amb els mateixos sistemes que els rails laterals. Aquest sistema és car de fabricar, però molt fàcil d'instal·lar i requereix poc manteniment. És el tercer més utilitzat al món, per darrere dels Abt i Riggenbach.
Aquest sistema es va complementar al ferrocarril de la Jungfrau amb uns ganxos sota les locomotores per evitar que pugessin sobre la cremallera en els trams més inclinats; el temps va demostrar que aquesta prevenció no era necessària. També es feia servir com a element de fregament d'un fre de pinça, similar al utilitzat en funiculars amb carrils de cap triangular.

### Sistemes de làmines dentades
Aquests sistemes, els més estesos de el món, fan servir entre una i tres làmines metàl·liques, al cap de les quals estan mecanitzades les dents.

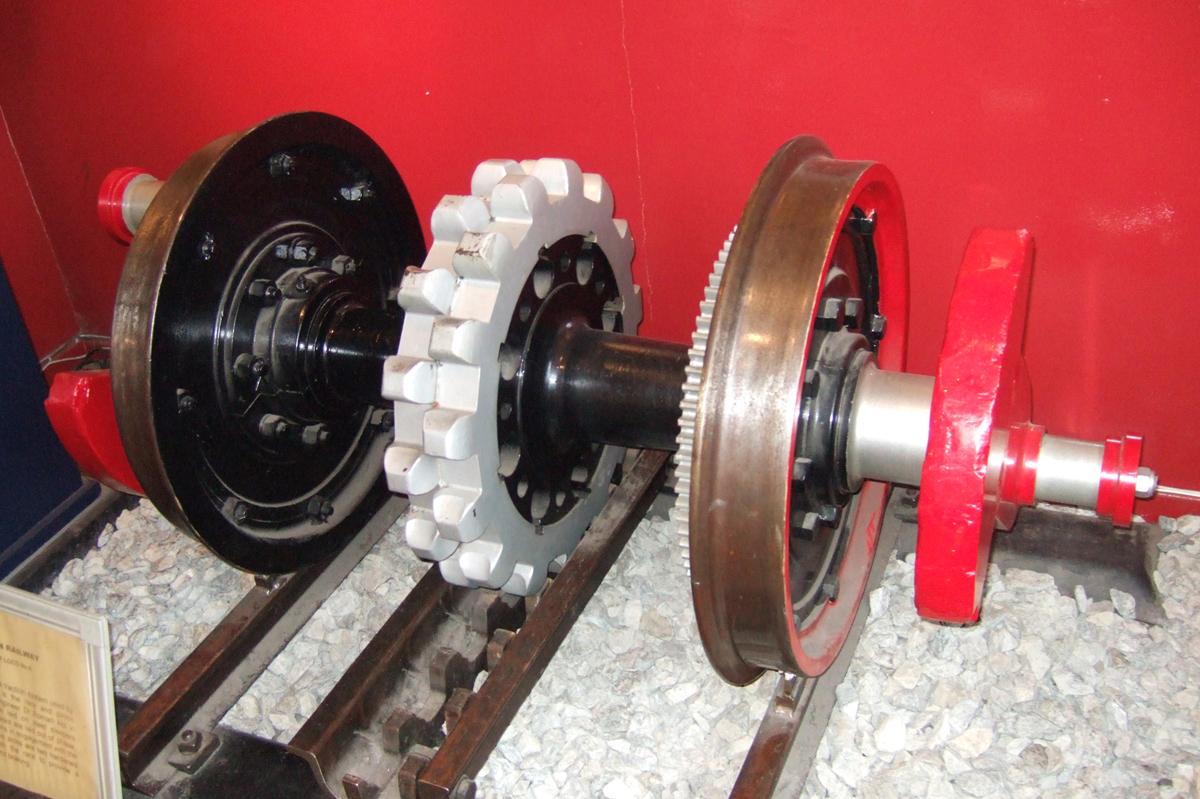
Sistema Abt de dues làmines.
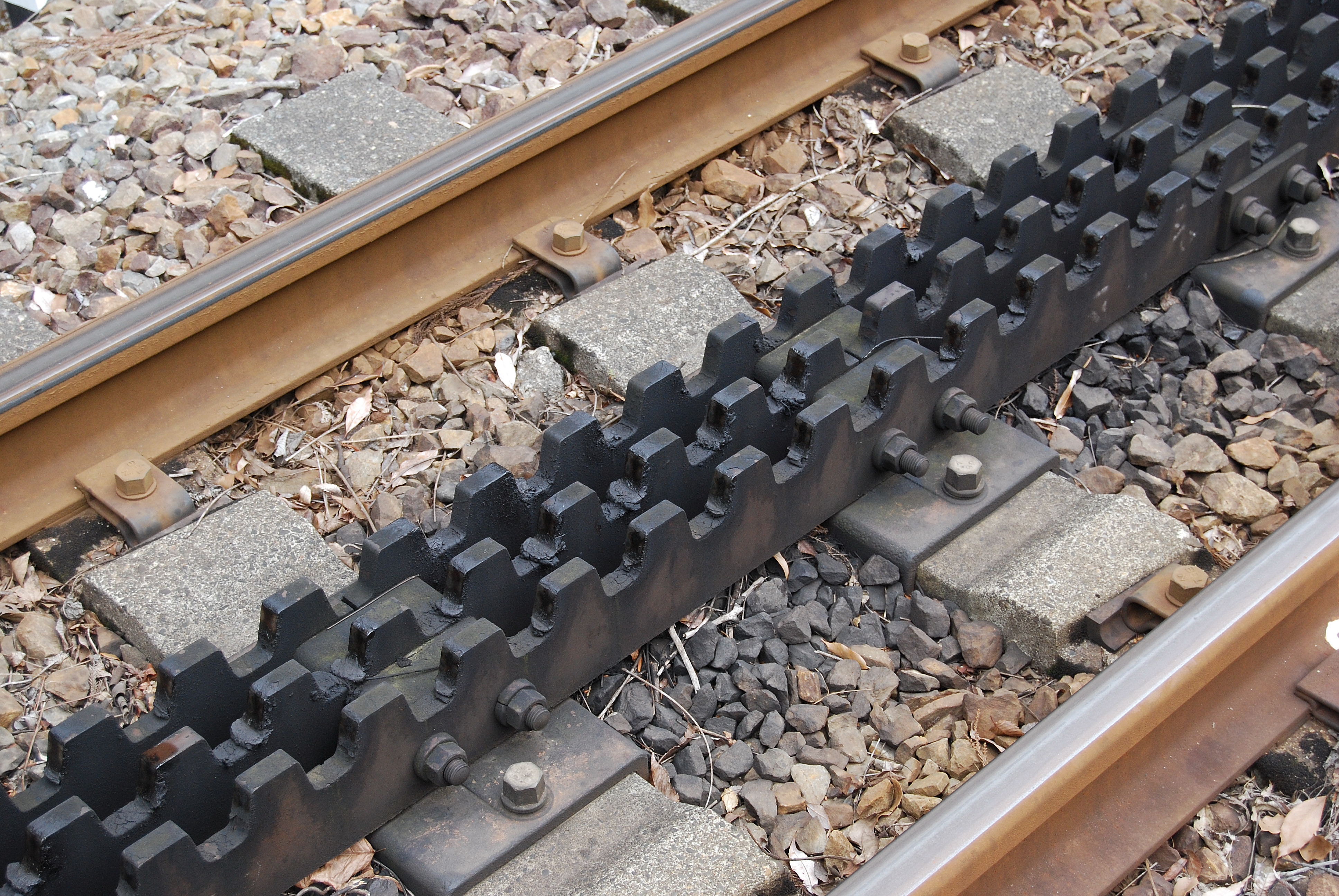
Sistema Abt de tres làmines.
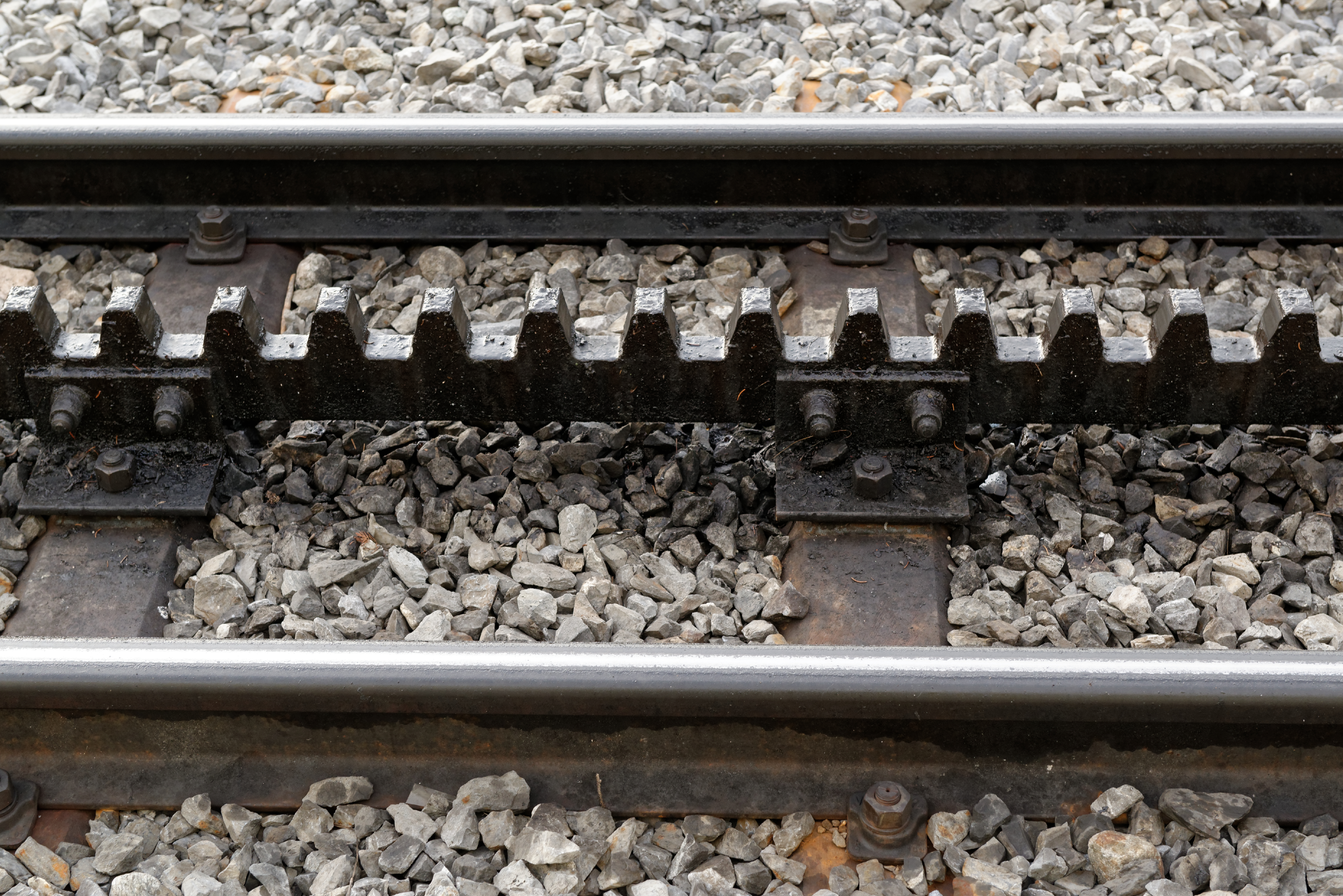
Sistema Lamella/Von Roll.
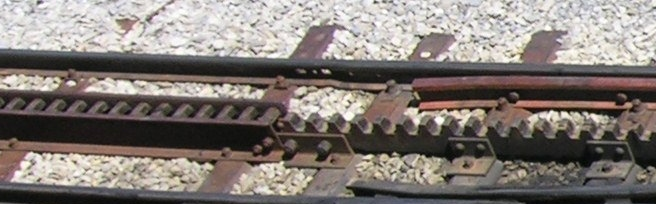
Transició entre el sistema Riggenbach i el Von Roll.

#### Abt (1882)

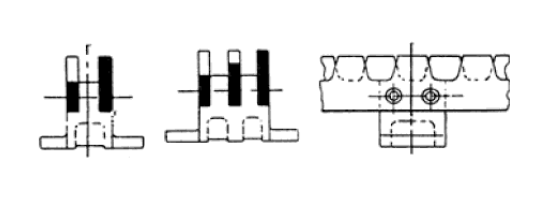
Sistema Abt de dues i tres làmines.

Un altre enginyer suís, Carl Roman Abt (1850-1933), va inventar el sistema de cremallera més utilitzat al món. Després de diversos treballs relacionats amb els ferrocarrils, entre els quals a la Internationalen Gesellschaft für Bergbahnen de Niklaus Riggenbach, el 1885 Roman Abt es va establir pel seu compte. Va patentar diversos invents, entre els quals un nou sistema de cremallera. Es va fer servir per primer cop al ferrocarril alemany de Blankenburg a Tanne, inaugurat l'any 1886. Del coneixement que va adquirir del sistema de cremallera de Riggenbach, Roman Abt va inventar un altre que pretenia ser més senzill de construcció i instal·lació, i que pogués ser utilitzat en qualsevol mena de ferrocarril, no només en línies turístiques de muntanya o ferrocarrils industrials.
Per això va desenvolupar un sistema que utilitza entre una i tres làmines metàl·liques (perfils rectangulars força estrets), a la part superior de les quals es mecanitzen les dents. La majoria de les línies on es va instal·lar el sistema Abt disposen de dues làmines, amb el pas de les dents desplaçat la meitat entre elles; això permet el contacte continu d'una o altre roda dentada dels vehicles i, per tant, un major confort de marxa. En unes poques línies es va muntar només una làmina, o tres en uns pocs ferrocarrils on s'havien d'arrossegar grans càrregues. La construcció d'aquestes làmines és molt més senzilla i més barata que els altres sistemes i, per l'alta flexibilitat, es poden fer servir fàcilment en corbes de petit radi. Les làmines es munten sobre suports de fosa collats sobre les travesses.

#### Lamella/Von Roll
Aquest sistema va ser desenvolupat per l'empresa suïssa Von Roll. Malgrat que tècnicament és molt semblant al sistema Abt, té una diferència principal: fa servir només una làmina de major amplada. Això és degut al fet que es va inventar per substituir els sistemes Riggenbach i Strub, en aquelles línies on les instal·lacions originals necessitaven ser reemplaçades degut al seu desgast.

#### Telfener (1892)
L'any 1892 es va posar en servei el primer ferrocarril de cremallera d'Itàlia, la línia entre Sant'Ellero i Saltino. Va ser promoguda i construida pel comte Giuseppe Telfener, un home de negocis de Foggia, d'origen tirolés. Donat que la línia devia salvar una important diferència d'alçada, Telfener va desenvolupar un sistema de cremallera de làmines, que només es va fer servir en aquest ferrocarril. Consistia en dues barres d'acer amb perfil en "L", reblonades juntes, amb dents mecanitzades a la part superior. En els trams de major declivitat, es van insertar dues làmines d'acer planes entre els perfils en "L", per tal d'augmentar el gruix de les dents i, per tant, la rigidesa del sistema.

### Sistemes horitzontals
Aquests sistemes són completament diferents dels anteriors. Estan pensats per línies amb molt forta declivitat, on amb els sistemes anteriors hi ha el risc que les rodes dentades dels vehicles remuntin la cremallera. Normalment, es considera que els sistemes anteriors ofereixen la suficient seguretat contra la remuntada de la cremallera per declivitats de fins a 250 ‰.

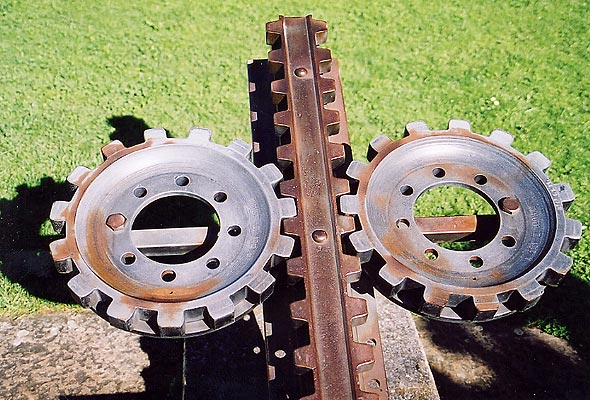
Sistema Locher.
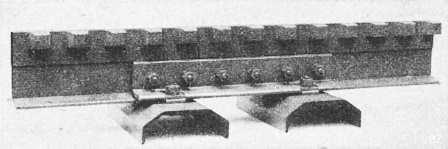
Sistema Peter.

#### Locher (1885)

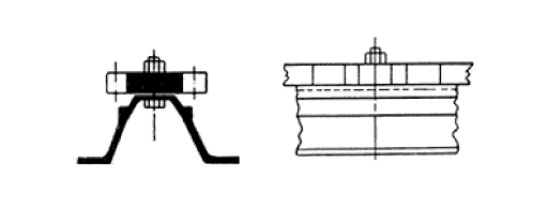
Sistema Locher.

Va ser, de nou, un enginyer suís qui va inventar un d'aquests sistemes: l'any 1885, Eduard Locher (1840-1921) va fer una agosarada proposta per construir el ferrocarril que puja al cim del mont Pilatus, prop de Lucerna, amb una declivitat màxima de 480 ‰. La línia es va posar en servei l'any 1889.
Aquest sistema está format per una làmina metàl·lica amb dents horitzontals mecanitzades a ambdós costats, subjectada a les travesses mitjançant suports d'acer. Els vehicles disposen de dues rodes dentades laterals a cada accionament, que ataquen la làmina dentada pels dos costats alhora. A més, unes guies situades a la part inferior de les rodes dentades impedeixen el desplaçament vertical dels vehicles, en fer topall amb la làmina de la cremallera. Es tracta d'un sistema molt pesat i costós, especialment perquè requereix desviaments especials desplaçables o voltejables.

#### Peter (1913)

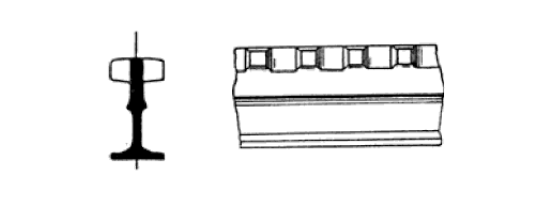
Sistema Peter.

L'any 1913 va començar la construcció del ferrocarril de cremallera de Sprudelstraße a Dreikreuzberg, a la ciutat txeca de Karlovy Vary. El traçat va ser dissenyat per l'enginyer suís H. H. Peter, i preveia una rampa de fins a 500 ‰. Per superar-la, Peter va inventar un sistema de cremallera de dents laterals. L'inici de la Primera Guerra Mundial va interrompre els treballs, que no es van acabar mai.
En aquest cas, Peter va dissenyar un sistema amb un carril de perfil especial, amb una ànima més alta del normal. Al cap s'hi mecanitzarien les dents horitzontals, a ambdós costats. Aquest carril es podria collar directament sobre les travesses, fent que el sistema fos més lleuger i econòmic que el Locher. Les rodes dentades dels vehicles podrien atacar la cremallera tant horitzontal com verticalment.

## Tecnologia de la via amb cremallera

### Posició a la via

Cremallera al mateix nivell que la via al tramvia d'Stuttgart.

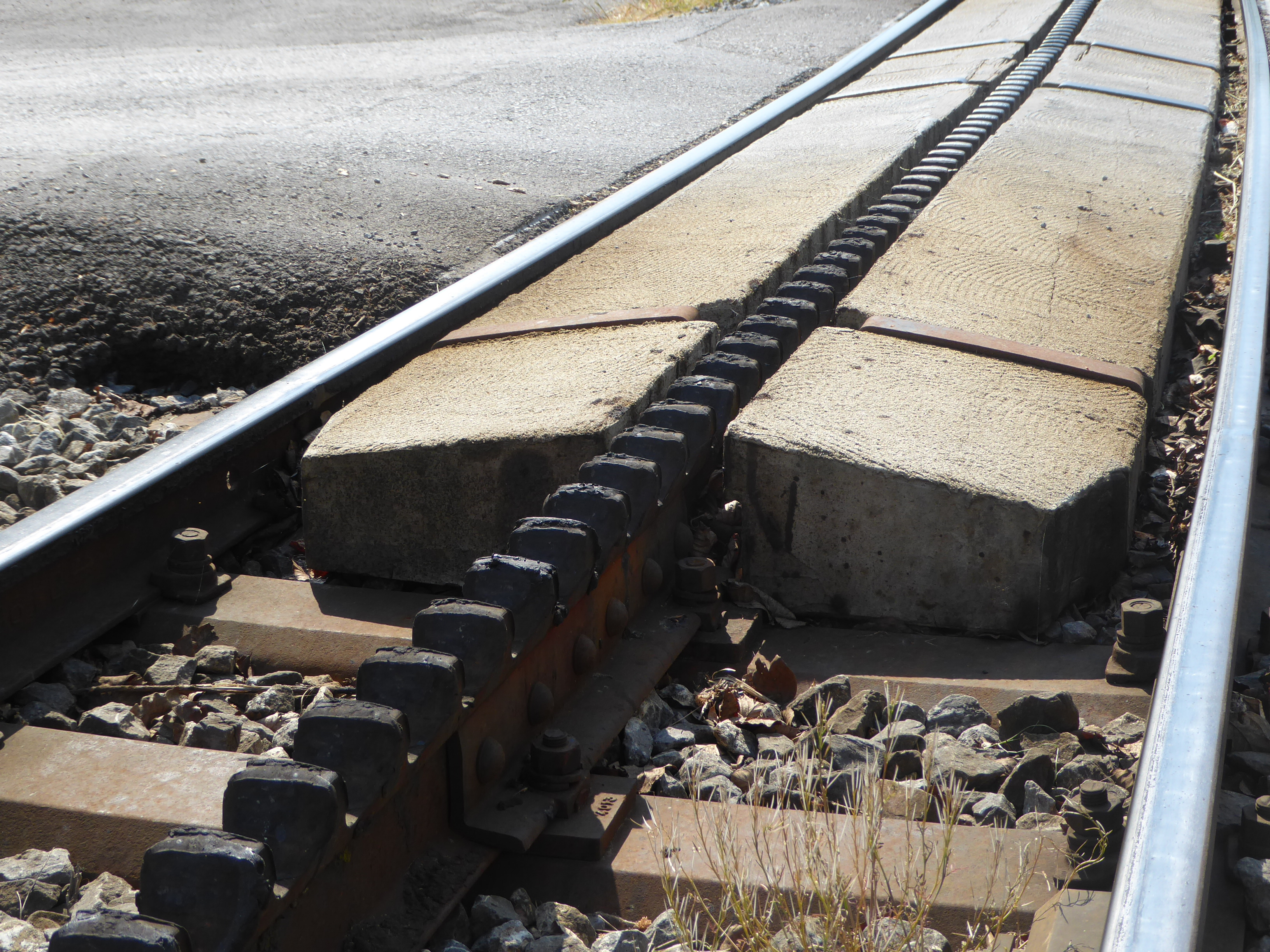
Pas a nivell amb rampes per superar la cremallera elevada.

El sistema de cremallera sempre s'instal·la al centre de la via, i es subjecta a les mateixes travesses que suporten els rails mitjançant diferents tipus de suports, segons el sistema emprat. Normalment, la cremallera està situada en un pla més elevat que el cap dels rails, tot i que també n'hi ha que estan al mateix pla o en un d'inferior.
Si la cremallera se situa en un pla més elevat, facilita la construcció dels canvis d'agulles, atès que els carrils convencionals poden quedar fixos, mentre que les làmines de cremallera s'hi articulen a sobre. En canvi, dificulta la construcció dels passos a nivell, ja que cal donar solució a la continuïtat de la carretera. Es pot fer mitjançant rampes, o amb alternatives més complexes, com trams de cremallera mòbils.
Aquest problema amb els passos a nivell es soluciona si la cremallera està en el mateix pla de rodadura que els rails, o en un pla inferior. No obstant això, aquest mètode d'instal·lació dificulta la construcció dels canvis d'agulles, ja que cal que els rails també siguin mòbils. A més, els vehicles ferroviaris no poden circular per altres línies no equipades amb cremallera, ja que les seves rodes dentades xocarien amb els elements de la superestructura.

### Construcció de la cremallera
Les làmines o bastidors de cremallera es construeixen en acer de diverses qualitats, normalment acer al carboni C45E, o acers de construcció S 235JR i S 335JR per la cremallera Strub. A les cremalleres del tipus escaleta, els elements es poden fixar entre ells amb reblons o mitjançant soldadura. A les que fan servir làmines o rails dentats, les dents es mecanitzen mitjançant fresadores. En la fabricació d'aquests elements s'admeten toleràncies molt estrictes: per exemple, la tolerància màxima del pas de dents és de ±0,2 mm per les cremalleres de làmines, o de ±0,3 mm per les del tipus escaleta.
Els trams de cremallera normalment tenen longituds que varien entre els 3 i els 6 metres, i es collen entre ells mitjançant brides, amb una separació d'uns 2 mm per compensar la dilatació i la contracció del metall sotmès a les variacions de la temperatura ambient. És necessari que els trams siguin curts, doncs si fossin més llargs, les dilatacions i contraccions variarien el pas de les dents i les rodes dentades dels vehicles no engranarien correctament. Modernament, també es solden els trams de cremallera; però això només es pot fer en vies amb una superestructura pesada i molt ben construida.
Pel mateix problema de les dilatacions i contraccions, a les línies equipades amb cremallera no es poden construir ponts metàl·lics de gran longitud. Per exemple, una variació de temperatura de 70 °C modifica la longitud d'un pont metàl·lic al voltant d'un 0,8 %, que representa 240 mm per un de 30 m de longitud. Per això, només es fan servir trams metàl·lics de curta longitud, i els ponts i viaductes de més longitud són de maçoneria o formigó armat.
La via amb cremallera s'ha muntant, tradicionalment, sobre travesses metàl·liques d'acer, doncs les de fusta es deformen ràpidament per efecte de les forces mecàniques dels trens i, per tant, és convenient no fer-les servir. Modernament, també es fan servir travesses de formigó, que ofereixen una elevada resistència mecànica. Les travesses metàl·liques es fabricaven amb planxa d'acer embotida, de manera que es "clavaven" sobre el balast, oferint una gran resistència al desplaçament longitudinal de la via sobre el balast. Actualment es fan servir les travesses metàl·liques en forma d'"Y", amb una resistència al desplaçament superior. Per evitar desplaçaments longitudinals de la superestructura en trams amb forta declivitat, s'instal·len ancoratges que subjecten el conjunt de la via al subsòl.
Pel que respecta a la geometria, les normes suïsses fixen uns valors mínim de 60 metres pel radi de les corbes, i màxim de 35 mm pel peralt. En el muntatge de la cremallera, s'admet una tolerància màxima de +2/-0 mm d'alçada respecte al pla de rodadura dels rails. Si la cremallera està formada per diverses làmines paral·leles (cas habitual al sistema Abt), la tolerancia de posició entre elles és de, com a màxim, ±0,5 mm.

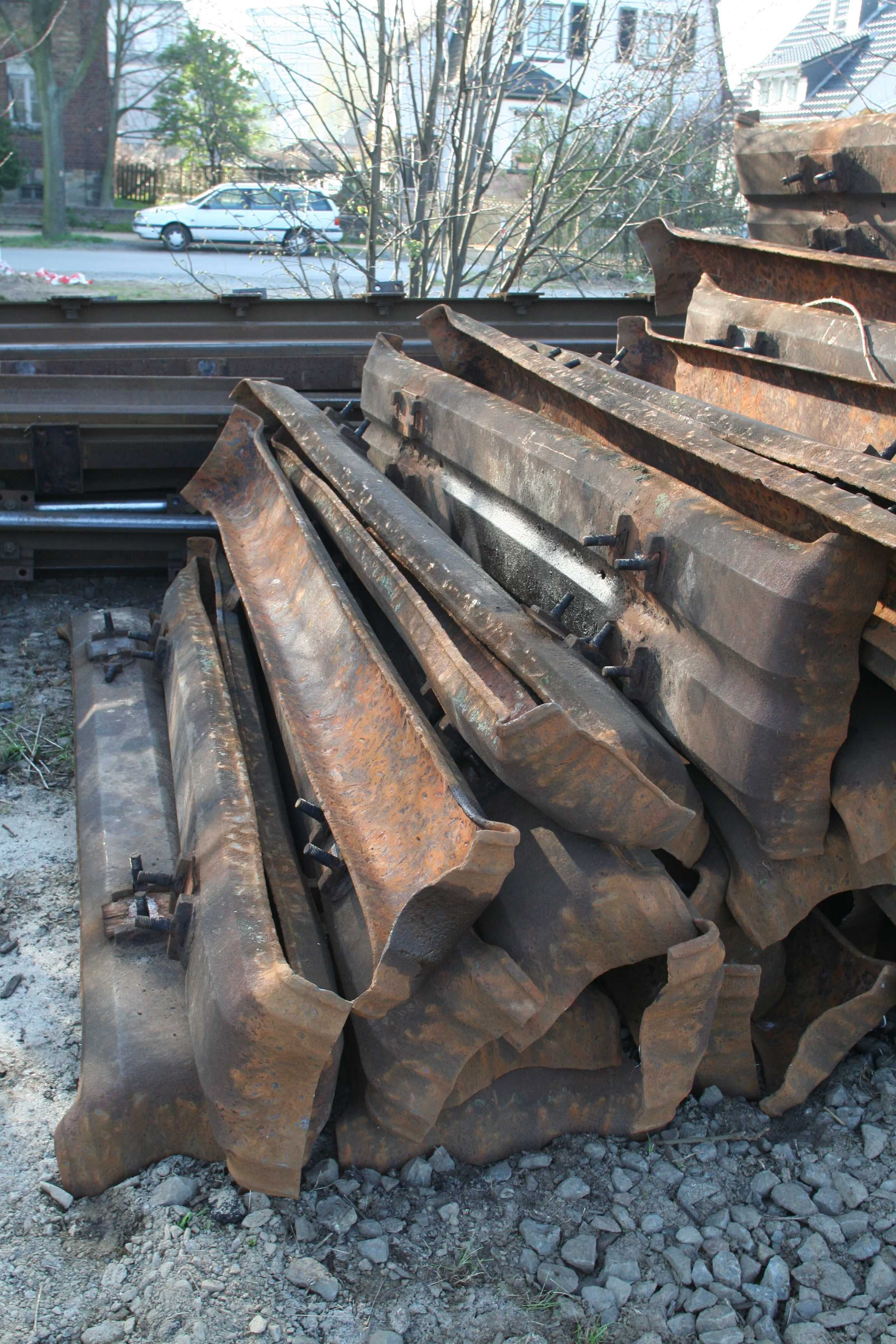
Travesses metàl·liques.
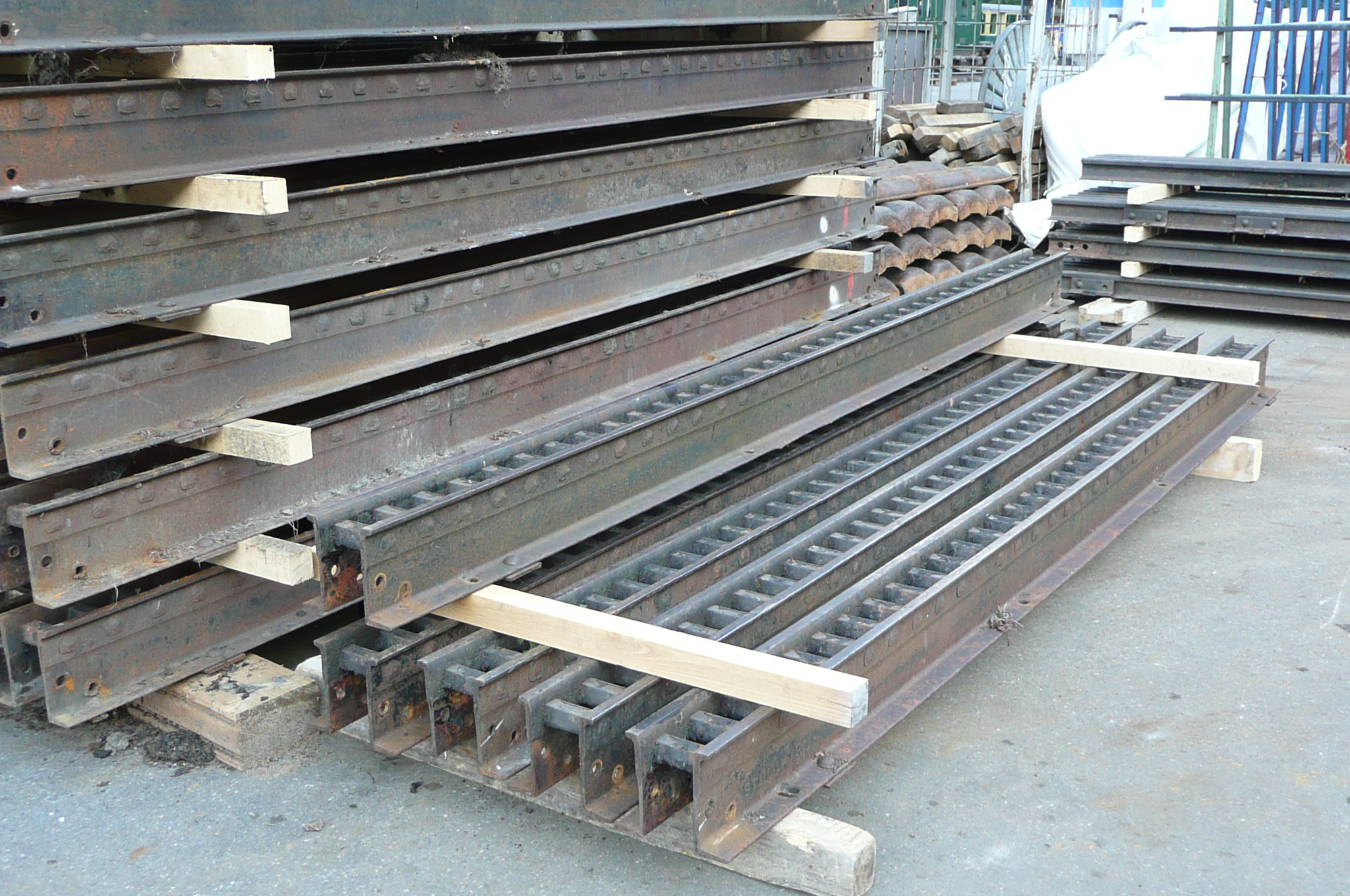
Seccions de cremallera Riggenbach-Pauli.
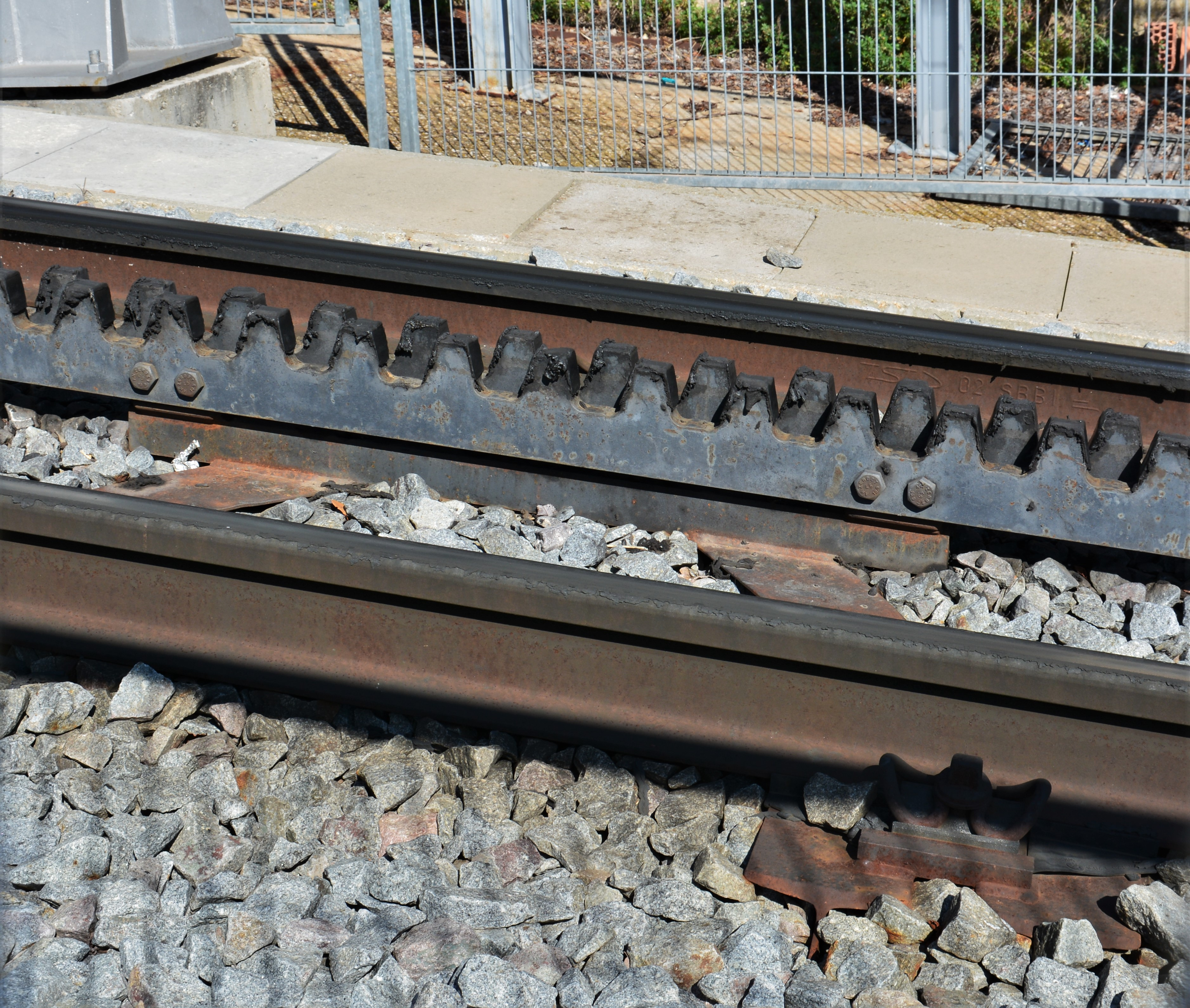
Subjecció de cremallera Abt sobre traveses metàl·liques en "Y": la cremallera es colla a la subjecció, i aquesta està soldada a les travesses.

### Rodes dentades dels vehicles

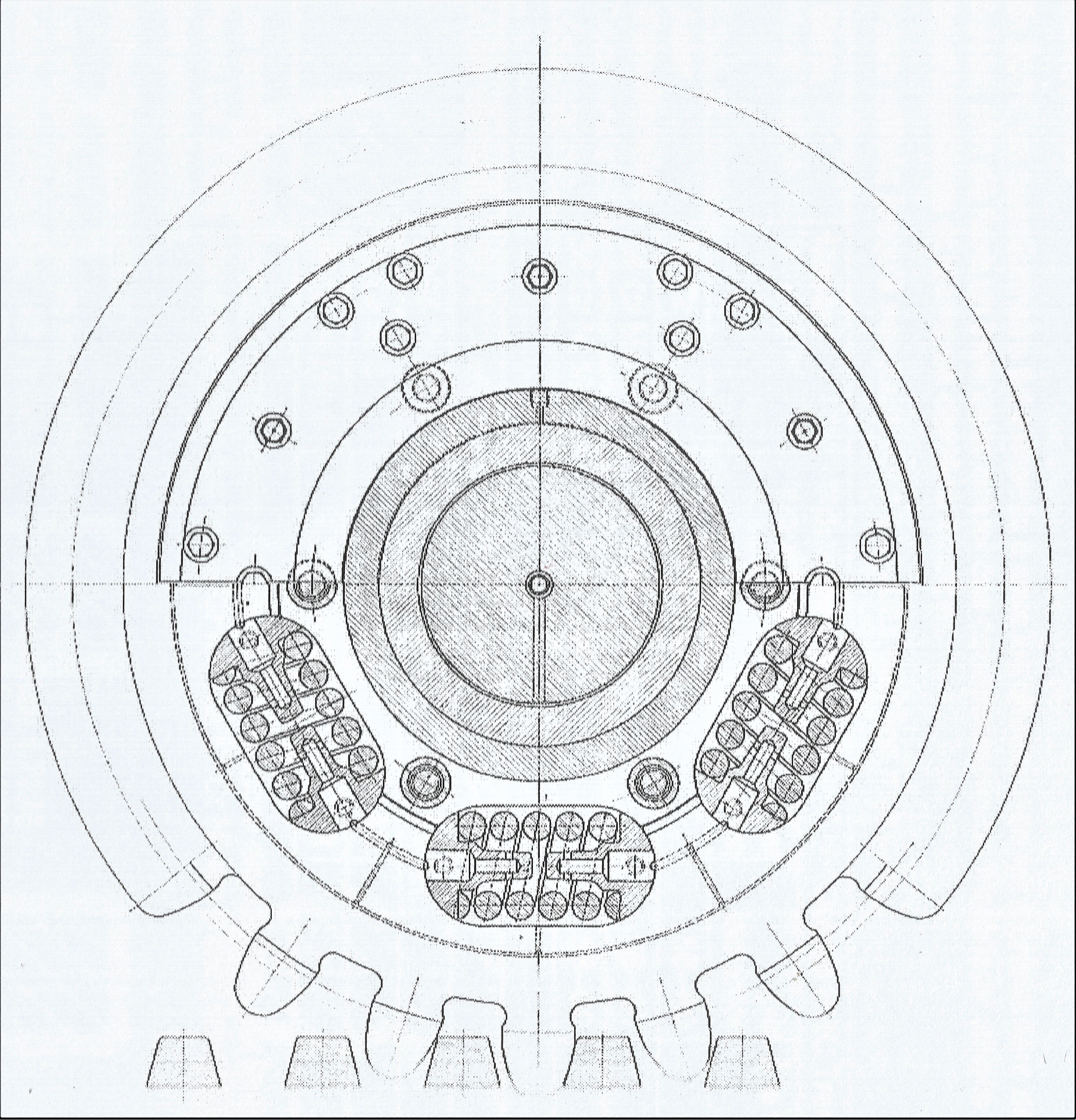
Roda dentada motriu per cremallera Strub amb ressorts tangencials.

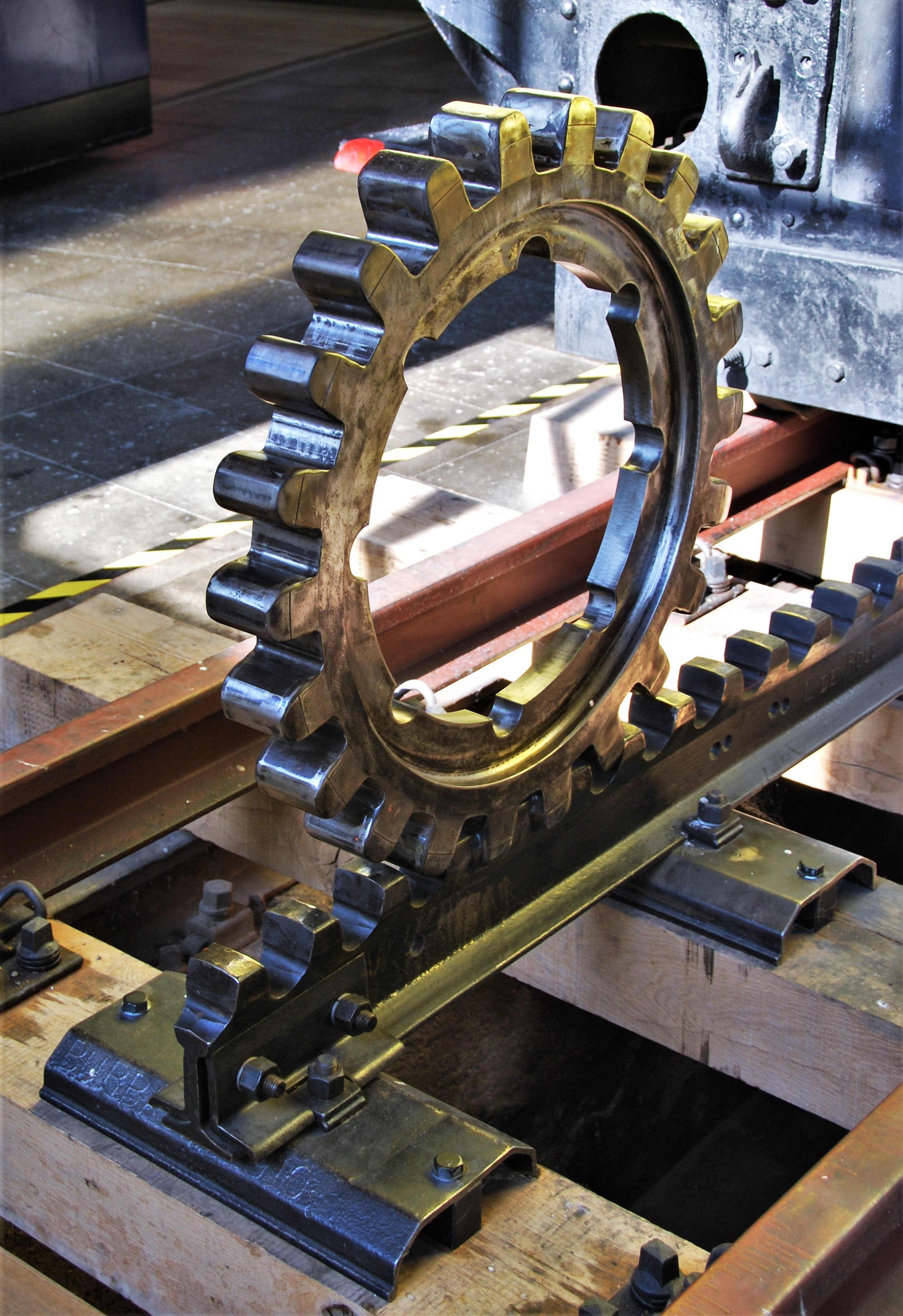
Roda dentada per cremallera Strub.

Habitualment, les rodes dentades fan servir dents de perfil evolvent, tot i que també s'han fet servir amb perfil cicloidal. El primer s'adapta millor als requeriments mecànics del sistema, donat que les dents de la cremallera tenen costats rectes, i permet un cert joc del centre axial dels eixos. Aquestes dents són de perfil especial, doncs ha de tenir en compte:
- que tindran una lubricació insuficient (normalment, els engranatges de qualsevol màquina estan banyats en lubricant);
- la necessitat de corregir els errors de pas pel desgast dels elements;
- i han de tenir un gran marge de desgast, doncs la substitució tant de la cremallera com de les rodes dentades és molt costosa.

Respecte a un sistema normal amb dents evolvents, les de les rodes dentades de cremallera presenten algunes diferències notables:
- El gruix és inferior que l'interval entre les dents, tant perquè la profunditat d'enfonsament a la cremallera és variable, com per compensar els errors de pas.
- Els caps s'han d'arrodonir, per compensar els errors de pas i per facilitar l'entrada a la cremallera en sistemes mixtes.
- L'alçada és inferior a l'habitual, pel perfil de la cremallera.
- Cal augmentar el gruix als flancs, per tenir prou reserva de material per compensar el desgast durant l'ús.

Normalment, es fa servir un pas de dents de 120 mm en sistemes de cremallera Abt, de 85,7 mm al Locher, i de 100 mm a la resta. Als sistemes de tipus escaleta, les rodes dentades són més estretes que la cremallera; a la resta de sistemes, són més amples.
Per construir les rodes dentades motrius, es fa servir acer cimentat (actualment el 17 Cr Ni Mo 6), que ofereix una gran duresa. També es fa servir acer recuit (actualment el 42 Cr Mo 4), en rodes sotmeses a menors sol·licitacions. Als primers temps, les rodes dentades es fixaven rígidament als eixos. Però de seguida es van començar a muntar amb ressorts tangencials, per donar-lis una certa elasticitat, que garanteix un repartiment igual de les forces exercides sobre les dents.
Els vehicles remolcats van equipats amb rodes dentades només pel frenat. Donades les menors sol·licitacions mecàniques i el menor ús, són de fabricació més simple que les motrius i la geometria de les dents és lleugerament diferent. Es construeixen amb acers de construcció S 355 o acer trempat i revingut C 45 E. Normalment, giren lliurement respecte de l'eix i només s'instal·len una o dues per vehicle, sempre al costat de la vall.

### Interacció entre la cremallera i les rodes dentades
La interacció entre els dos elements del sistema de cremallera ha de ser el més perfecte possible per:
- reduir les vibracions i sorolls, que causen incomoditat durant la marxa dels trens i un augment del desgast dels elements;
- però, principalment, per garantir en tot moment la seguretat de l'engranat per evitar que les rodes dentades remuntin la cremallera.

En aquesta interacción cal tenir en compte dos aspectes:
- la correcta fabricació i muntatge de tots els elements, acomplint els estrictes marges de tolerància;
- i com afecta el desgast de les rodes dentades i les cremalleres.

Cal garantir, en tot moment, que les dents de les rodes s'enfonsaran entre les dents de la cremallera prou per garantir el suport mecànic, però sense arribar a tocar el fons de la cremallera. Una altra exigència mecànica és que sempre ha d'haver-hi, com a mínim, dues dents de la roda dentada en contacte amb la cremallera, reduint així el risc de trencament de les dents per un esforç mecànic excessiu.
Degut a la forma específica, el contacte entre les dents dels dos elements sempre es verifica en una línia d'acció rectilínia perpendicular al flanc de la dent, amb una inclinació d'1:4. El punt de contacte precís varia al llarg d'aquesta línia en funció de la posició relativa.
Les rodes dentades i les cremalleres pateixen un desgast permanent. Les normes tècniques determinen quan s'han de reemplaçar per mantenir la seguretat i el comfort del sistema. Cal tenir en compte, a més, el diferent desgast relatiu entre les rodes dentades i les rodes de guiat sobre els rails. Per tant, en funció del desgast experimentat a cada línia, cal reperfilar o substituir periòdicament les rodes dentades i les rodes de guiat per quedar en les normes. Aquest problema s'agreuja a les línies mixtes adhesió-cremallera, doncs el desgast de les rodes de guiat és superior al de les rodes dentades. Pel que fa a les cremalleres, cal canviar-les quan arriben al límit de desgast. En els sistemes de làmines, és poden girar quan arriben a aquest límit, per a fer servir les dents per l'altra banda, però sense que perdin el gruix necessari per evitar el seu trencament.
Per ampliar el temps d'utilització a línies mixtes, en alguns vehicles moderns s'instal·len rodes dentades amb ajust excèntric d'alçada. Van muntades en un eix buit recolzat a l'eix motriu mitjançant discos excèntrics, compensant així el desgast. Aquest sistema permet que el límit de desgast de la roda dentada passi dels 12 als 35 mm.

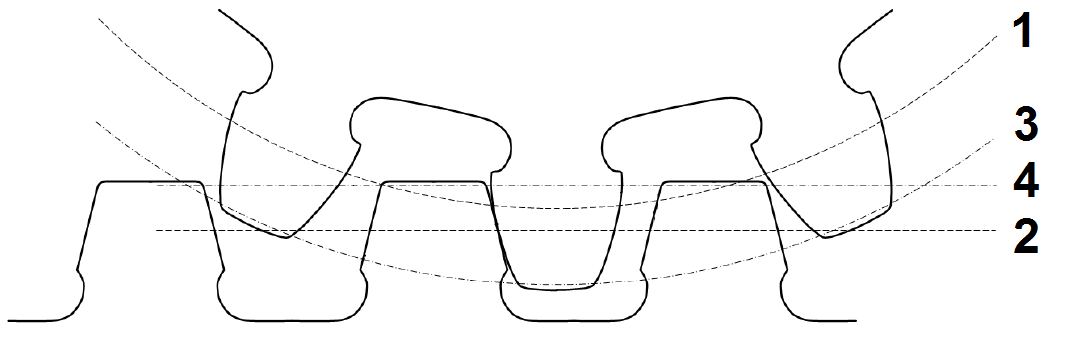
Contacte ideal entre la roda dentada i la cremallera.
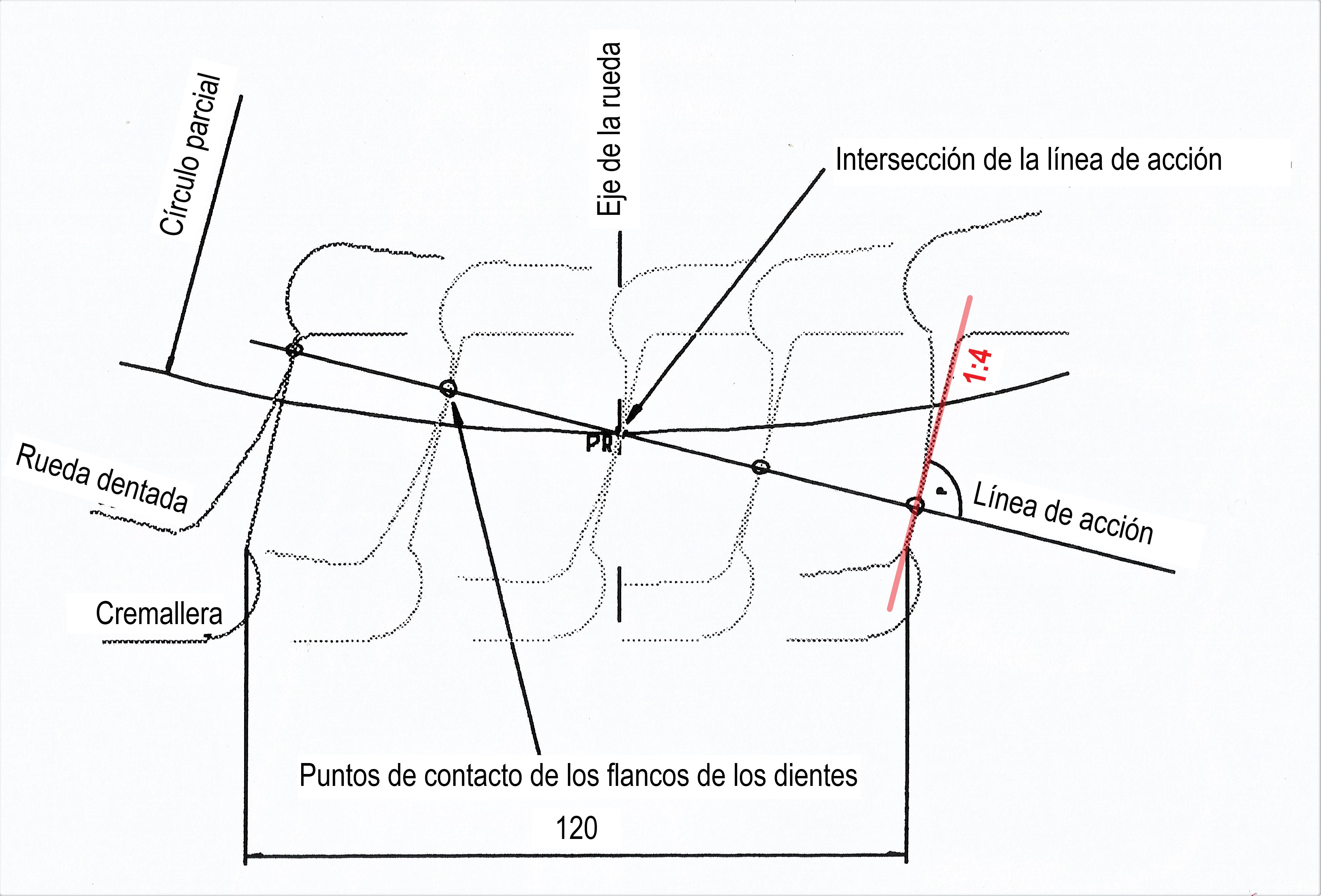
Punts de contacte ideals entre la roda dentada i la cremallera.
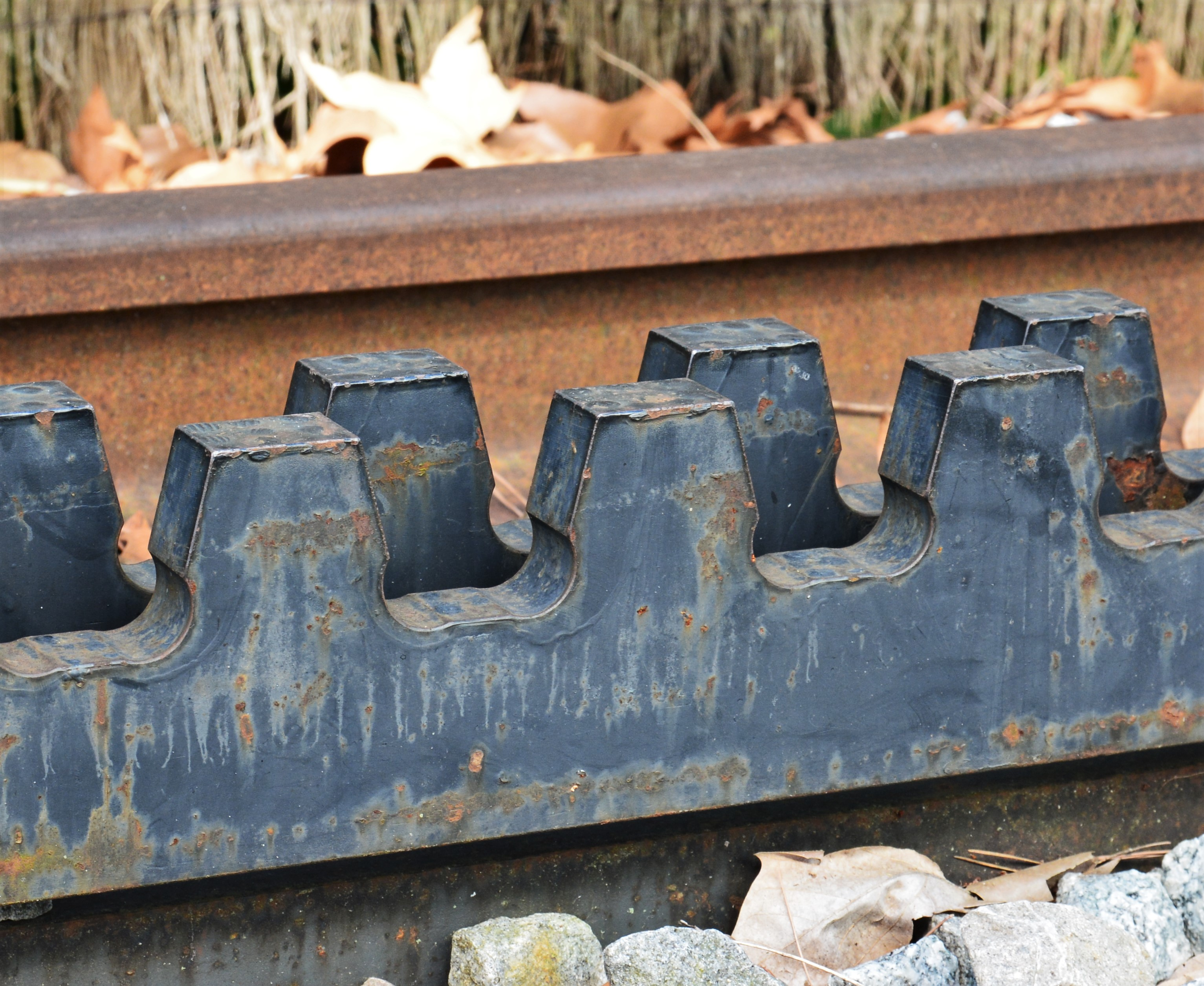
Cremallera Abt de dues làmines amb les dents noves.
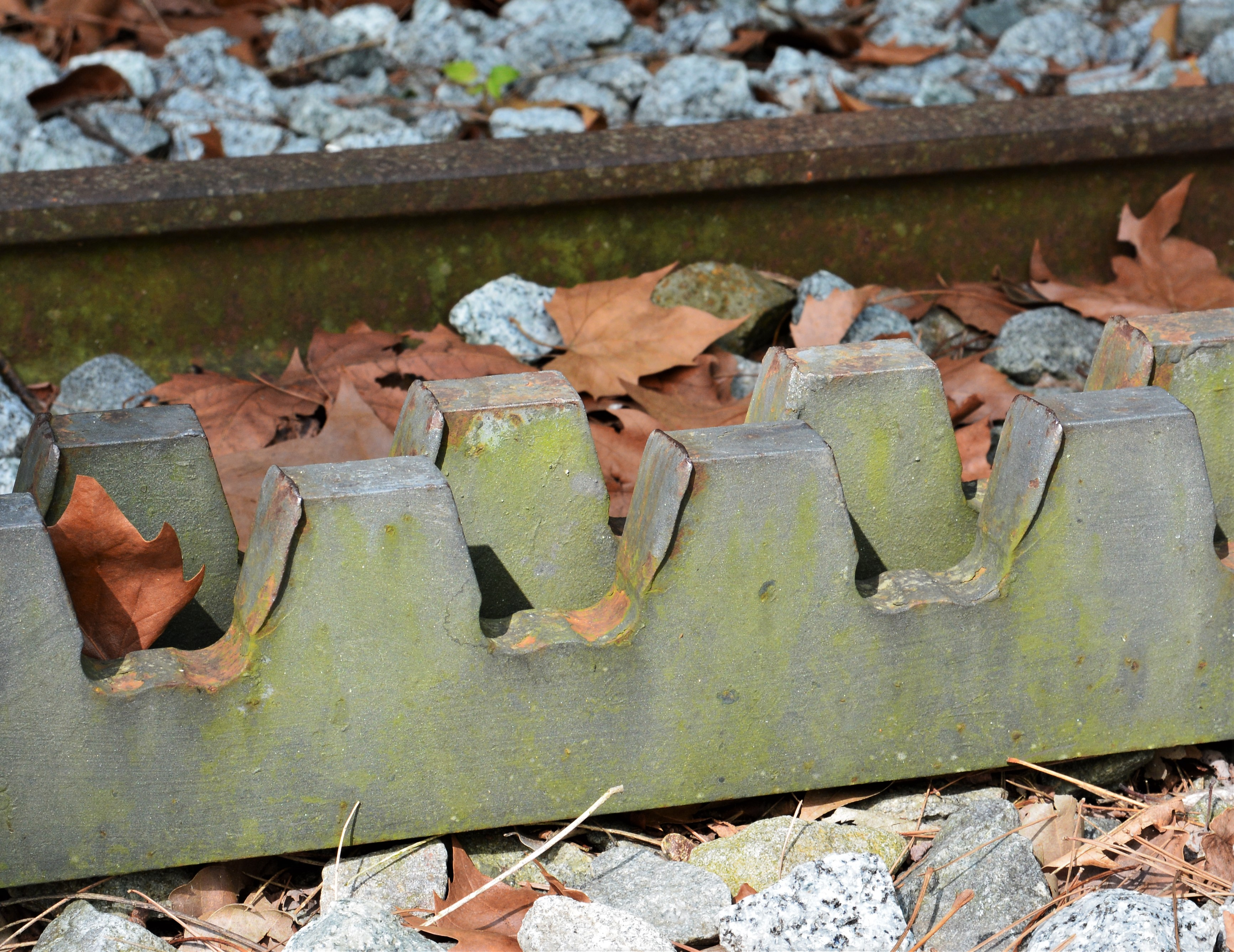
Desgast extrem de les dents d'una cremallera Abt.
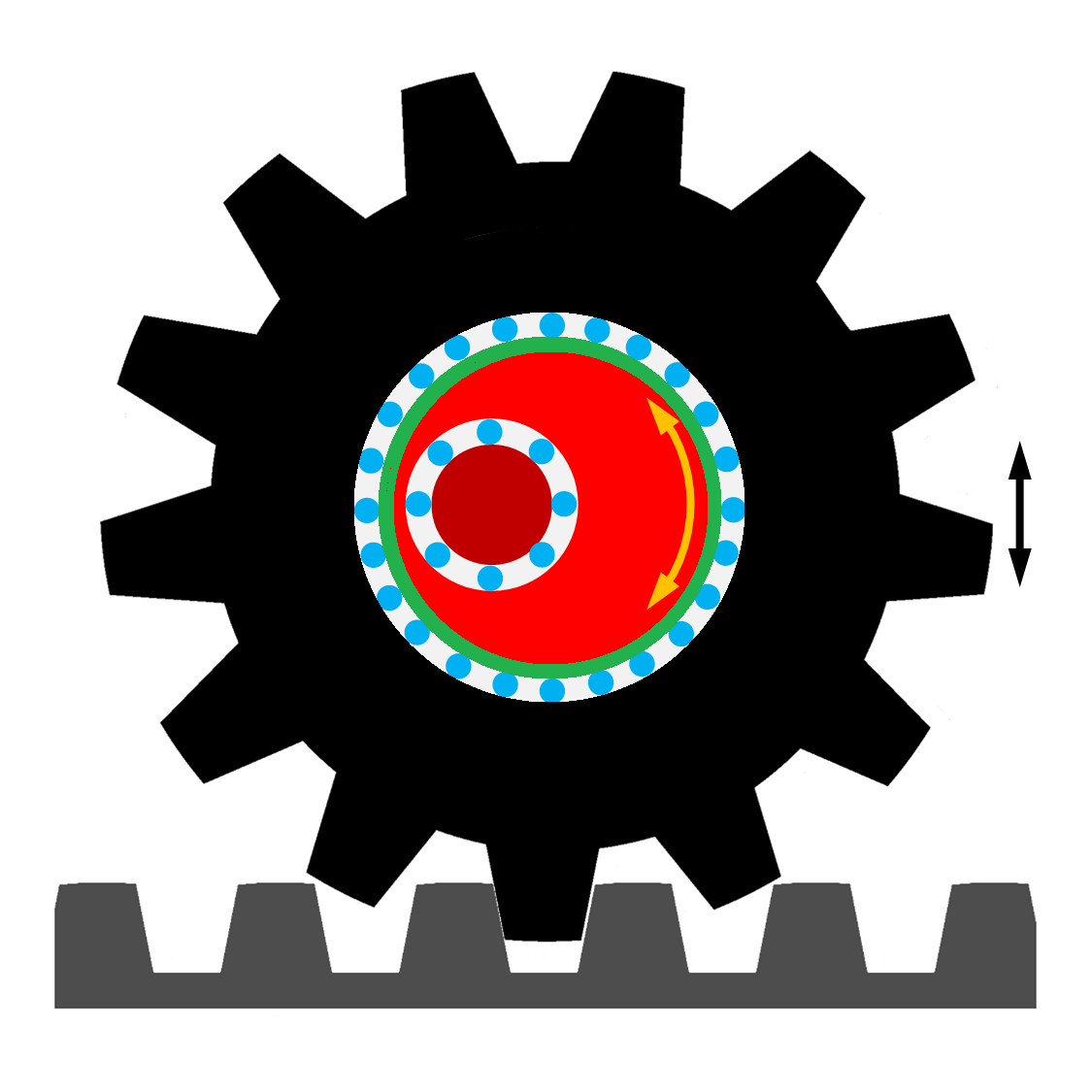
Roda dentada amb discos excèntrics.

### Sistemes d'entrada

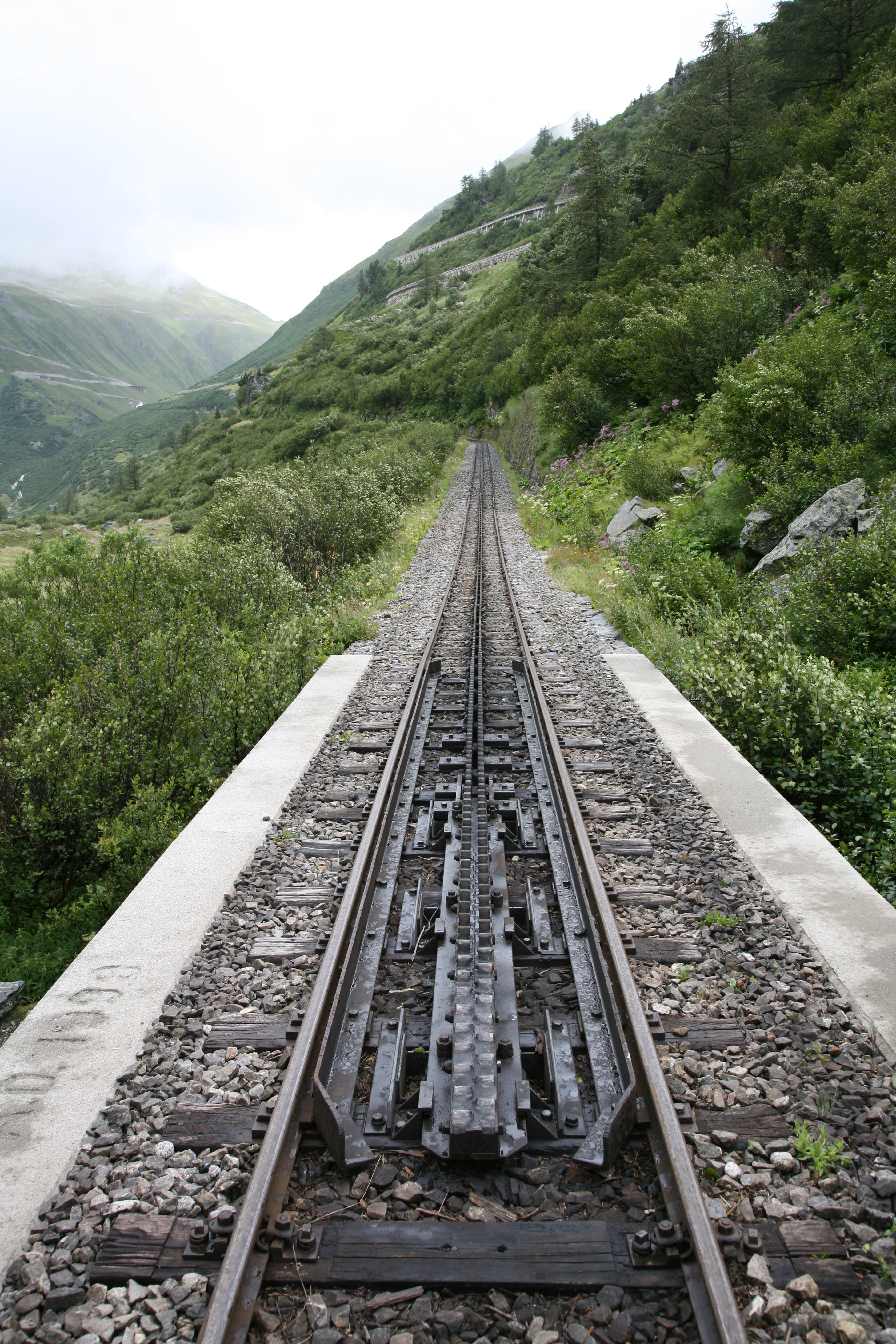
Sistema d'entrada Abt.

En sistemes mixtes, quan les vehicles accedeixen a un tram equipat amb cremallera, cal sincronitzar les rodes dentades:
- la velocitat de les rodes dentades s'ha d'adaptar a la velocitat del tren i
- les dents de les rodes s'han d'encarar correctament amb els forats de la cremallera.

La sincronització de la velocitat no és necessària si les rodes dentades estan calades rígidament als eixos de rodament, doncs és la mateixa, però si encarar correctament les dents. En general, és necessària la sincronització en velocitat a les rodes dentades de fre, doncs normalment aquestes giren lliurement sobre l'eix de rodolament.
L'entrada als trams de cremallera es realitza sempre a velocitat reduïda. Les normes fixen una velocitat d'entre 5 i 8 km/h, en funció del tipus d'acoblament de les rodes dentades i del sistema d'entrada. La sortida dels trams de cremallera es pot fer a qualsevol velocitat. Aquests sistemes estan situats normalment en trams rectes, i sempre han d'estar instal·lats en una secció de via amb poca declivitat, de manera que si el personal de conducció no acciona el mecanisme de canvi de règim, els sistemes de control automàtics puguin frenar el tren per emergència amb els frens d'adhesió.
Els sistemes d'entrada estan formats per:
- Una rampa d'acceleració per les rodes dentades de fre, si les que equipen els vehicles giren lliures sobre els eixos.
- Element de sincronització, per encarar les dents amb els forats de la cremallera.
- Contracarrils, per evitar el descarrilament dels vehicles en cas que l'entrada no es faci correctament i les rodes dentades remuntin la cremallera.

Fins a l'any 1997, la gran majoria dels sistemes d'entrada responien als dissenys realitzats a finals del segle xix per en Roman Abt. Posteriorment es va desenvolupar el nou sistema Marfurt. Alguna línia té algun sistema d'entrada diferent, adaptat a les seves característiques tècniques.

#### Rampa d'acceleració
A les línies on és necessària, s'instal·la una rampa d'acceleració abans de l'entrada a la cremallera. Està formada per una estructura metàl·lica inclinada, amb la part més baixa pel costat del tram d'adhesió, sobre la qual hi ha una làmina de cautxú, un material que té una adhesió elevada.

#### Sistema d'entrada Abt

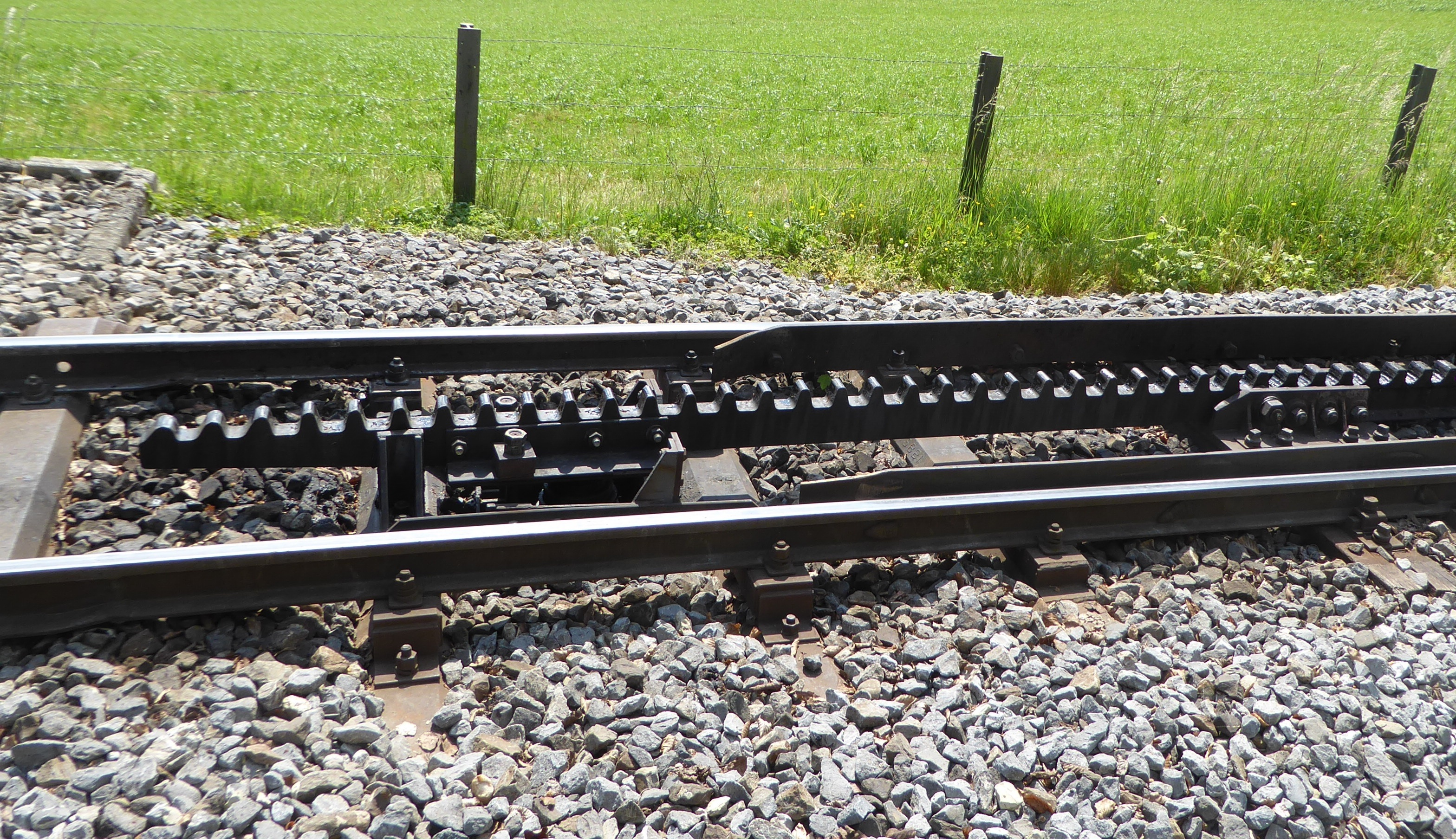
Sistema d'entrada Abt.

L'element de sincronització dissenyat per Abt consisteix en un tram de cremallera d'uns 2,5 metres de longitud, articulat pel costat de la cremallera i recolzat sobre una molla pel costat del tram d'adhesió. L'alçada, la forma i les dimensions de les dents van augmentant progressivament, fins a les mides normals cap a la meitat del mecanisme. Aquesta disposició fa que les rodes dentades es muntin sobre el mecanisme fins que engranin correctament; la molla evita que el vehicle s'alci en cas que les dents de la roda dentada es recolzin sobre les dents del mecanisme, abans d'encaixar en els forats de la cremallera. Té dos inconvenients principals:
- És molt sorollós.
- Pateix un desgast elevat.

Abt va dissenyar una variant per les línies on els vehicles motrius tenen els accionaments separats per la tracció en adhesió i en cremallera, cas freqüent amb les locomotores de vapor. Està format per un element d'entre tres i tres metres i mig de longitud, amb totes les dents de la mida i forma finals, recolzat sobre unes molles de làmines en tota la longitud. Si la roda dentada recolza les seves dents sobre les del mecanisme, aquest s'enfonsa per acció de la suspensió i el superior diàmetre relatiu de la roda dentada fa que el pas de dents sigui asíncron, de manera que arribarà un moment en què engranarà correctament.

#### Sistema d'entrada Marfurt

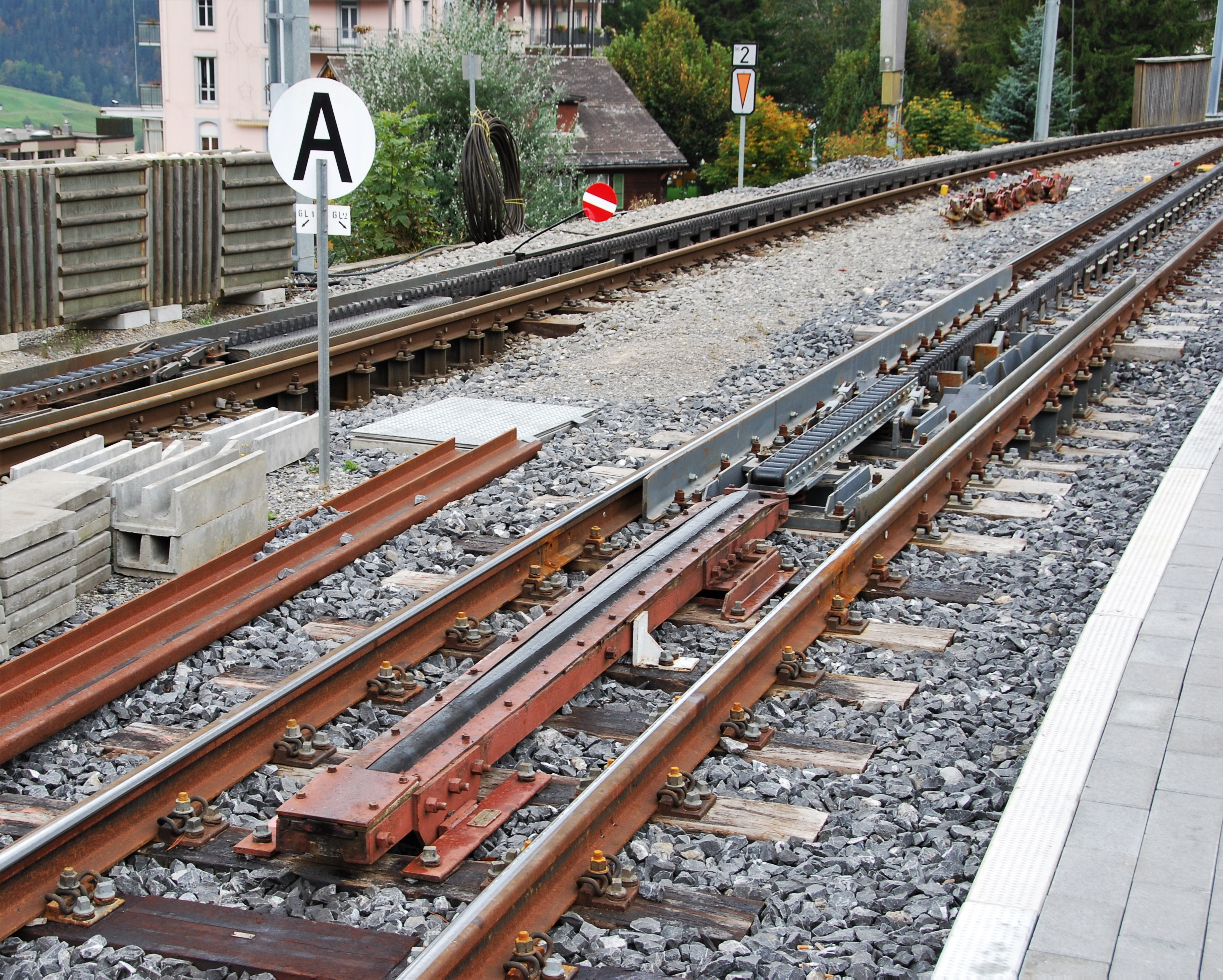
Conjunt d'una entrada a la cremallera equipada amb el sistema Marfurt.

Aquest sistema deu el nom a l'enginyer suís que el va inventar, Jakob Marfurt, de l'empresa Tensol Rail. Entre els anys 1995 i 1997, juntament amb l'enginyer Hans Tribolet del ferrocarril Brig-Visp-Zermatt, va estudiar el problema de l'entrada a la cremallera partint de zero, arribant a la fabricació d'aquest sistema, que poc a poc es va generalitzant. Està format per tres parts:
- La rampa d'acceleració, segons el model ja descrit. En aquest cas és necessària, doncs les rodes dentades de fre no tenen prou força per vèncer la força de l'amortidor del mecanisme d'entrada.
- Un dispositiu de sincronització (desenvolupat per Hans Tribolet), amb amortidors verticals. Està equipat amb rodets de cautxú separats a la mateixa distància del pas de les dents de la cremallera, que formen una mena de "cremallera" elàstica. Serveix per encarar correctament les rodes dentades de fre accelerades per la rampa, i que així ja engranin correctament al mecanisme d'entrada. Quan les rodes dentades motrius passen per aquesta part, l'enfonsen en vèncer la força de les molles que el suporten.
- El mecanisme d'entrada pròpiament dit (desenvolupat per Jakob Marfurt). Està format per una làmina dentada retràctil, amb dos braços articulats a la part central i posterior, i un amortidor de gas a la part anterior. Quan la roda dentada arriba al mecanisme el pressiona cap avall, i les bieles forcen l'aparell cap endavant, de manera que es posiciona de la manera perfecta per tal que la roda dentada engrani immediatament. A mesura que la roda avança, pressiona l'aparell per la part davantera i les bieles fan que s'acosti a la cremallera, de manera que la roda dentada passa de l'un a l'altre ja amb el pas de dents correcte.

Aquest sistema d'entrada aporta tres avantatges respecte de l'Abt: reducció notable del soroll; permet velocitats d'accés superiors; i redueix notablement el desgast dels seus elements i el de les rodes dentades. Existeixen dos tipus d'entrades Marfurt, segons la base rígida dels vehicles que circulen per la línia (superior o igual a 2.500 mm, o inferior a aquest valor).

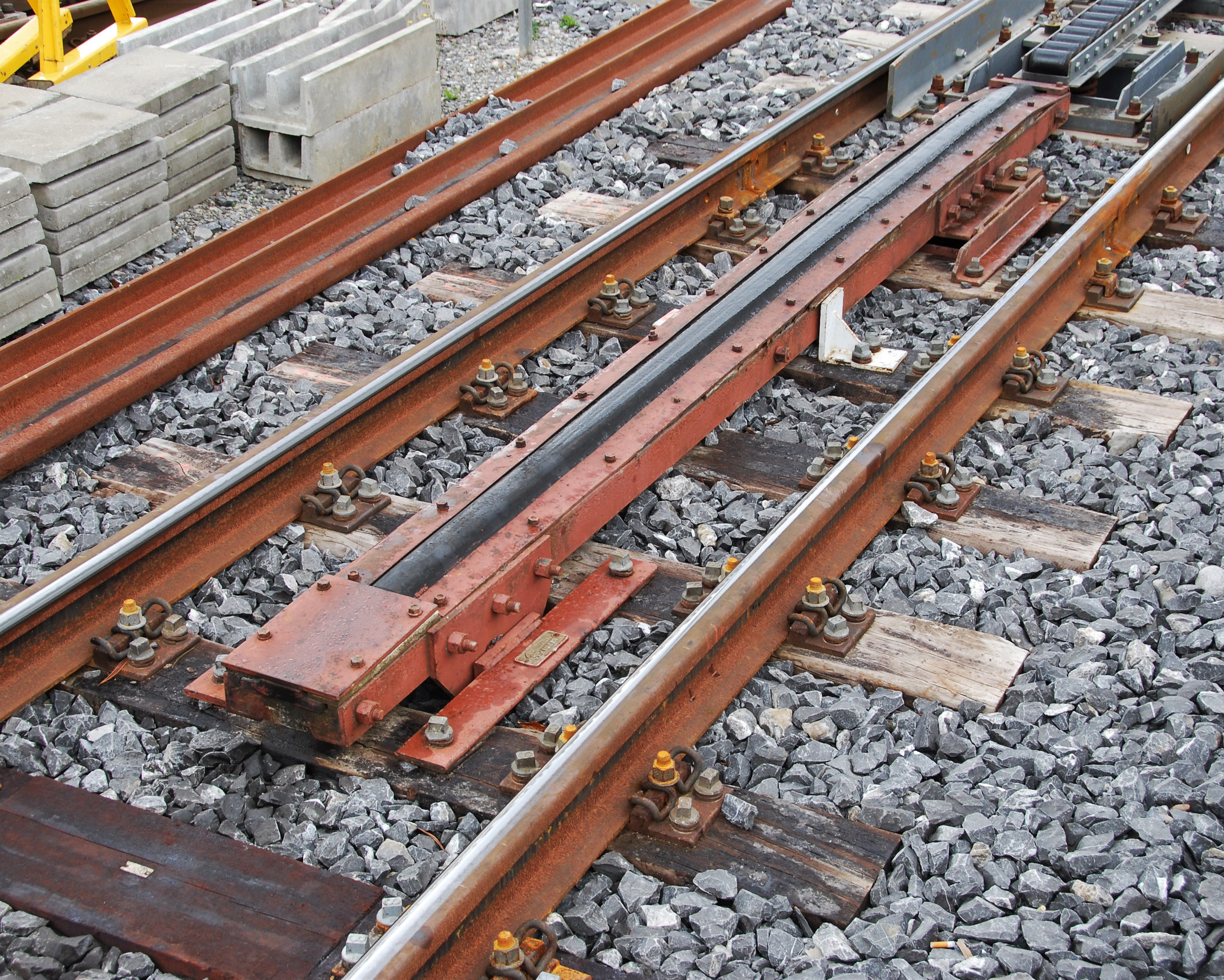
Rampa d'acceleració.
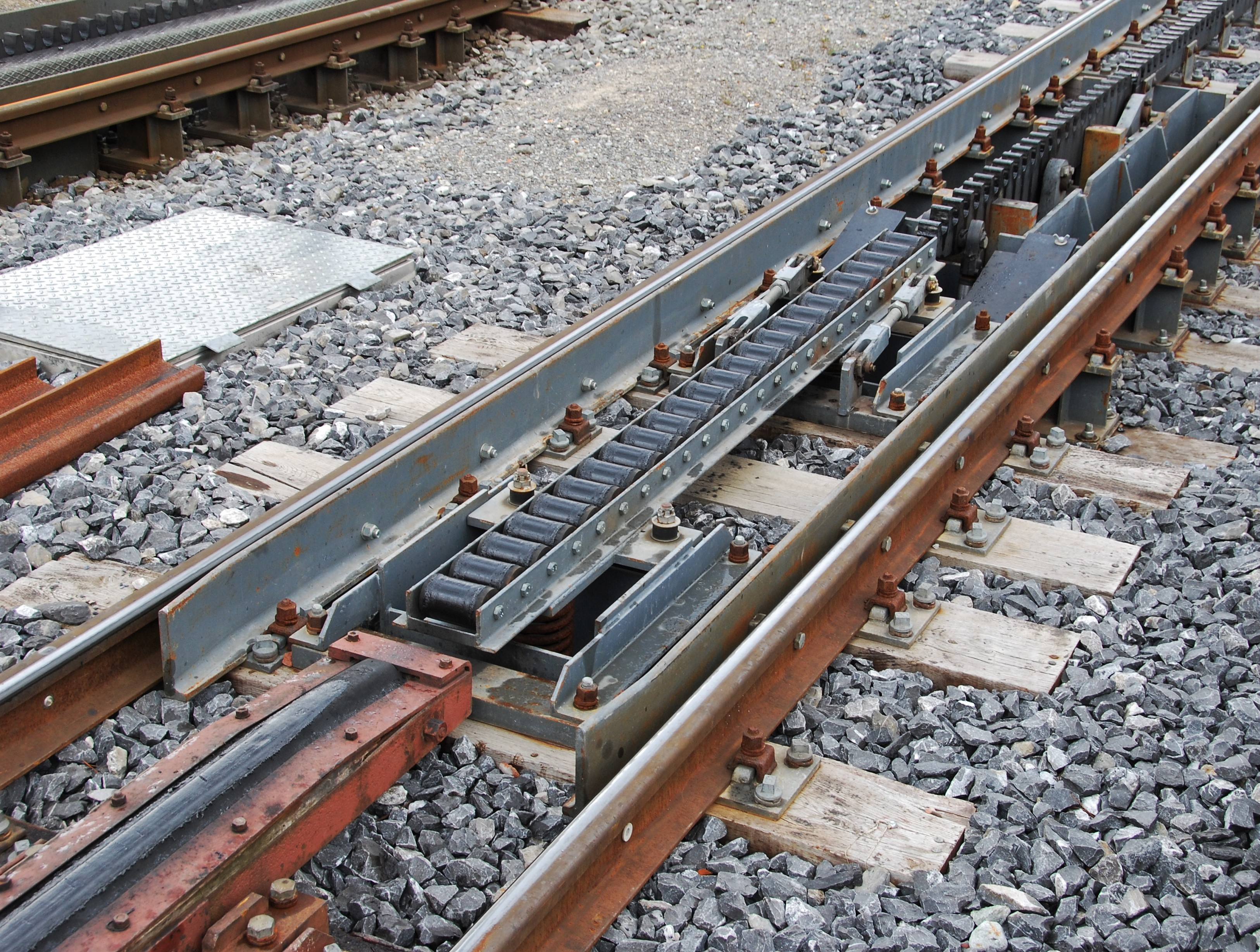
Dispositiu de sincronització.
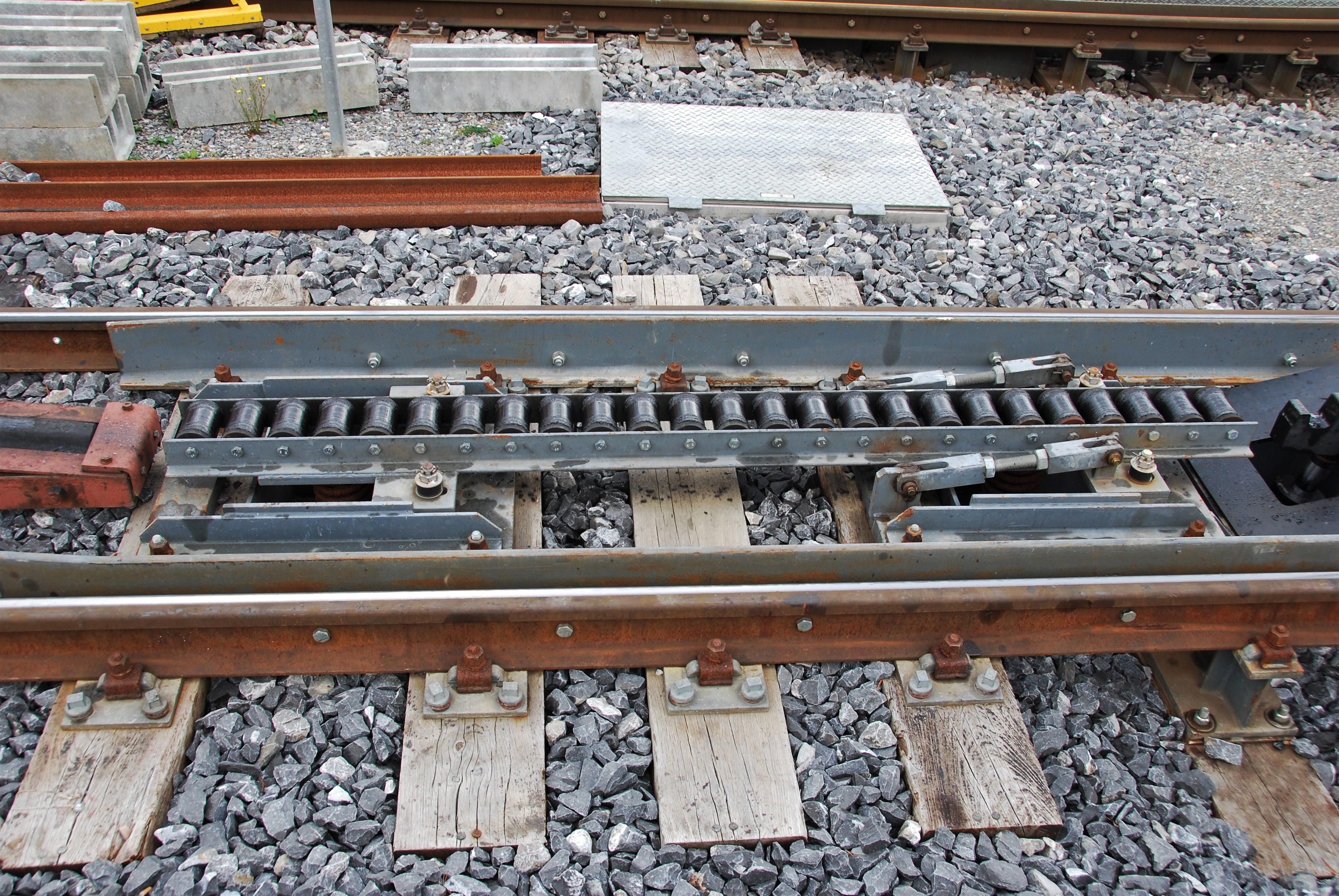
Dispositiu de sincronització. A l'esquerra la rampa d'acceleració; a la dreta, el mecanisme Marfurt.
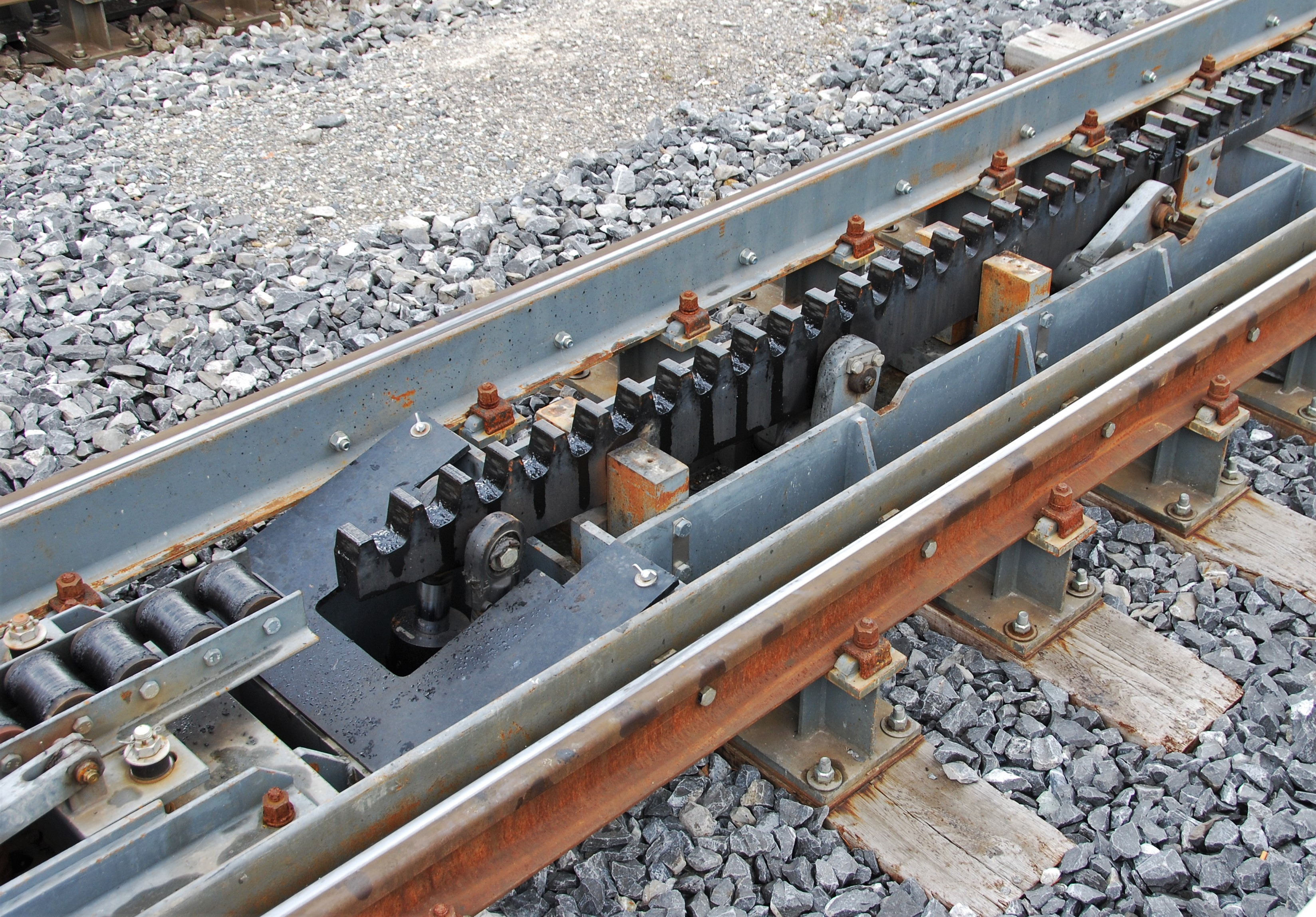
Mecanisme Marfurt per trens amb distància entre eixos de 2.500 mm o més. A l'esquerra, l'amortidor.
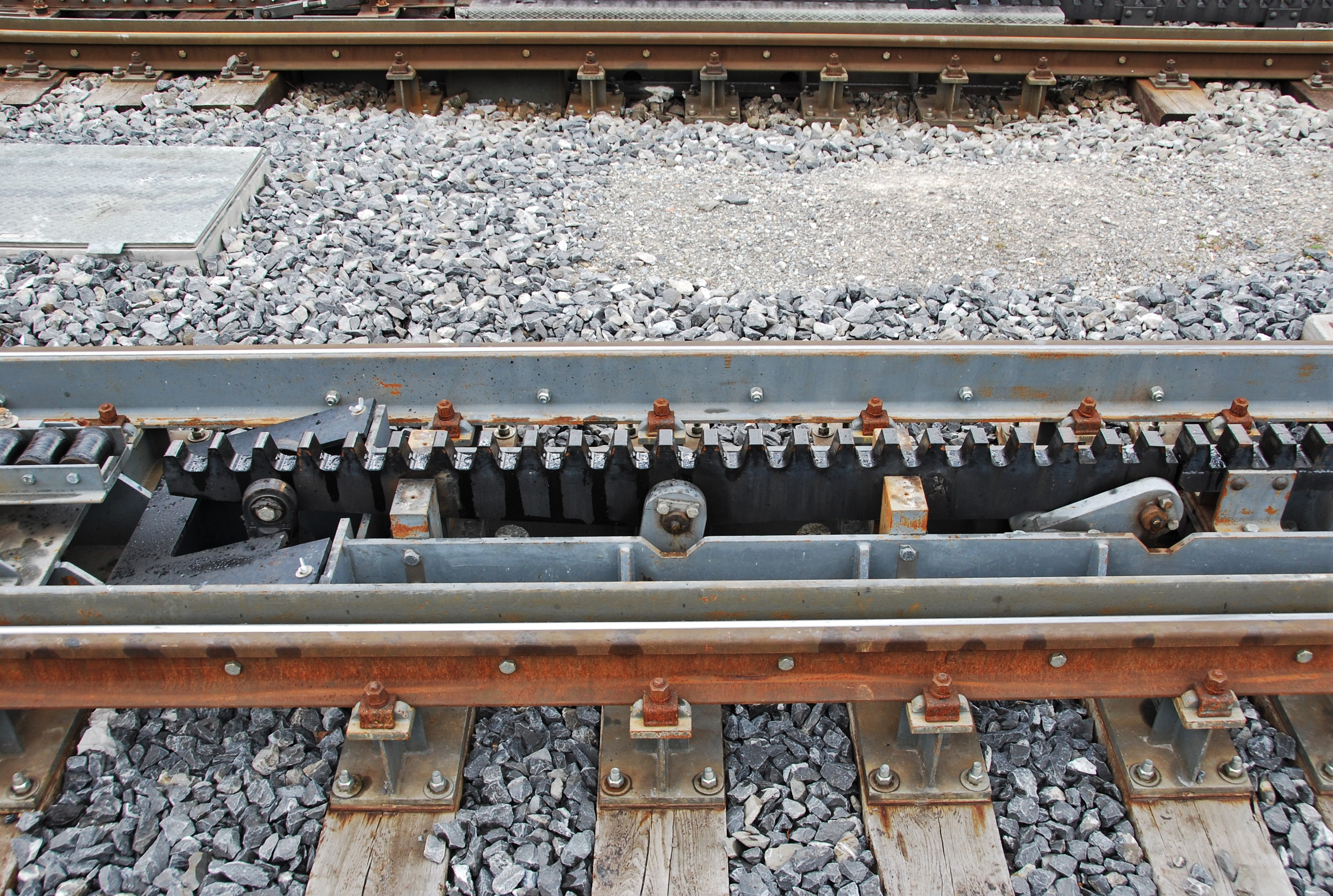
El mateix mecanisme. A l'esquerra, l'amortidor. En el centre i a la dreta, els braços articulats.
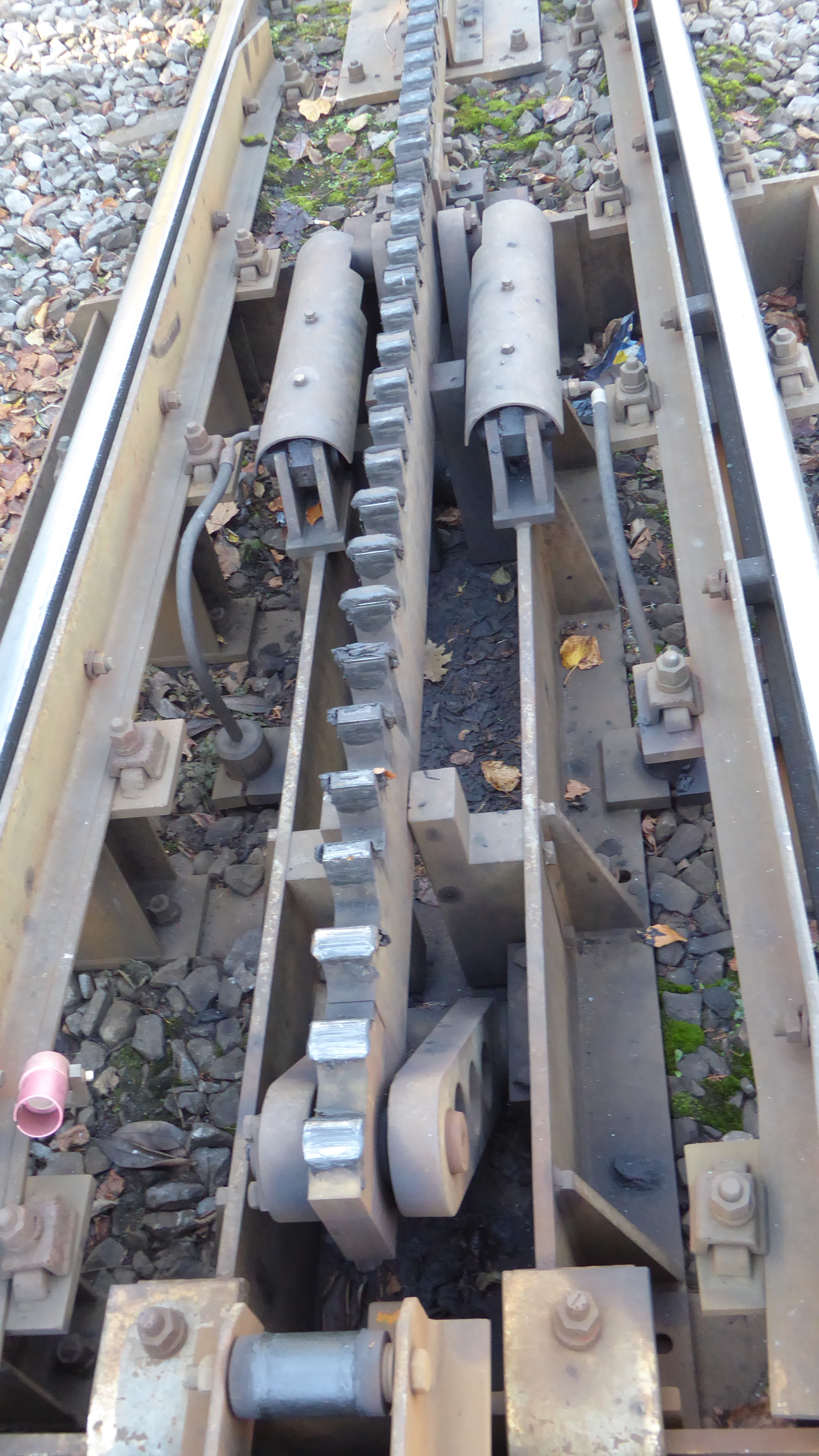
Mecanisme Marfurt per trens amb distància entre eixos inferior a 2.500 mm.

### Canvis d'agulles
Els aparells més complexos del sistema de cremallera són els canvis d'agulles. Inicialment es van fer servir plataformes mòbils, amb dos trams de via, o giratòries. Més endavant (1878) es van construir canvis convencionals, amb diversos elements mòbils. A més, es van desenvolupar altres tipus especials, com els canvis rotatius o els flexibles.
Tots els tipus de desviaments han de ser construïts amb molta precisió, per tal que el moviment dels aparells o dels seus elements no provoquin errors en el pas de les dents. A més, les peces mòbils han de ser fabricades i fixades amb la suficient rigidesa com per suportar els esforços de tracció i de fre. Quan es munten a la línia, els trams de via immediatament anteriors i posteriors s'han de subjectar a la plataforma amb ancoratges, per tal que els esforços mecànics interfereixin el menys possible amb els canvis d'agulles. En la mesura del possible, s'instal·len en trams amb poca declivitat, gairebé mai en corbes i en cap cas en canvis de rasant. I quan es dissenyen, cal aplicar els valors de tolerància per compensar les dilatacions i contraccions.

#### Plataformes mòbils
Les plataformes mòbils es van fer servir a les primeres línies de cremallera, com a sistema senzill per canviar de via. També es fan servir a la única línia equipada amb el sistema Locher, donat que és impossible construir canvis d'agulles amb elements mòbils per la utilització de rodes dentades horitzontals. Consisteixen en una plataforma desplaçable lateralment, sobre la qual hi ha un o dos trams de via.
- Les formades per un sol tram de via serveixen per traslladar un sol vehicle situat a sobre seu, d'una via a una altra.
- Les formades per dos trams de via permeten als trens continuar circulant per una via, o per l'altre quan l'aparell s'ha desplaçat cap a l'altre costat.

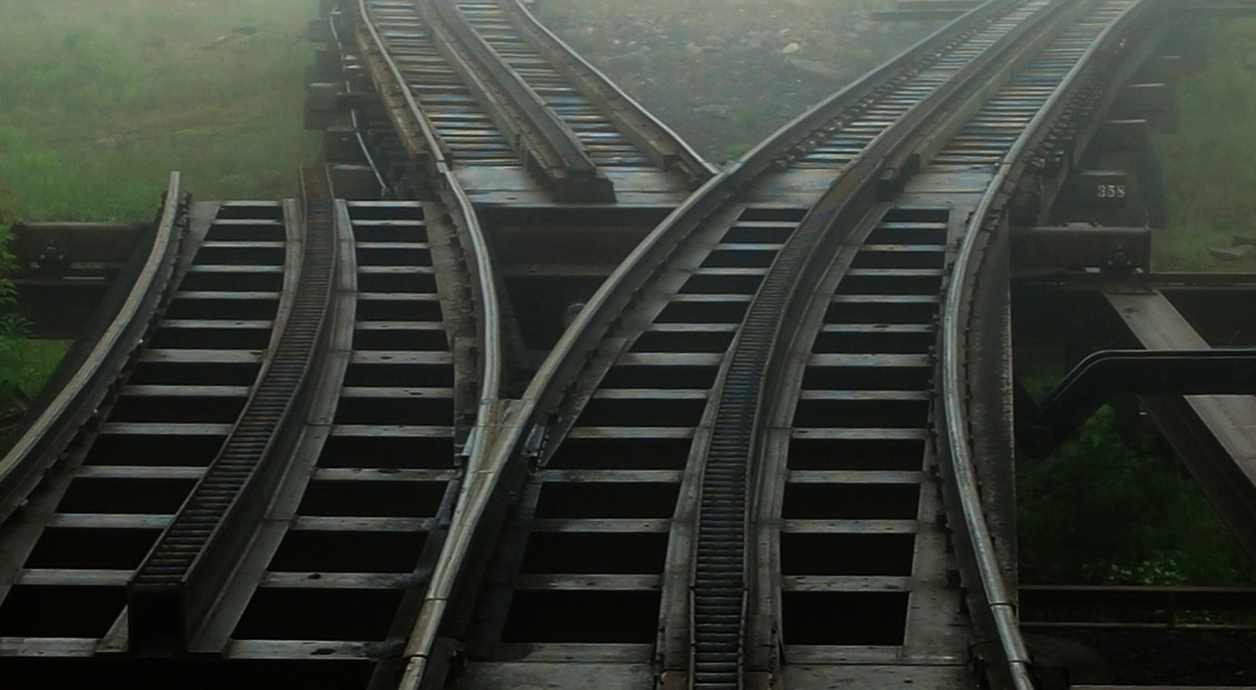
Plataforma desplaçable de dos trams de via al ferrocarril de Mount Washington.
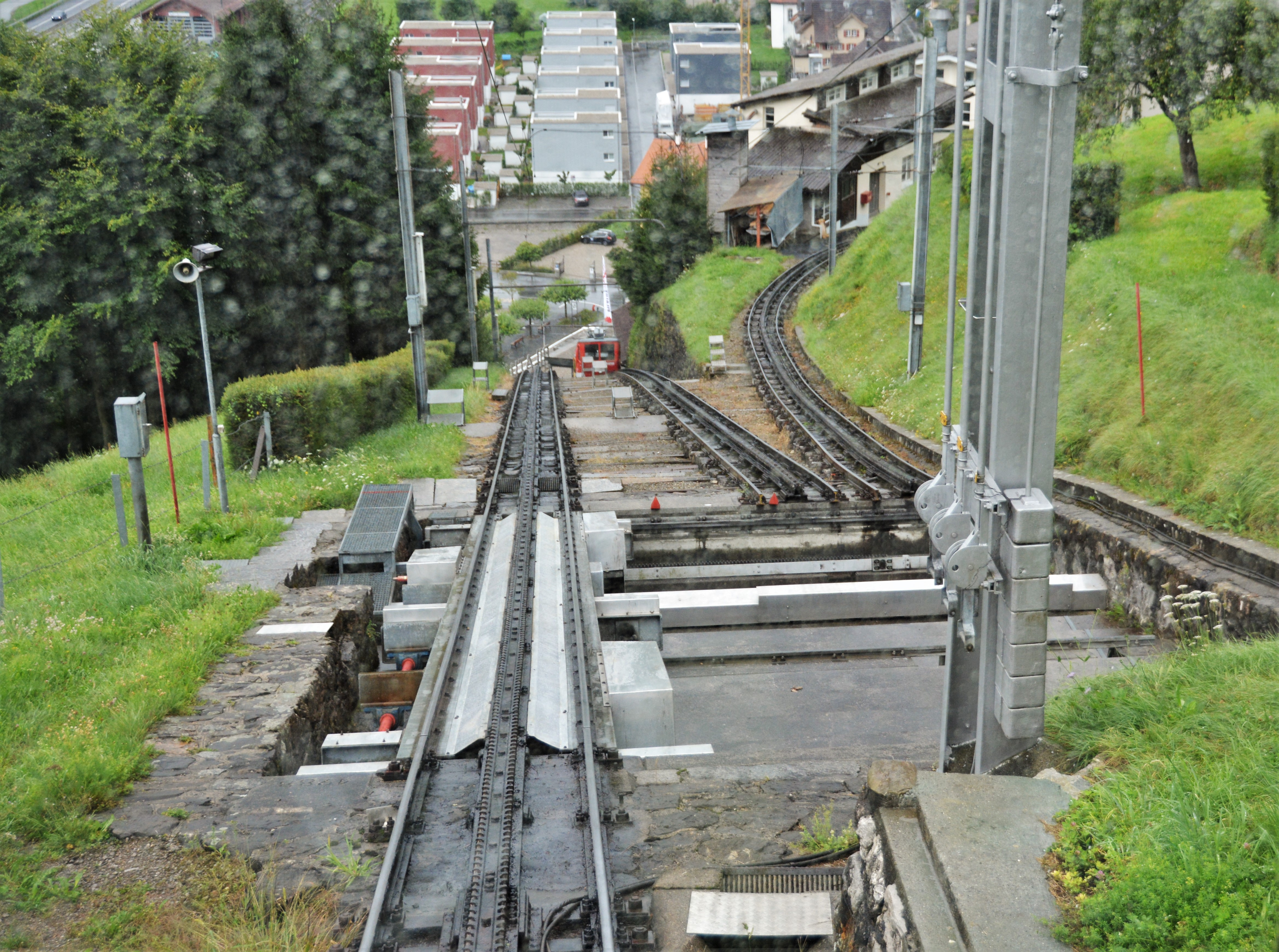
Plataforma desplaçable d'un sol tram al ferrocarril del Pilatus.
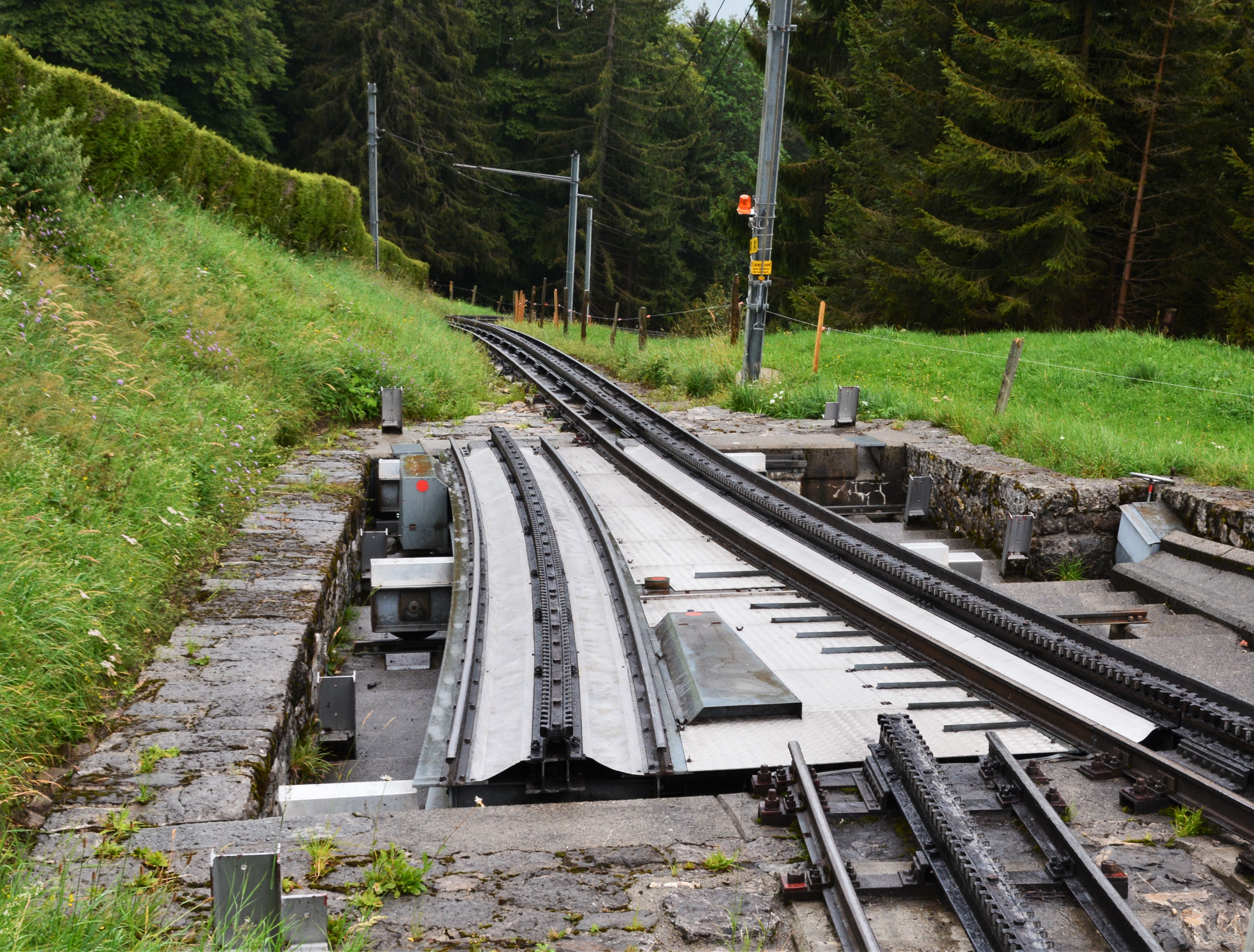
Plataforma desplaçable de dos trams al ferrocarril del Pilatus.

#### Canvis rotatius

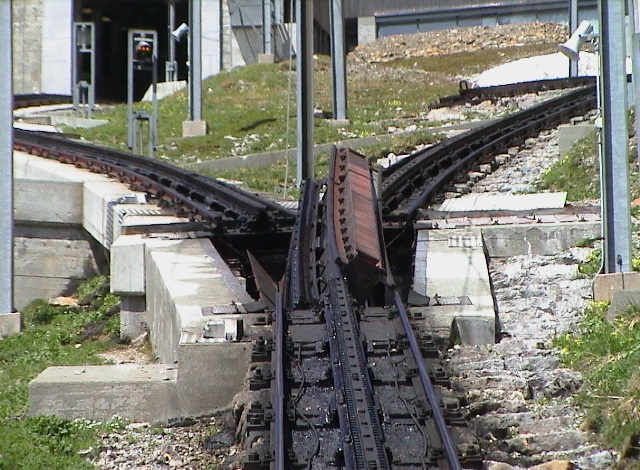
Canvi rotatiu al Piltaus.

El sistema Locher utilitza un altre tipus de canvis d'agulles sense elements mòbils, amb desplaçament de tota la via: són els canvis d'agulles rotatius. Consisteixen en una estructura metàl·lica que pot rotar 180 graus respecte de l'eix de la via, amb un tram de via amb corba cap a la dreta en una cara, i un altre tram amb corba cap a l'esquerra a l'altre cara. Quan es vol orientar un tren cap a una o altre via, es gira l'estructura per tal que a la cara superior quedi el tram de via correcte.

#### Canvis convencionals
Els canvis d'agulles més utilitzats als ferrocarrils de cremallera són els convencionals, entenent com a tal aquells que tenen elements mòbils. A diferència dels que es fan servir en línies només d'adhesió, aquests no només necessiten que hi hagi rails mòbils, sinó que també necessiten que sigui mòbil la cremallera, per permetre:
- l'engranament continu de les rodes dentades, sense cap interrupció;
- que les rodes ferroviàries puguin seguir el seu camí de rodolament sobre els rails sense ensopegar amb la cremallera.

El seu accionament ha de moure tant les puntes de les agulles dels rails com les parts mòbils a l'encreuament. Es pot fer amb un sol accionament, amb palanques per transmetre el moviment a les dues parts, o amb dos accionaments. Aquests poden ser manuals o automàtics, normalment amb motors elèctrics.
Tot i que hi ha variants, aquests desviaments es poden classificar en cinc tipus:
- Tipus I, no compatible amb el sistema Abt. Entre la punta i l'encreuament, s'instal·len dos làmines de cremallera estretes que es van obrint cap a cada via desviada. Al punt d'intersecció, els rails i les cremalleres estan muntats en paral·lel entre sí en un bastidor comú, articulat en un sol punt. Va ser desenvolupat entre els anys 1874 i 1878.
- Tipus II, pel sistema Abt amb dues làmines. De manera semblant, entre la punta i l'encreuament s'instal·la una làmina de cremallera per cada cantó de les vies desviades. A l'encreuament hi ha quatre làmines de cremallera articulades en un marc cònic. Dues d'elles queden pressionades contra el carril del sentit oposat, i les altres dues separades del carril del camí a seguir. Una de les rodes dentades roman engranada en una de les làmines fins que l'altre engrani amb l'altre làmina. És un sistema que no es pot instal·lar en trams amb forta declivitat, donat que els vehicles només poden aplicar l'esforç motriu sobre una sola làmina de cremallera. Va ser inventat per Roman Abt i utilitzat per primer cop el 1891.
- Tipus III, per sistemes Riggenbach i de làmines. De disseny modern, només es pot fer servir si la cremallera està situada per sobre del pla de rodadura dels rails. En aquest cas, a l'encreuament els carrils no són mòbils, però si la cremallera. Dos elements articulats de cremallera giren solidàriament, quedant un situat sobre el carril del cantó contrari, i l'altre al costat del carril del camí a seguir. Aquests elements s'han de fabricar especialment, amb un perfil baix. El sistema garanteix la continuïtat de la cremallera al llarg de tot l'aparell.
- Tipus IV, pel sistema Strub. Donat que inicialment els trens del ferrocarril de la Jungfrau estaven equipats amb un sistema de seguretat anti-aixecament situat sota la cremallera, aquesta havia de ser continua als canvis d'agulles. Per aquest motiu, fent servir a l'encreuament les solucions dels tipus I o III, la cremallera es també articulada entre la punta i l'encreuament.
- Tipus V, pel sistema Abt. Per solucionar el problema dels esforços de tracció limitats del tipus II, cal donar continuïtat a les dues làmines de la cremallera al llarg de tot l'aparell. Fent servir a l'encreuament la solució del tipus I, es complementa amb dos elements de cremallera mòbils entre la punta i l'encreuament. Estan formats per un tram de cremallera exactament adaptat a cadascun dels dos recorreguts, muntats en un marc articulat pel costat de l'encreuament. Contràriament als del tipus II, es poden instal·lar en qualsevol declivitat.

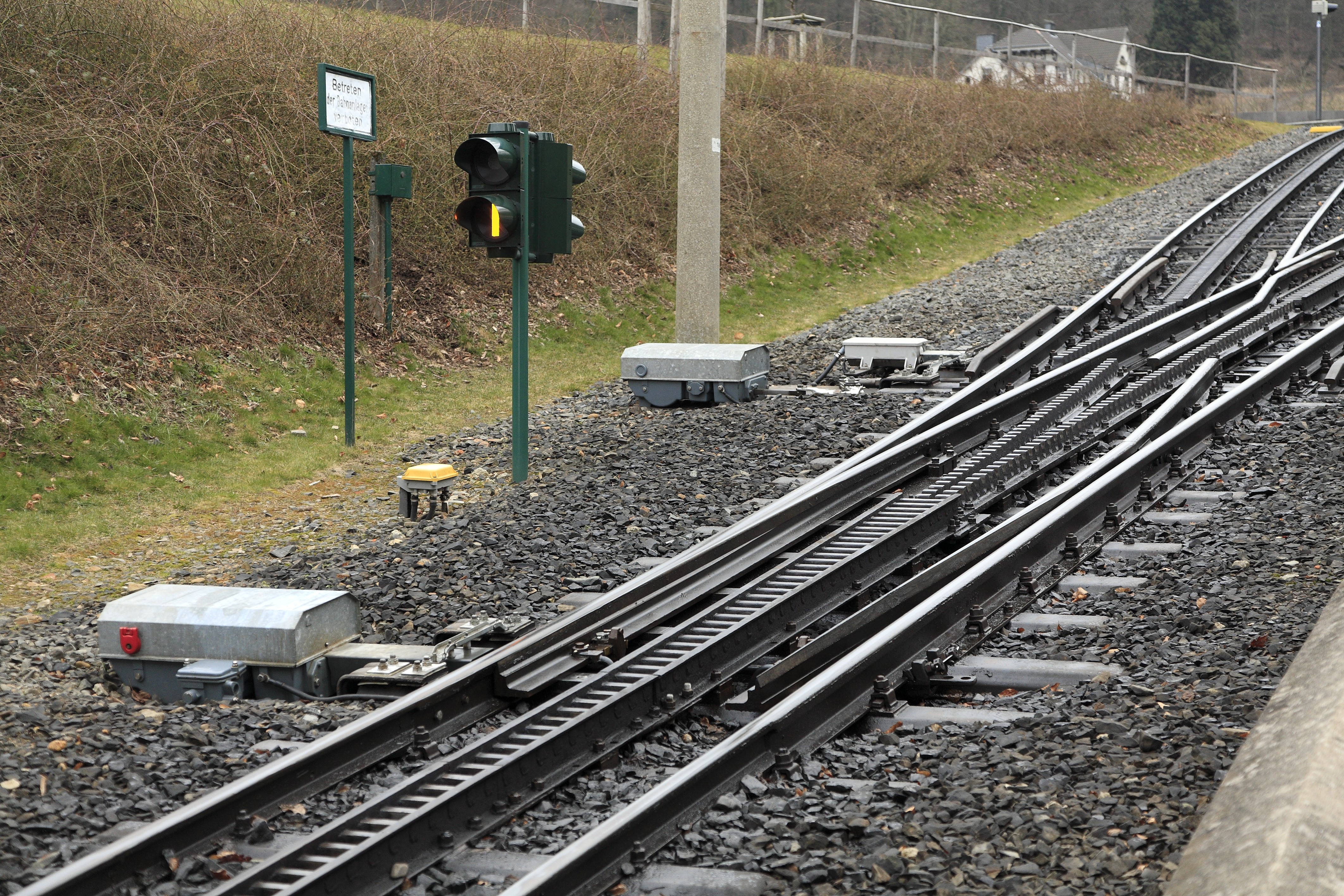
Canvi del tipus I, pel sistema Riggenbach.
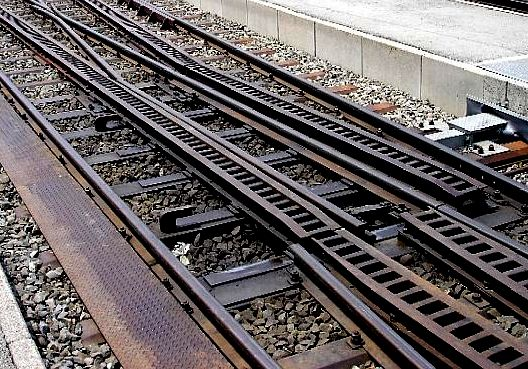
Detall de l'encreuament d'un canvi del tipus I, amb cremallera Riggenbach.
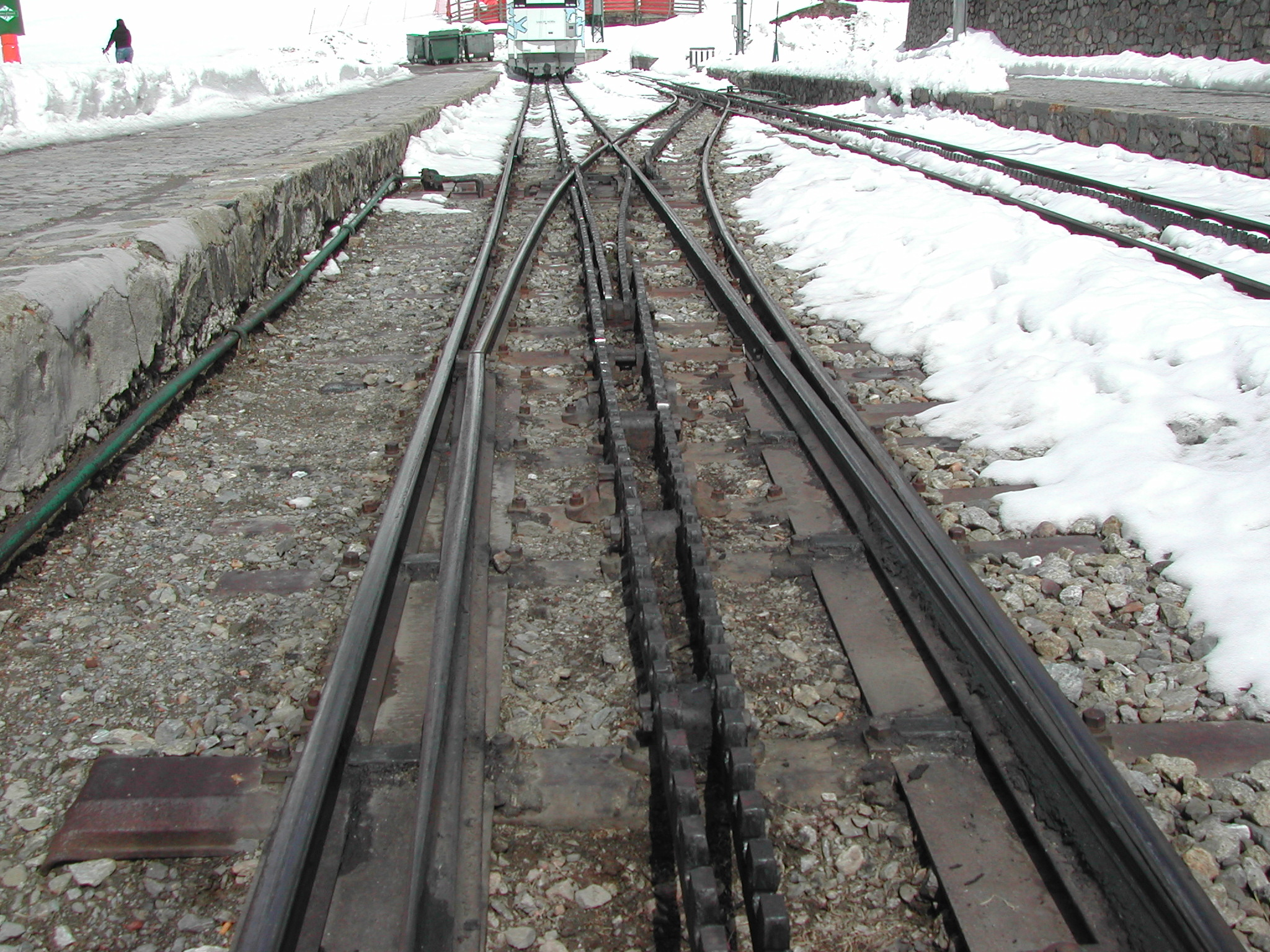
Canvi del tipus II, pel sistema Abt amb dues làmines.
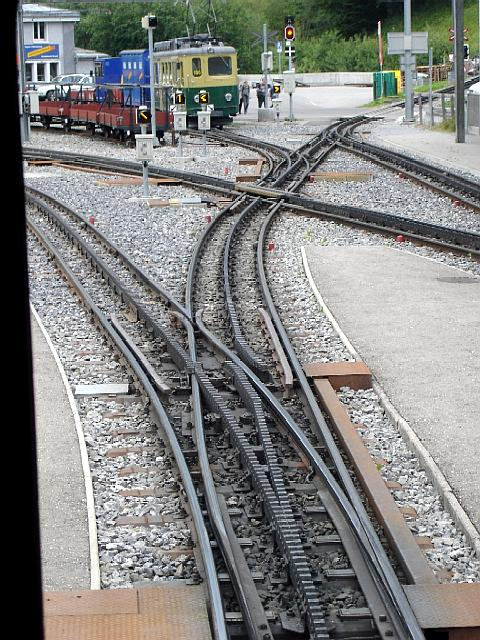
Canvi del tipus III, amb cremallera Von Roll.
Encreuament d'un canvi del tipus III, amb cremallera Riggenbach.
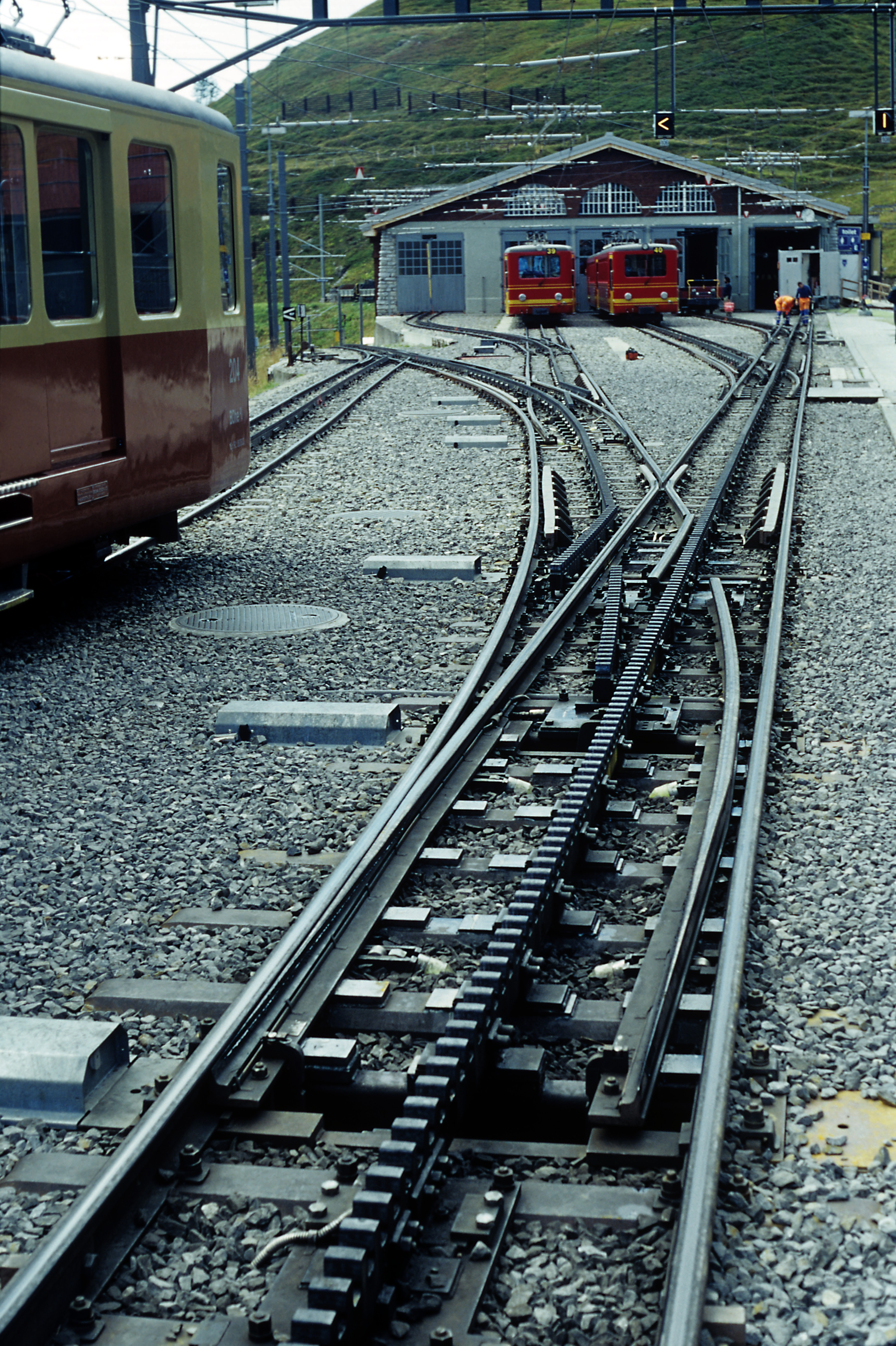
Canvi d'agulles del tipus IV, per cremallera Strub.
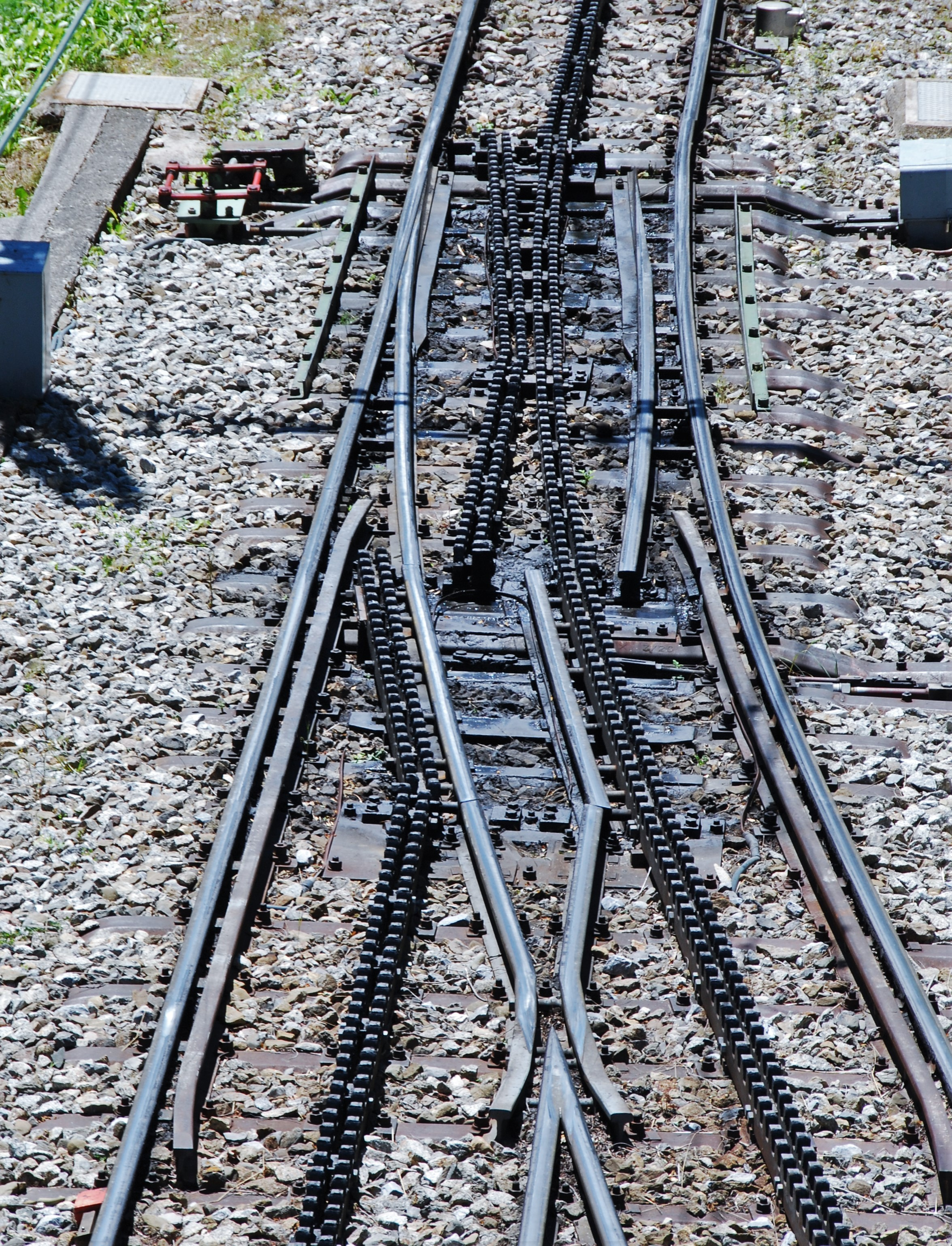
Canvi d'agulles del tipus V, per cremallera Abt amb dues làmines.

#### Canvis flexibles
Desenvolupant un sistema molt antic de canvis d'agulles, amb rails mòbils en lloc d'agulles, s'ha inventat un nou tipus d'aparells per les línies de cremallera. Es van instal·lar per primer cop al ferrocarrils suïssos del Rigi (des del 1999) i del Dolder (des del 2004). Estan formats per un tram de via amb cremallera completament flexible sense parts mòbils, muntat sobre unes barres metàl·liques que es desplacen sobre una plataforma. El conjunt està fixat a la part de la via única, i es mou per l'altre extrem, accionat per un mecanisme d'empenta i atracció. Els problemes derivats de les dilatacions i contraccions pels canvis de la temperatura ambiental han estat solucionats d'una manera molt enginyosa: les variacions de longitud de la cremallera i de les barres actuen en direccions oposades, de manera que es compensen entre si, sense afectar el pas de dents. De moment només s'han fet servir per línies amb vehicles lleugers, dotades només amb cremallera, i han de ser franquejades a velocitats reduïdes.

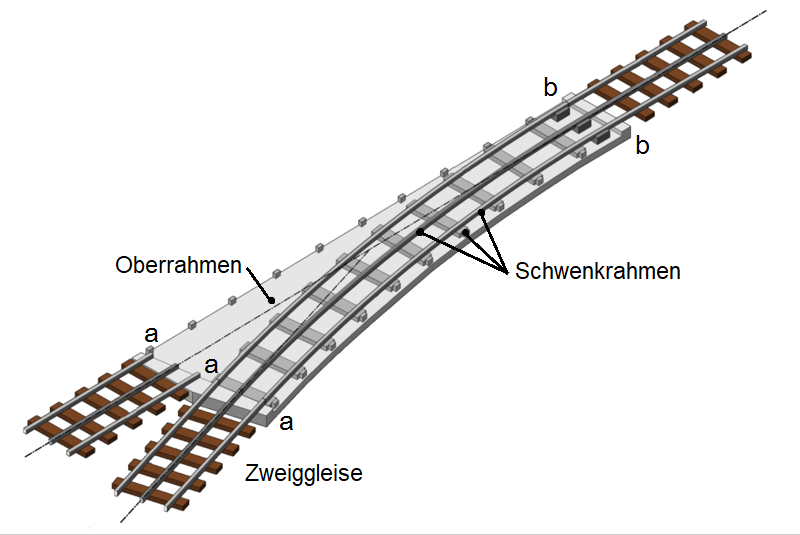
Disseny del canvi flexible RIGI-VTW 2000.
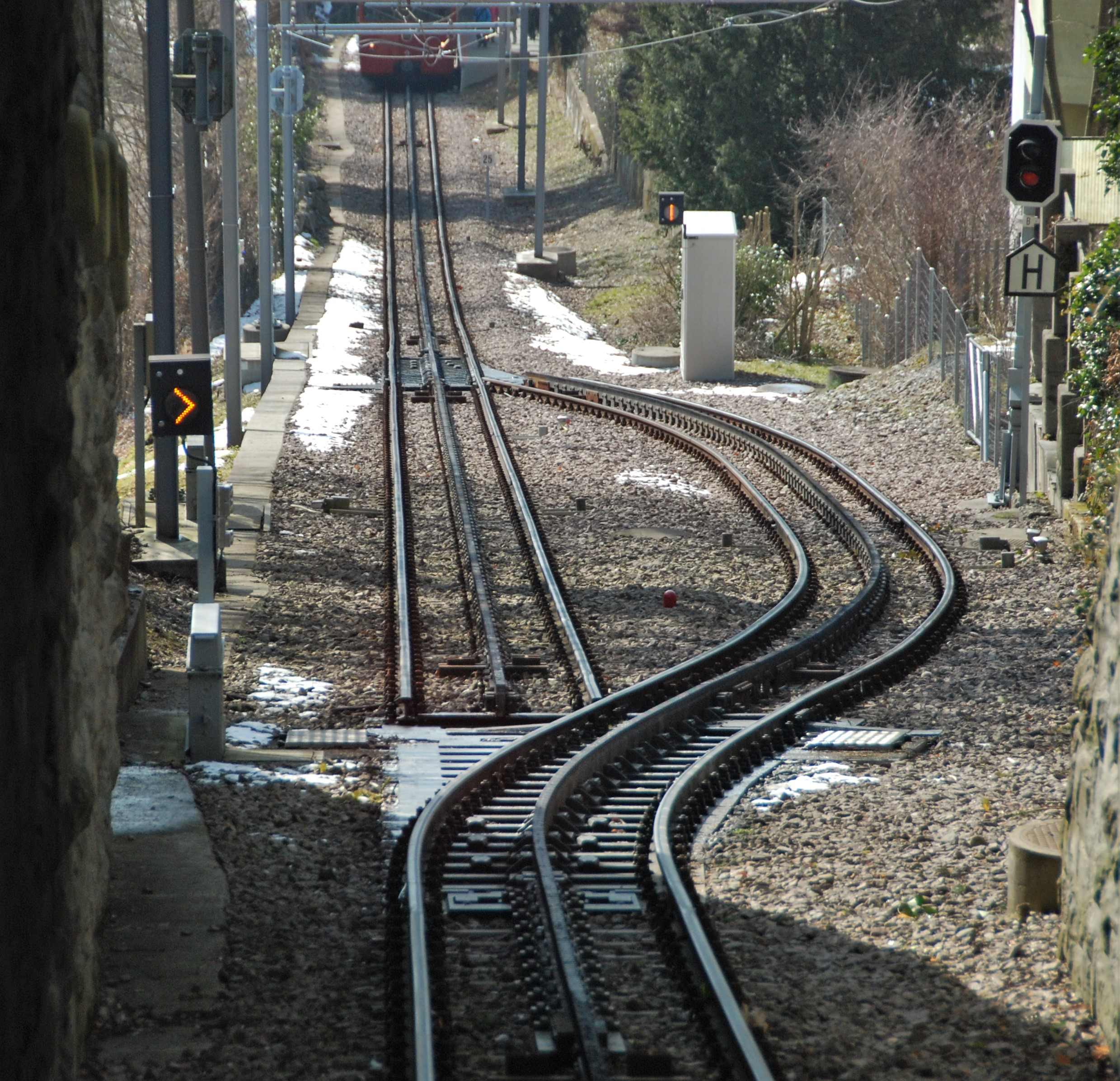
Punt d'encreuament del Dolderbahn, equipat amb dos desviaments flexibles.
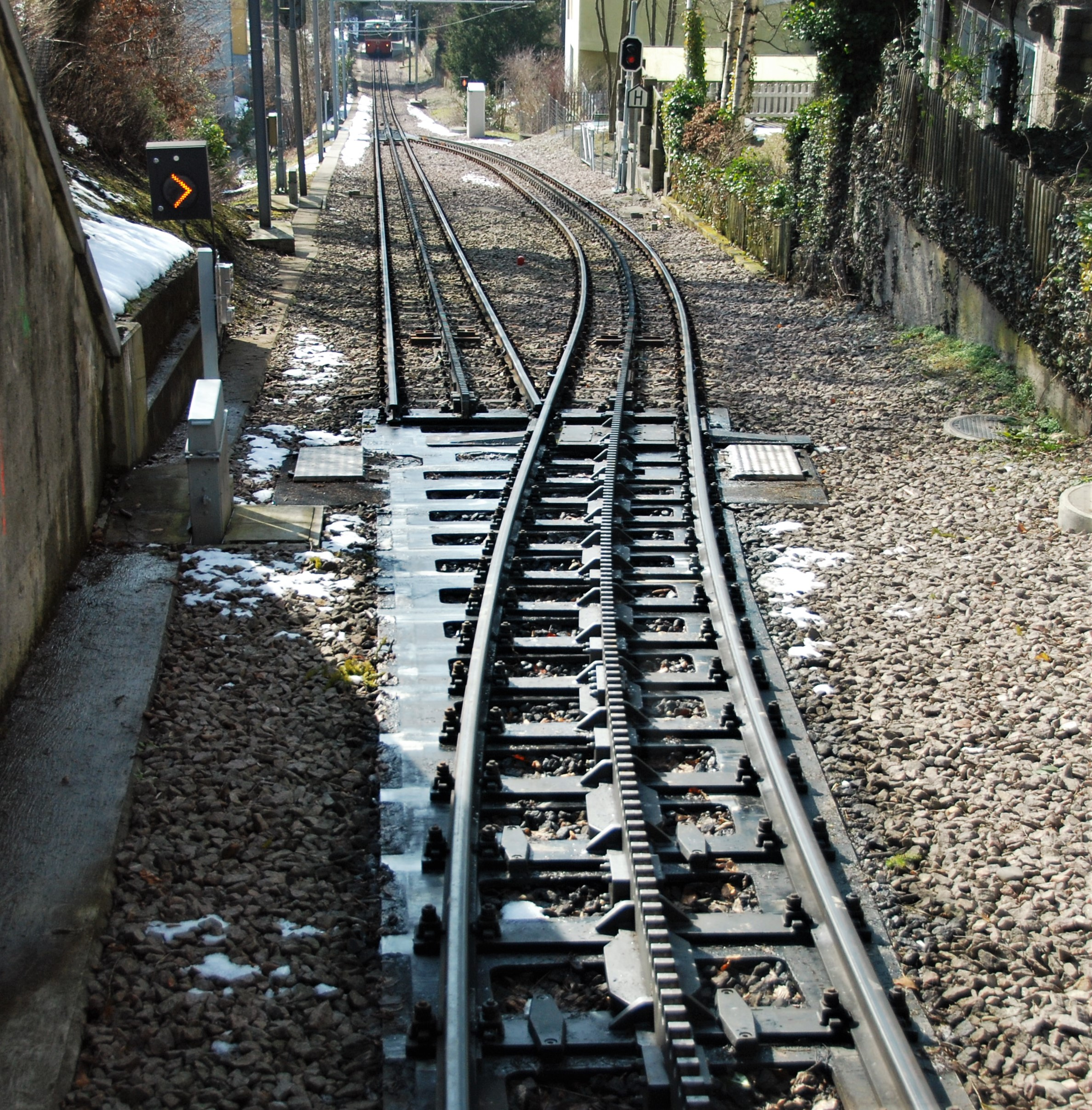
Un dels desviaments al Dolderbahn.
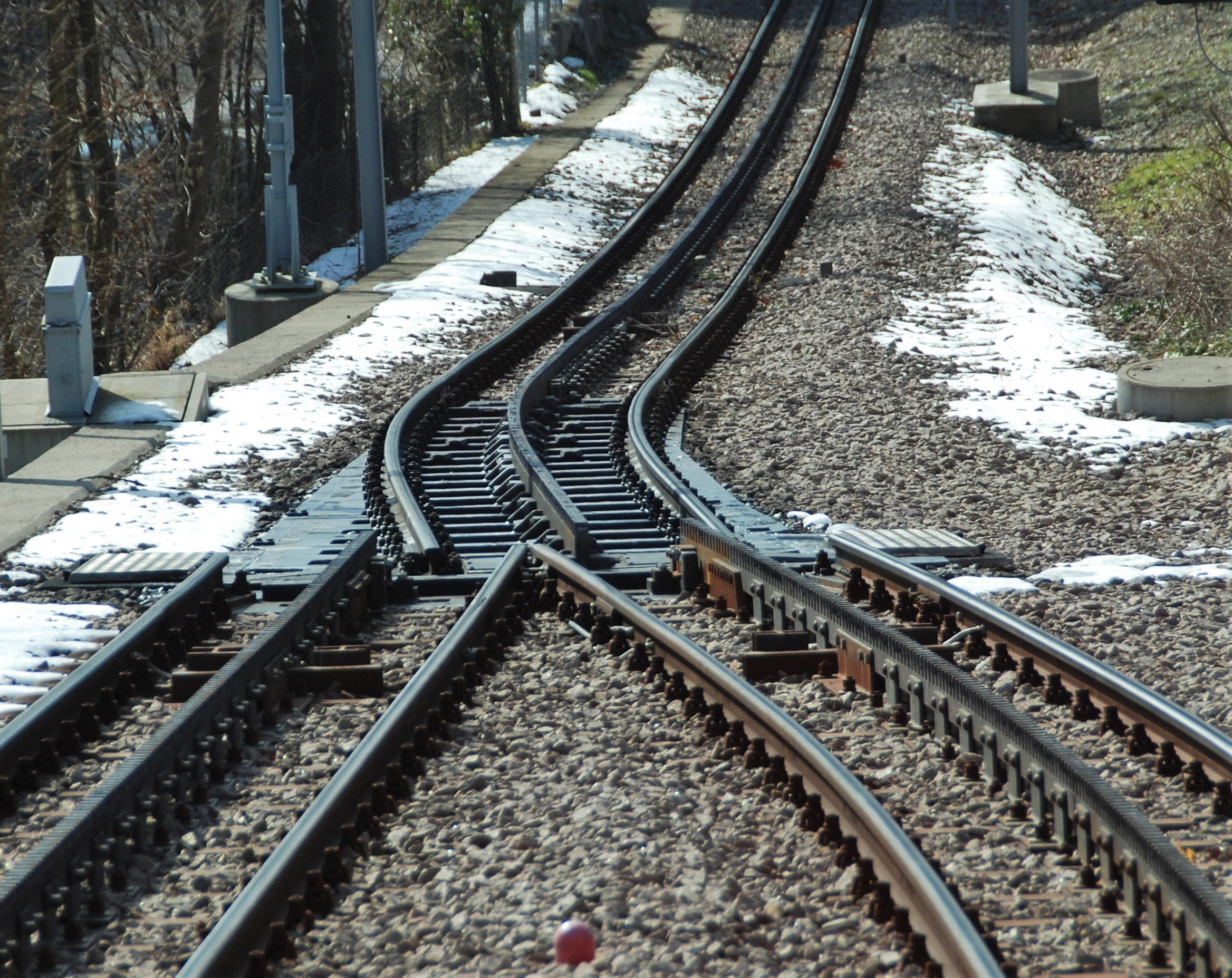
Desviament flexible durant el seu accionament.

## Material rodant

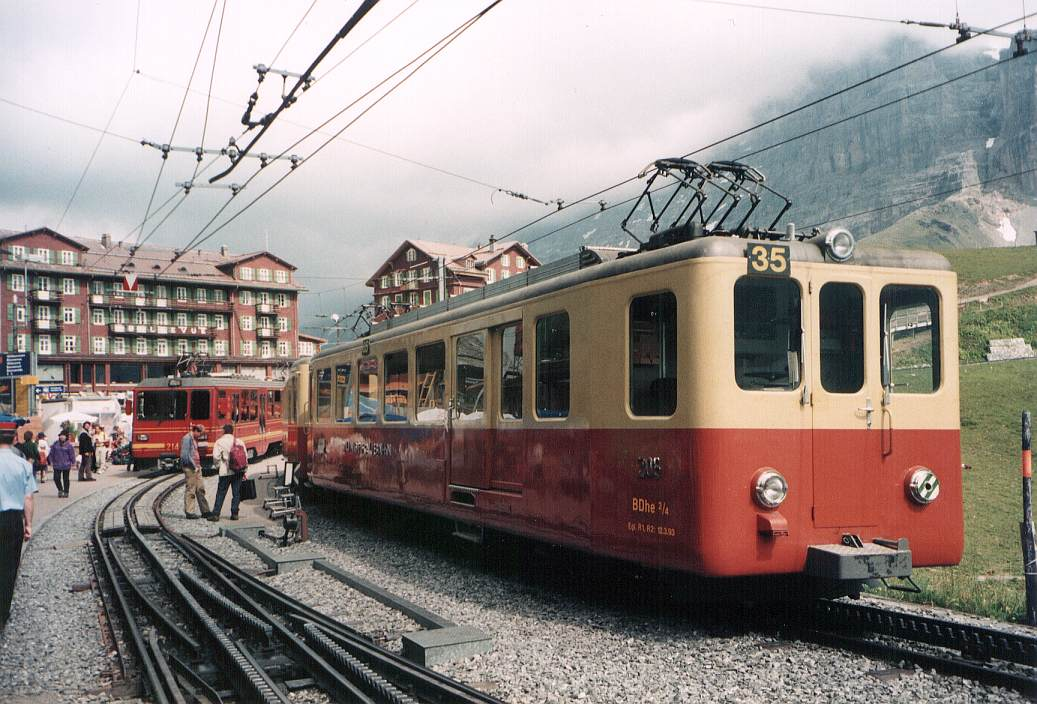
Catenària trifàsica, amb dos fils de contacte i doble pantògraf, al ferrocarril de la Jungfrau.

A les primeres línies construïdes al segle xix, els trens eren remolcats o empesos per locomotores de vapor. Però ja des de començaments del segle XX es va començar a utilitzar intensivament la tracció elèctrica, que permetia assolir majors velocitats i remolcar càrregues superiors. També s'ha fet servir la tracció dièsel, tot i que en molta menor mesura. Actualment, gairebé totes les línies de cremallera estan electrificades: s'exceptuen unes poques de servei eminentment turístic, a les que encara funcionen locomotores de vapor o dièsel. Els trens poden ser de composicions convencionals (locomotora i cotxes de viatgers o vagons de mercaderies), o formats per automotors o unitats de tren.
En línies electrificades es fan servir els següents sistemes:
- Corrent continu a diferents voltatges. La majoria de línies utilitzen una tensió de 1.500 volts. Malgrat que requereix la instal·lació d'una catenària més pesada i de subestacions cada 10-15 km, l'aparellatge elèctric als vehicles motrius és més senzill.
- Corrent altern monofàsic. Aquest sistema utilitza tensions elevades, normalment de 15.000 o 25.000 volts, que permeten l'establiment de les subestacions a molta més distància. No obstant, requereix la instal·lació d'un transformador dins dels vehicles, que augmenta el seu pes.
- Corrent altern trifàsic. Antigament es van electrificar algunes línies amb aquest sistema, algunes de les quals continuen en servei. Requereix la instal·lació de dos fils de contacte a la catenària i condiciona alguns aspectes de l'explotació.

La construcció i funcionament dels vehicles de cremallera és tècnicament molt més exigent que la resta de vehicles ferroviaris, doncs han de garantir la seguretat de circulació en condicions més difícils:
- El propi sistema requereix la instal·lació d'equipaments addicionals (rodes dentades, transmissions, embragatges, frens...), que han de ser fabricats i mantinguts amb unes toleràncies molt estrictes.
- Els traçats acostumen a tenir corbes més tancades per adaptar-se al terreny, que requereixen estudis específics del tren de rodadura i una vigilància més acurada del desgast de les rodes.
- La forta declivitat dels traçats implica unes forces molt superiors als elements de xoc i acoblament entre els vehicles, i als seus bastidors.
- S'ha de garantir la seguretat davant descarrilaments, tenint en compte el joc de forces no només entre les rodes i els carrils, sinó també entre les rodes dentades i la cremallera, així com de la geometria del traçat.
- I, a més, bona part dels ferrocarrils de cremallera estan en muntanyes, pel que han de treballar en condicions climàtiques més dures: han d'estar preparats per suportar una gran amplitud tèrmica i les nevades.

Al principi, molts ferrocarrils de cremallera van emprar el sistema de trems empesos, situant-se la locomotora sempre al costat de la vall. Aquesta disposició millorava la seguretat, en augmentar el pes adherent i frenat de la locomotora i, especialment, no sotmetre a forces de tracció als acoblaments. Però amb el canvi de segle la disposició dels trens va passar a ser l'habitual, amb la locomotora al capdavant.

### Fabricants especialitzats

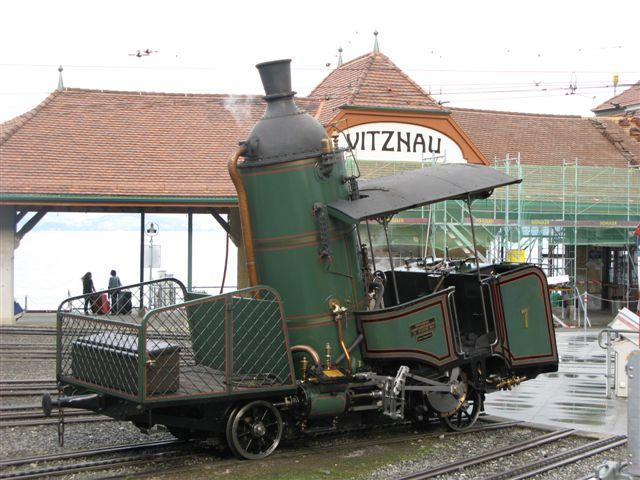
Primera locomotora de cremallera fabricada per SLM, pel ferrocarril suís del Rigi.

Històricament, donat que és a Suïssa on hi ha hagut (i n'hi na) la major quantitat de línies equipades amb cremallera, les seves empreses fabricants de material rodant han dominat el mercat. D'entre elles destaca una, la Schweizerische Lokomotiv- und Maschinenfabrik (SLM), fundada el 1871 a Winterthur per l'enginyer britànic Charles Brown, que havia treballat a Sulzer des del 1851. SLM va fabricar la primera locomotora l'any 1873, precisament de cremallera pel ferrocarril suís del Rigi. A finals del segle xix va començar a fabricar també locomotores elèctriques, i també les primeres per ferrocarrils de cremallera. Aproximadament, fins a l'any 1979 SLM havia fabricat el 70% dels vehicles motrius de cremallera de tot el món. L'any 1998 va vendre el departament i les llicències de trens de cremallera a Stadler Rail.
Fundada l'any 1942, durant molt temps Stadler Rail va ser una petita empresa de fabricació de material ferroviari auxiliar. Després de la venda a Peter Spuhler el 1989, va viure un creixement exponencial i avui és un dels més grossos fabricants de material rodant d'Europa. Des de l'any 1998 és el principal fabricant (de fet, pràcticament l'únic) de material rodant per línies de cremallera de tot el món.
En el passat va haver-hi altres empreses que van construir locomotores i automotors de cremallera, destacant per la quantitat de vehicles fabricats l'alemanya Maschinenfabrik Esslingen i l'austríaca Simmering-Graz-Pauker (SGP).

### Vehicles motrius per línies només de cremallera
En aquest sistema, les rodes dels vehicles només serveixen per que es recolzin i siguin guiats pels rails: els esforços de tracció i de fre es transmeten exclusivament pel sistema roda dentada-cremallera.

#### Locomotores de vapor
Aquestes locomotores tenen una i tres rodes dentades, en funció de l'esforç de tracció que han de realitzar. Normalment s'han construït com a petites locomotores-tènder, amb rodes ferroviàries de diàmetre reduït, per tal de mantenir el centre de gravetat el més baix possible. Al principi es van construir amb calderes verticals, davant el temor que suposava la variació del nivell de l'aigua en funció de la declivitat. Però posteriorment es van construir amb calderes convencionals, tot i que inclinades diversos graus en funció de la declivitat de la línia per on havien de circular. També es van construir automotors de vapor, pel ferrocarril del Pilatus.
Per tal d'augmentar l'esforç de tracció, s'han fet servir dos mètodes d'accionament de les rodes dentades des dels cilindres de vapor. Ambdós constitueixen una mena de reducció mecànica que multiplica l'acció dels cilindres. Aquestes disposicions són:
- Els cilindres de vapor accionen, mitjançant bieles, un engranatge reductor, acoblat a la roda dentada.
- Els cilindres accionen un balancí oscil·lant, al que van acoblades les bieles de transmissió de l'esforç a les rodes dentades.

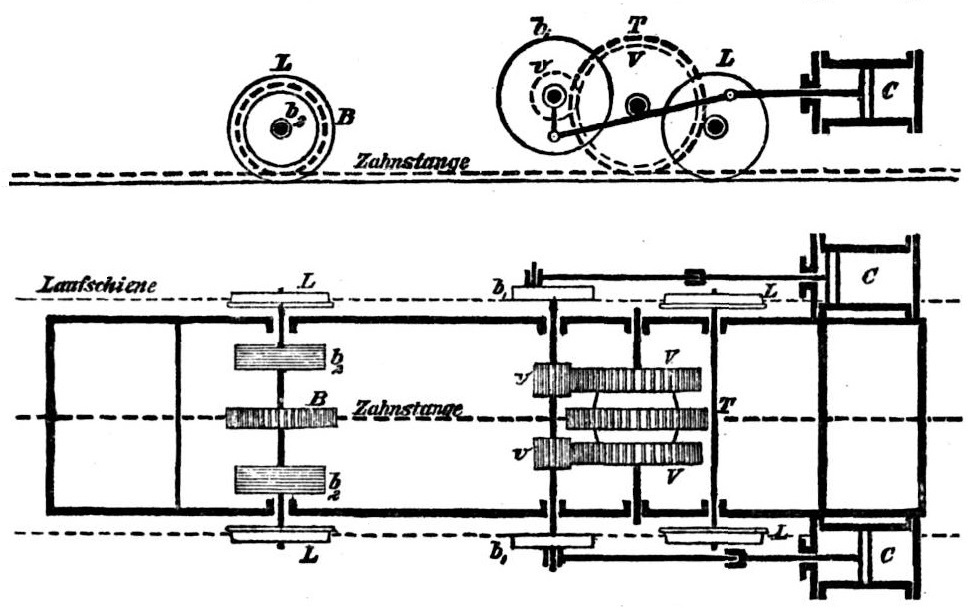
Accionament per engranatge sobre una sola roda dentada, amb una segona roda només de fre.
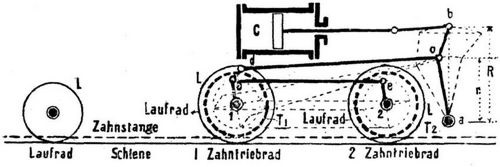
Esquema d'un accionament a dues rodes dentades per balancí.
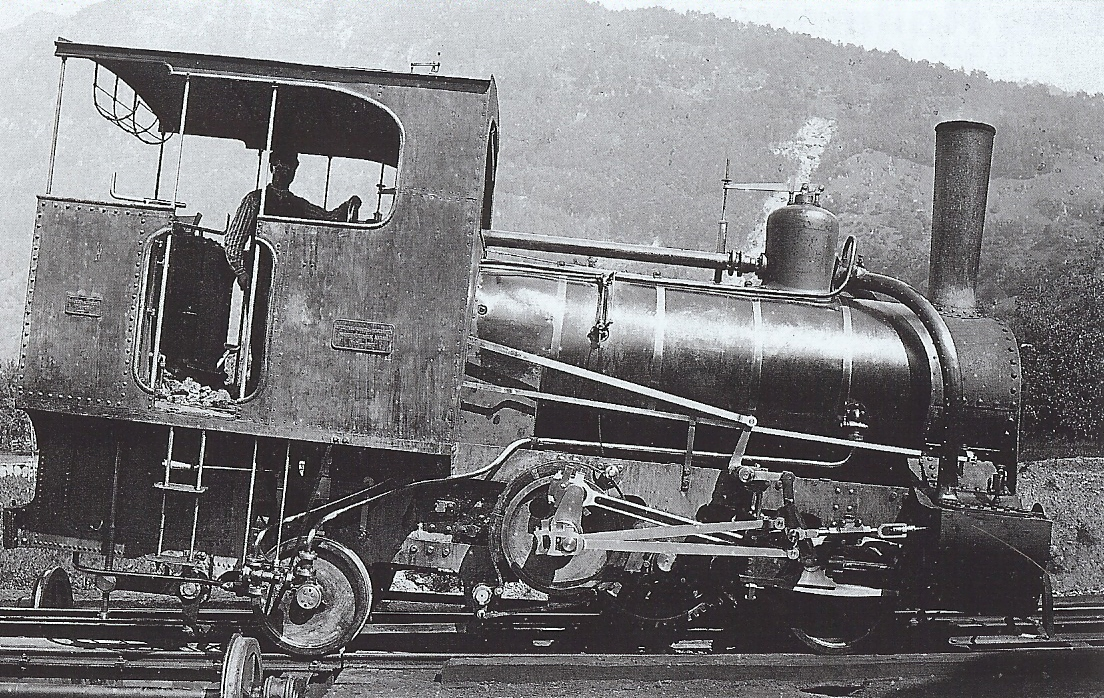
Locomotora número 2 del Arth-Rigi-Bahn, amb accionament per engranatge.
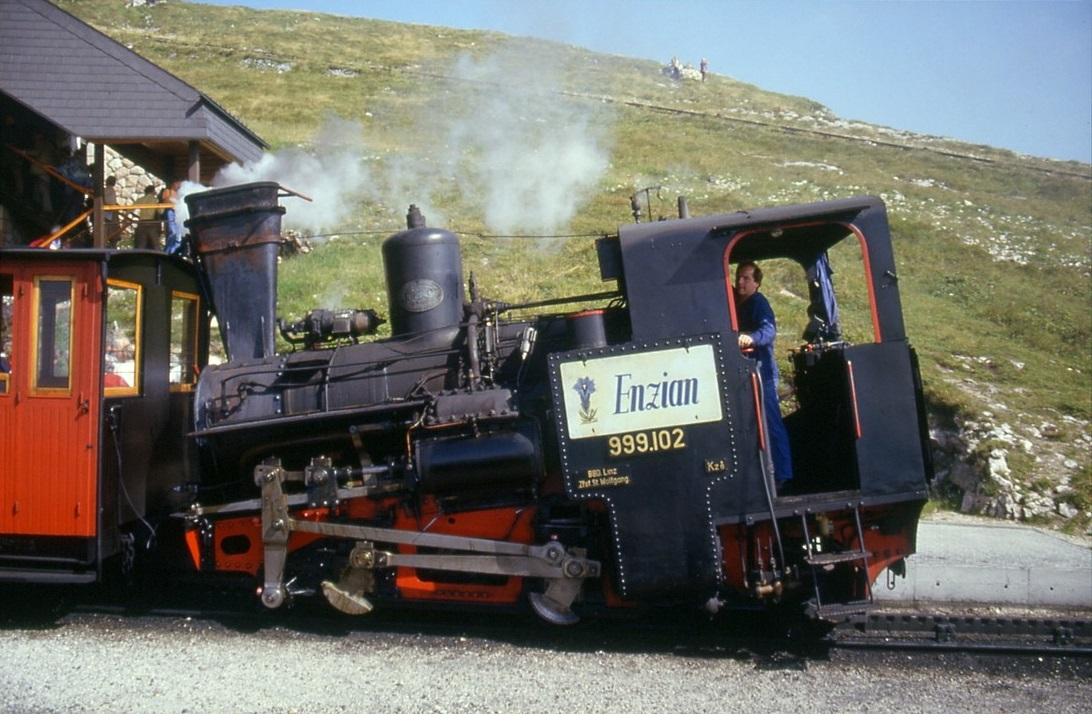
Locomotora de l'austríac Shafbergbahn, amb accionament per balancí.
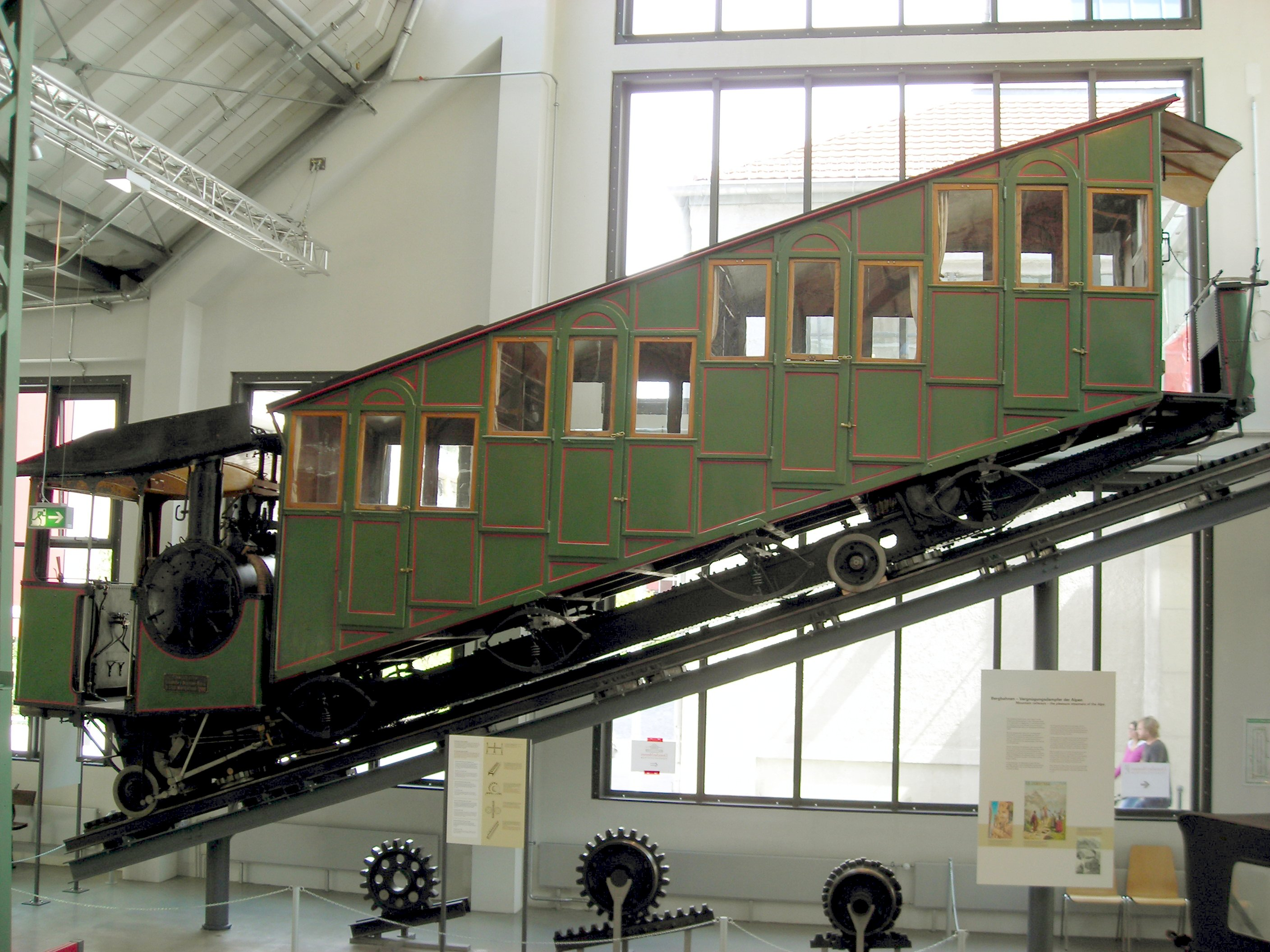
Automotor de vapor del ferrocarril del Pilatus.

#### Locomotores i automotors elèctrics
La transmissió dels esforços des dels motors elèctrics es fa sempre mitjançant engranatges cap als eixos, on estan calades les rodes dentades. Aquests engranatges formen una transmissió multiplicadora, per tal de reduir la velocitat de sortida del motor i augmentar l'esforç de tracció, normalment amb dos esglaons de reducció. A les locomotores més antigues, els motors se situaven sobre els eixos, amb transmissió unilateral o bilateral. Posteriorment, i en general als automotors, els motors se situen en posició transversal, transmetent l'esforç de tracció per una transmissió unilateral.
- Exemple de transmissió:
1) Motor de tracció.
2) Primera reducció.
3) Eix.
4) Fre de transmissió (no habitual).
5) Segona reducció.
6) Fre de cremallera.
7) Roda dentada.

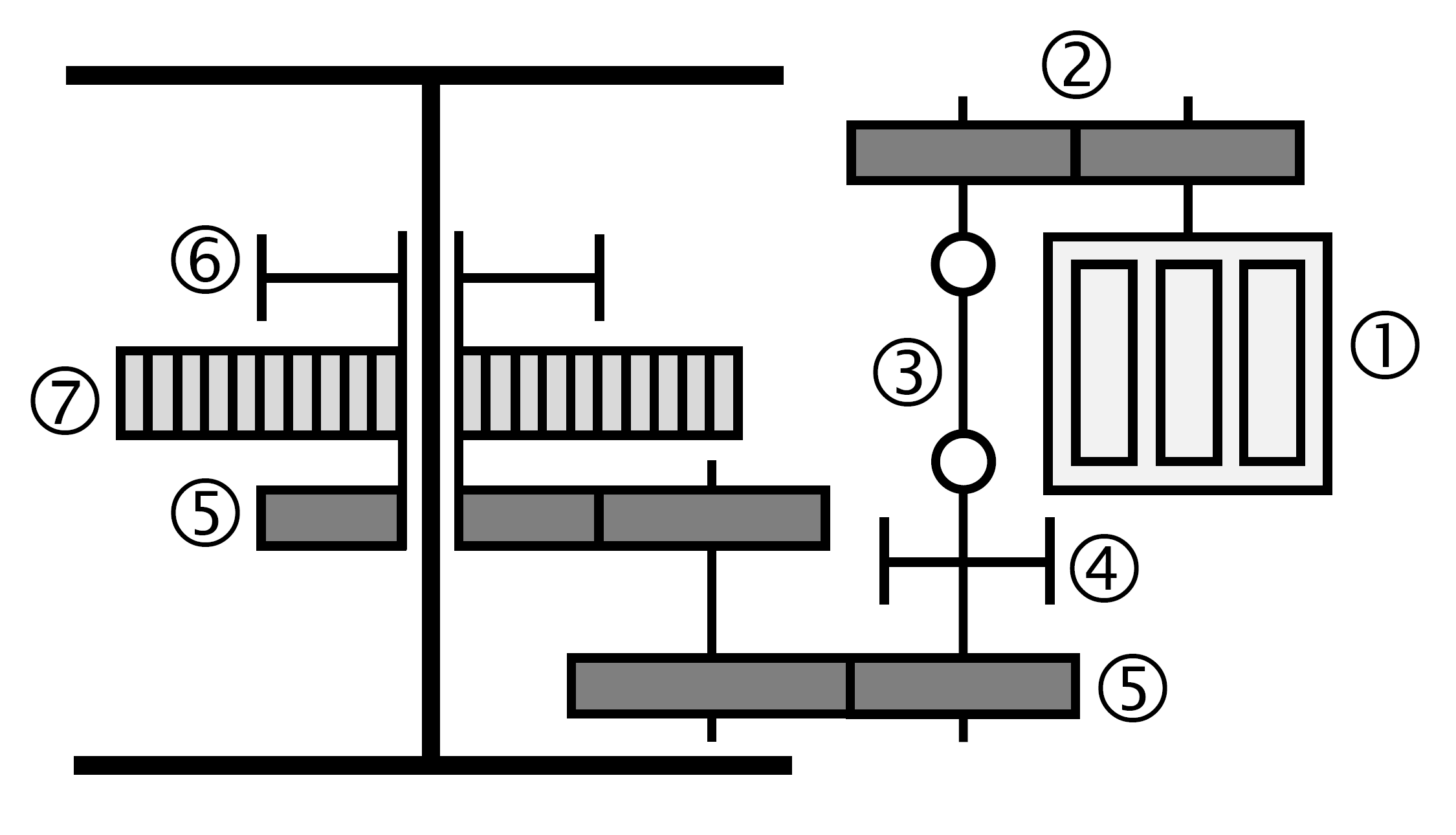
Exemple de transmissió: 1) Motor de tracció. 2) Primera reducció. 3) Eix. 4) Fre de transmissió (no habitual). 5) Segona reducció. 6) Fre de cremallera. 7) Roda dentada.
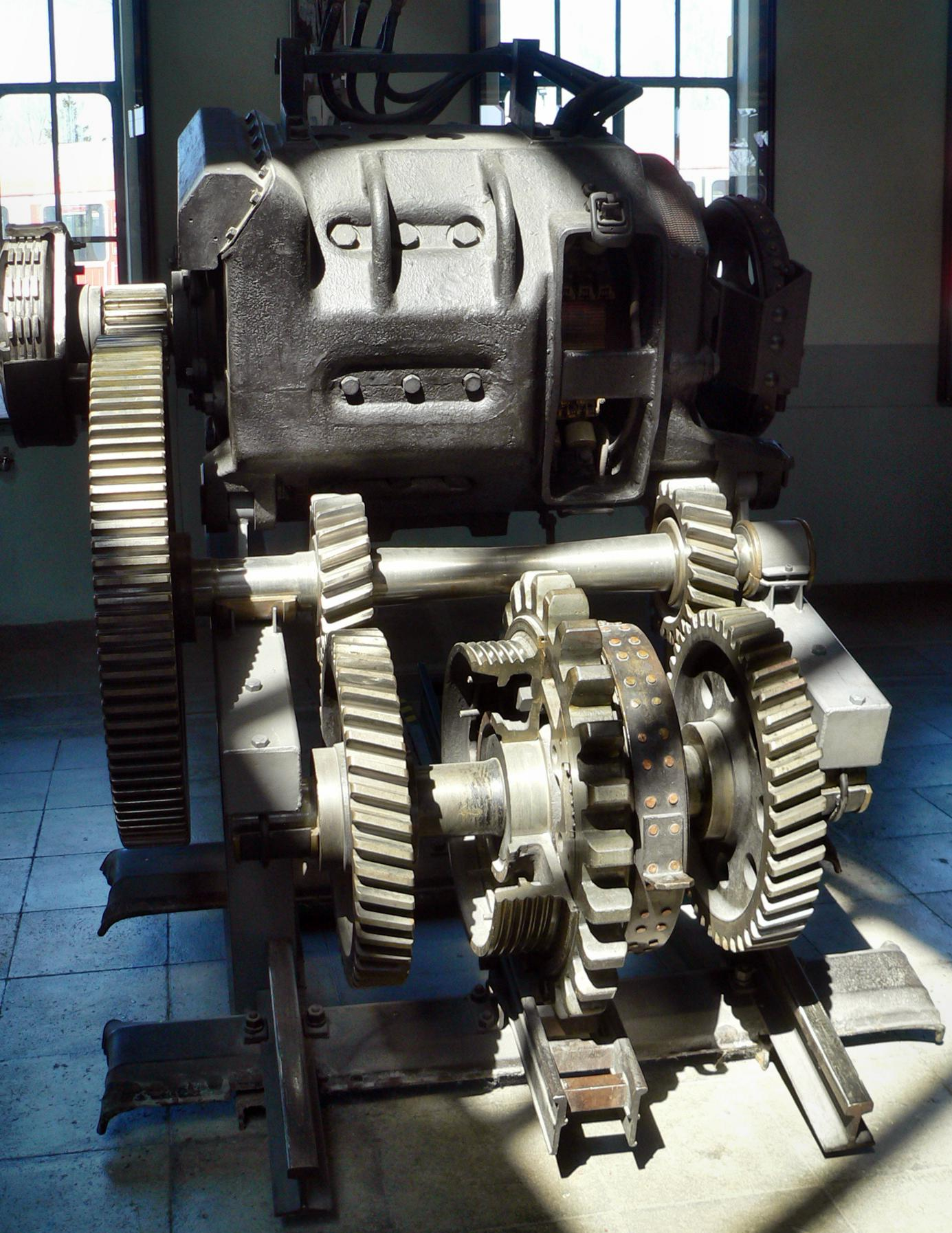
Transmissió bilateral d'una locomotora elèctrica de primera generació.
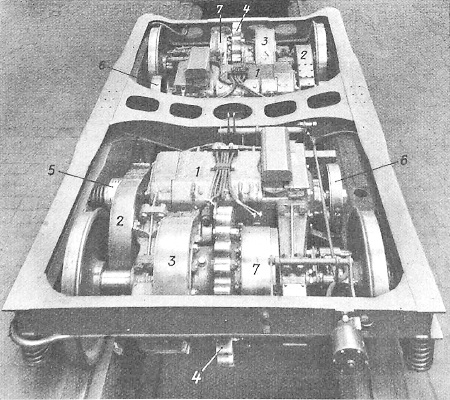
Bogi motriu d'un automotor. 1) Motors de tracció. 2) Primera reducció. 3) Segona reducció. 4) Roda dentada. 5) Embragatge lliscant. 6) Fre de cremallera sistema 1. 7) Fre de cremallera sistema 2.
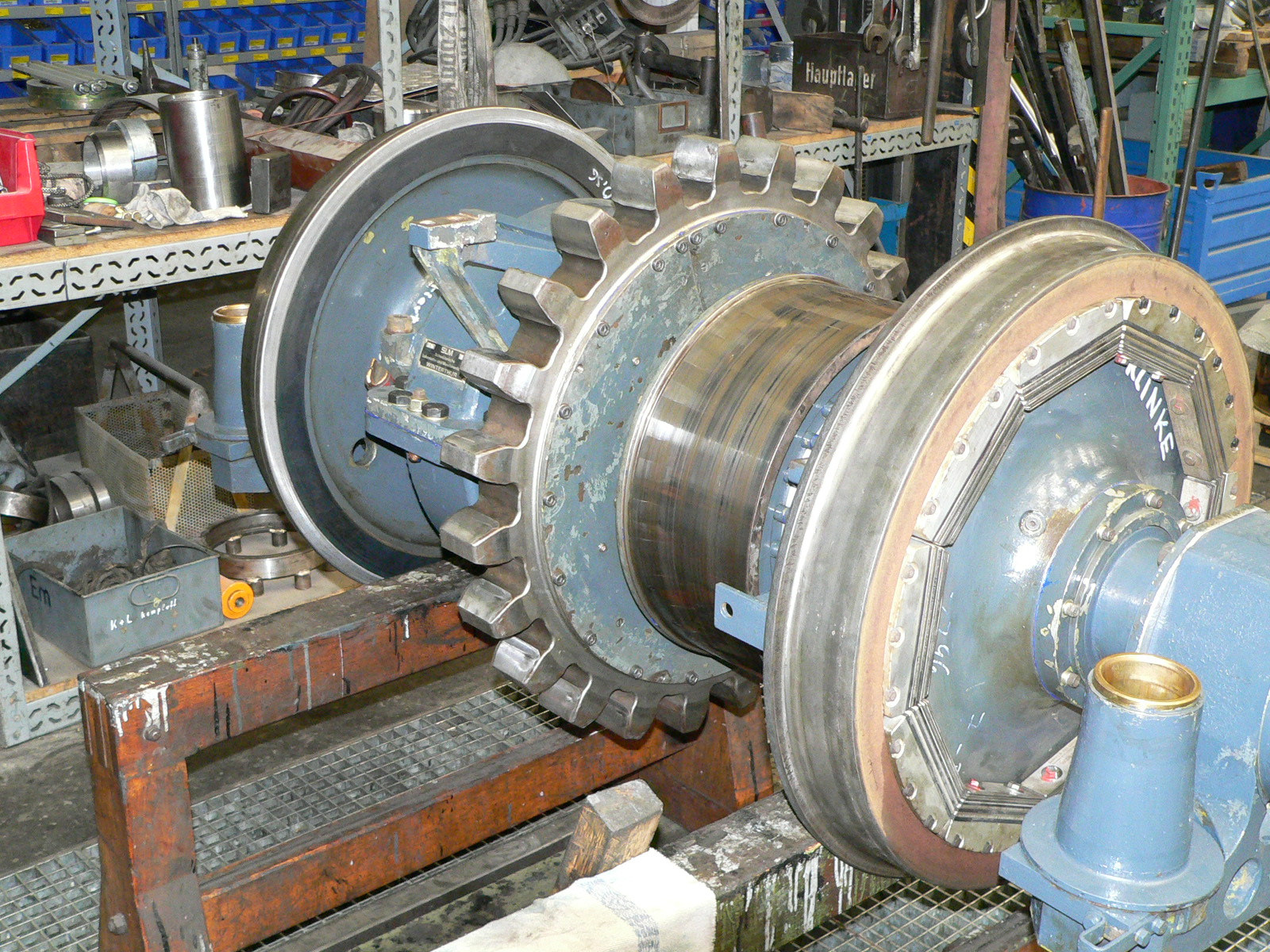
Eix muntat d'un tramvia de cremallera, amb la roda dentada i el tambor de fre calats a l'eix.
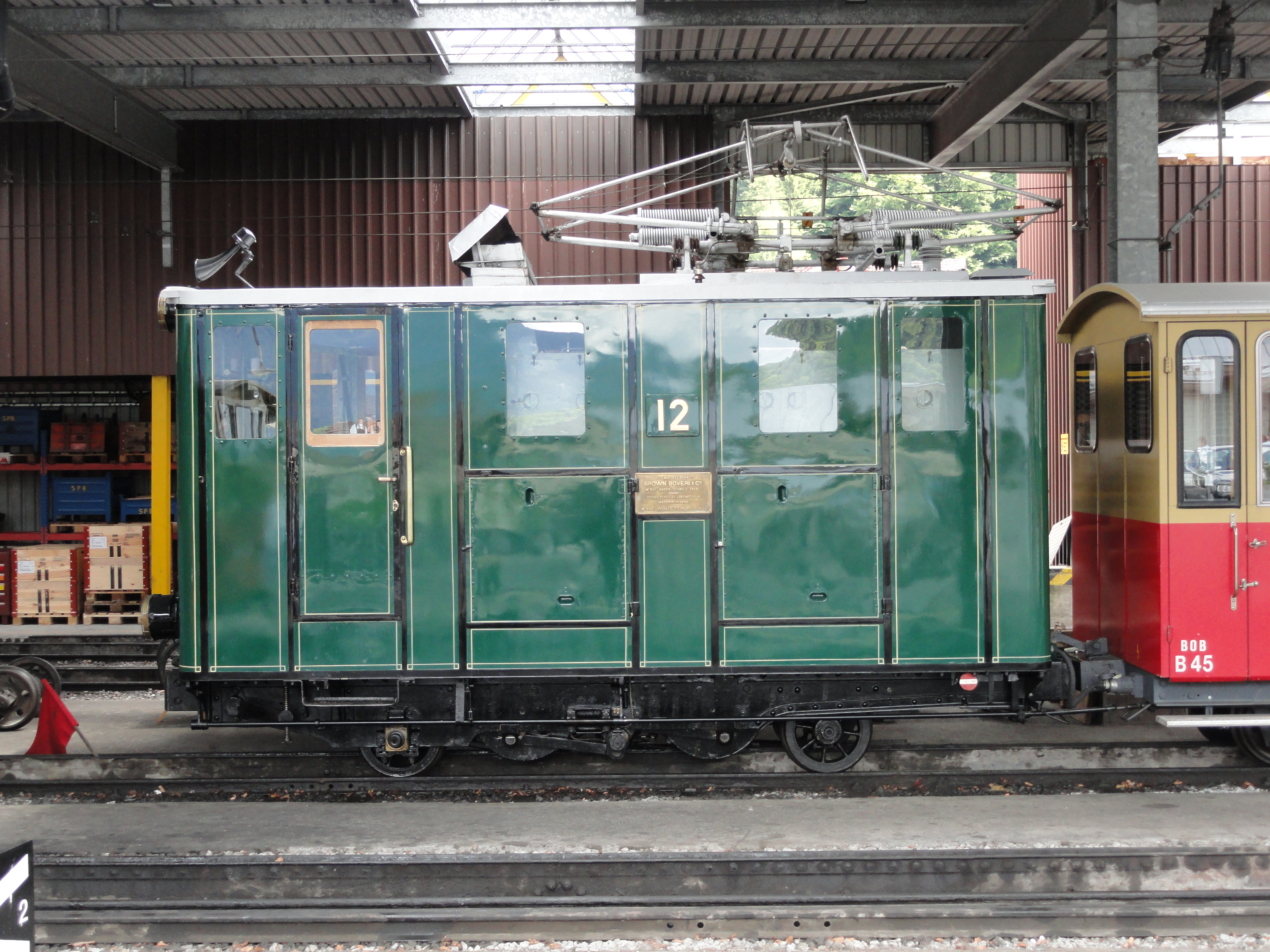
Locomotora elèctrica de primera generació, amb rodes de guiat de petit diàmetre, com a les locomotores de vapor.
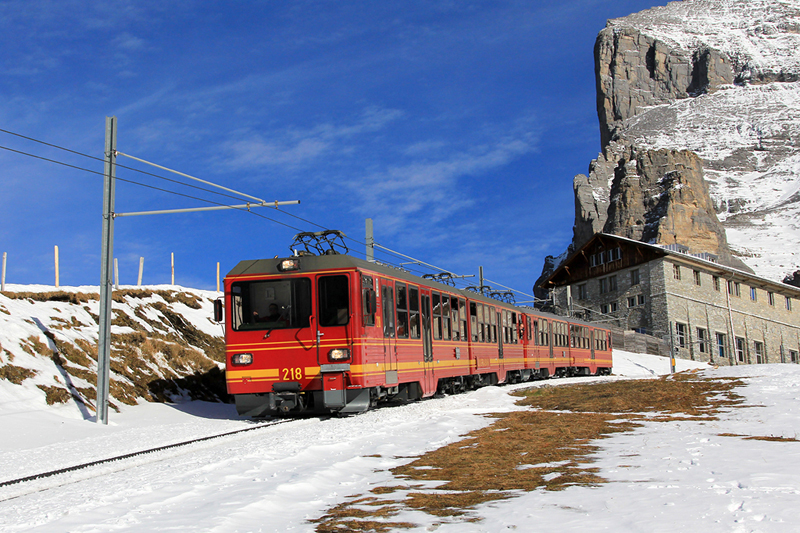
Automotors moderns només de cremallera i alimentació elèctrica trifàsica del ferrocarril de la Jungfrau.

- Bogi motriu d'un automotor.
1) Motors de tracció.
2) Primera reducció.
3) Segona reducció.
4) Roda dentada.
5) Embragatge lliscant.
6) Fre de cremallera sistema 1.
7) Fre de cremallera sistema 2.
- Eix muntat d'un tramvia de cremallera, amb la roda dentada i el tambor de fre calats a l'eix.
- Locomotora elèctrica de primera generació, amb rodes de guiat de petit diàmetre, com a les locomotores de vapor.
- Automotors moderns només de cremallera i alimentació elèctrica trifàsica del ferrocarril de la Jungfrau.

#### Locomotores i automotors dièsel

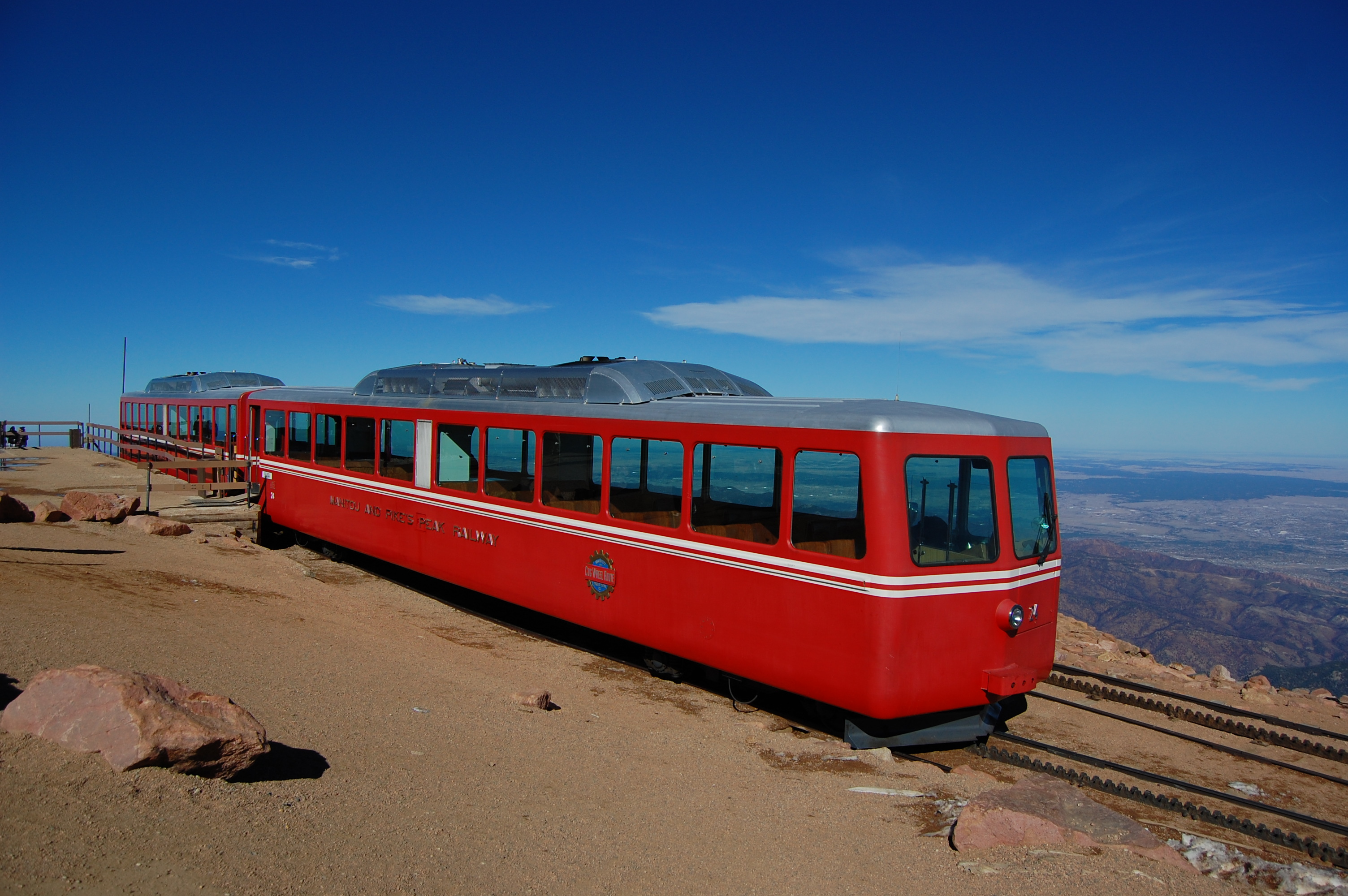
Automotor dièsel-hidràulic 24 del Manitou and Pike's Peak Railway.

Tot i que aquest sistema de tracció és minoritari, s'han construït diverses locomotores i automotors amb motors dièsel, per línies no electrificades o per remolcar trens de treballs en cas d'absència de corrent elèctric a la catenària. S'han fet servir els tres tipus de transmissió:
- Majoritàriament es fa servir la transmissió elèctrica, servint en aquest cas el motor dièsel per subministrar el corrent elèctric necessari mitjançant un generador. L'acoblament entre els motors elèctrics de tracció i les rodes dentades es fa de la mateixa manera que a les locomotores elèctriques.
- Alguns vehicles es van construir amb transmissió mecànica, amb transmissió de l'esforç de tracció a les rodes dentades mitjançant una caixa de canvis amb inversor.
- També s'ha fet servir la transmissió hidràulica, acoblant les rodes dentades a la sortida del convertidor de parell, o fins i tot la hidromecànica, utilitzant el convertidor de parell fins a una velocitat i una transmissió mecànica directa per sobre d'aquesta.

### Vehicles motrius per línies mixtes adhesió-cremallera
Les locomotores i automotors d'aquest tipus necessiten transmetre l'esforç de tracció tant a les rodes ferroviàries com a les rodes dentades de cremallera.

#### Locomotores de vapor
A les locomotores de vapor s'han fet servir dos mètodes constructius:
- Accionament únic. Només hi ha un motor de vapor, que acciona simultàniament les rodes ferroviàries i les dentades mitjançant bieles. A més, es pot intercalar un o més engranatges reductors per augmentar la potència. L'esforç dels cilindres es pot transmetre cap a les rodes de diverses maneres:
  - Accionant la roda dentada central, que després té una biela que transmet l'esforç cap a les rodes convencionals.
  - Accionant una de les rodes ferroviàries, que transmet l'esforç a les altres i les rodes dentades mitjançant bieles.
  - Accionant un engranatge, que transmet l'esforç a la roda dentada i d'aquesta, mitjançant bieles, a les rodes ferroviàries.
- Accionament separat. En aquest cas, hi ha dos motors de vapor, un per accionar la o les rodes dentades (directament o amb un engranatge reductor), i un altre per accionar les rodes ferroviàries. El concepte es va desenvolupar de diferents maneres, sent aquestes les principals:[5]
  - Sistemes amb accionament convencional per les rodes ferroviàries, amb els habituals dos cilindres de vapor, un a cada costat, i:
    - accionament directe per la o les rodes dentades amb altres dos cilindres diferents;
    - accionament de les rodes dentades amb altres dos cilindres mitjançant un balancí, per multiplicar l'esforç de tracció;
    - accionament de les rodes dentades a través d'un engranatge reductor, mogut aquest per altres dos cilindres diferents.

  - Accionament pel sistema Winterthur. Desenvolupat per SLM, va ser ideat per locomotores de via estreta, on era difícil encabir els quatre cilindres de vapor. Fa servir un motor de vapor compost (sistema compound), pel qual en un mateix cos a cada costat de la locomotora hi ha dos cilindres: un inferior d'alta pressió, que acciona les rodes ferroviàries; i un superior, de baixa pressió, que acciona les rodes dentades de cremallera a través d'un engranatge reductor. Quan la locomotora funciona només en adhesió, el vapor es fa passar exclusivament pels cilindres d'alta pressió; quan circula per trams de cremallera, es fa passar primer pel cilindre d'alta pressió i després pel de baixa pressió, contribuint els dos sistemes a l'esforç de tracció.[32] El diàmetre i la carrera dels dos cilindres és la mateixa, però per crear la relació de volum correcte entre els d'alta i els de baixa pressió, els de cremallera funcionen 2,2 vegades més ràpid que els d'adhesió. Va ser el sistema d'accionament separat més utilitzat.[33]

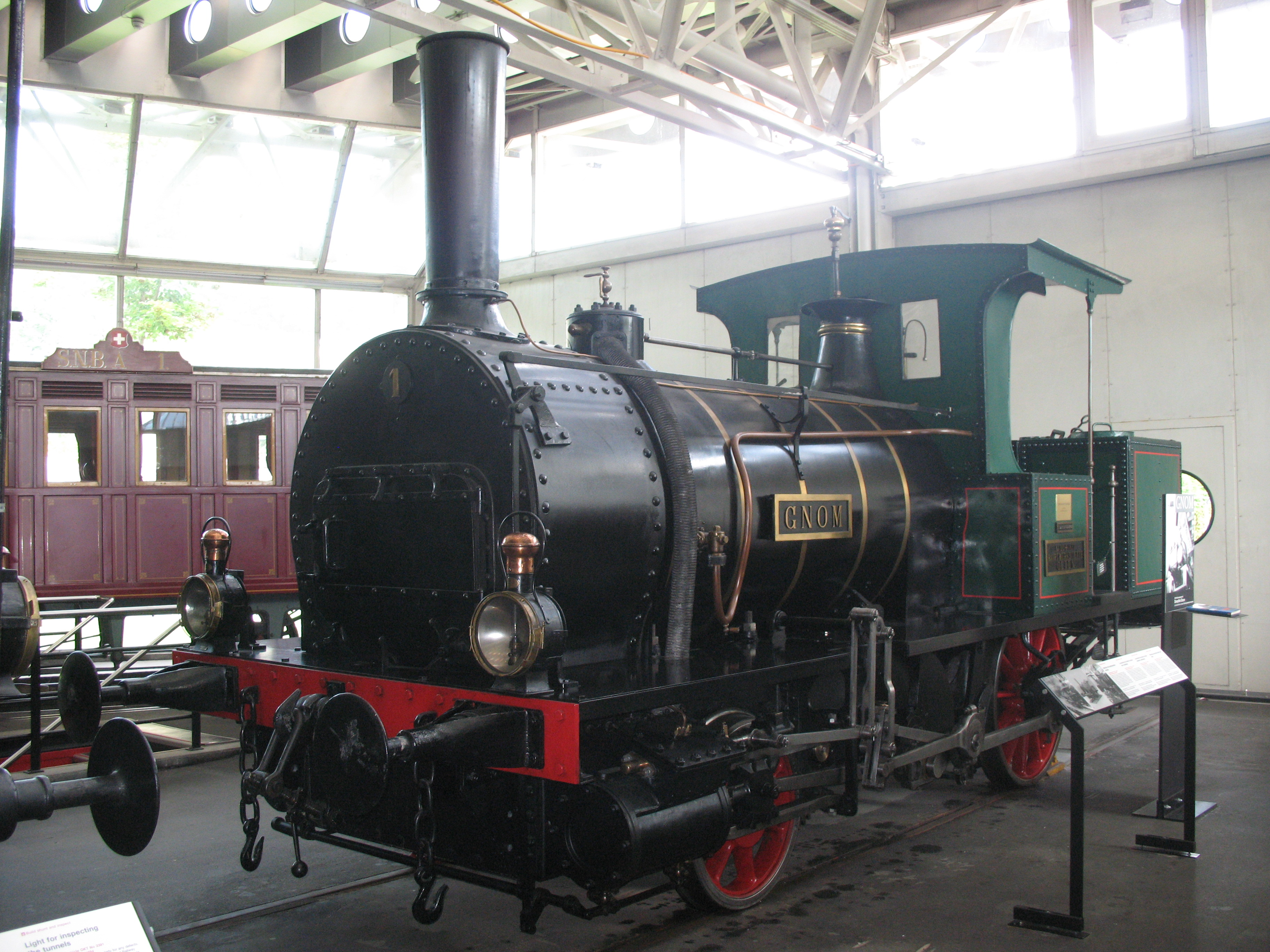
La primera locomotora de vapor mixta, amb accionament únic a les rodes convencionals, fabricada a per una industria suïssa el 1871.
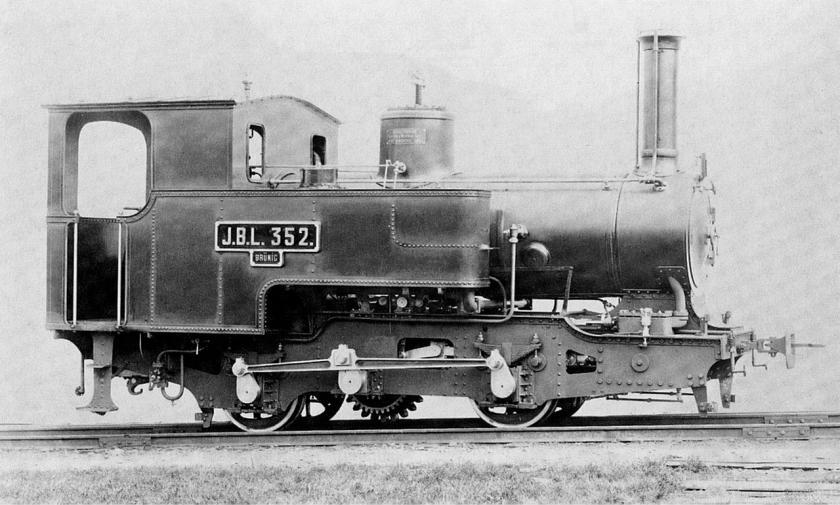
Locomotora d'un accionament a la roda dentada i transmissió per bieles a les rodes convencionals.
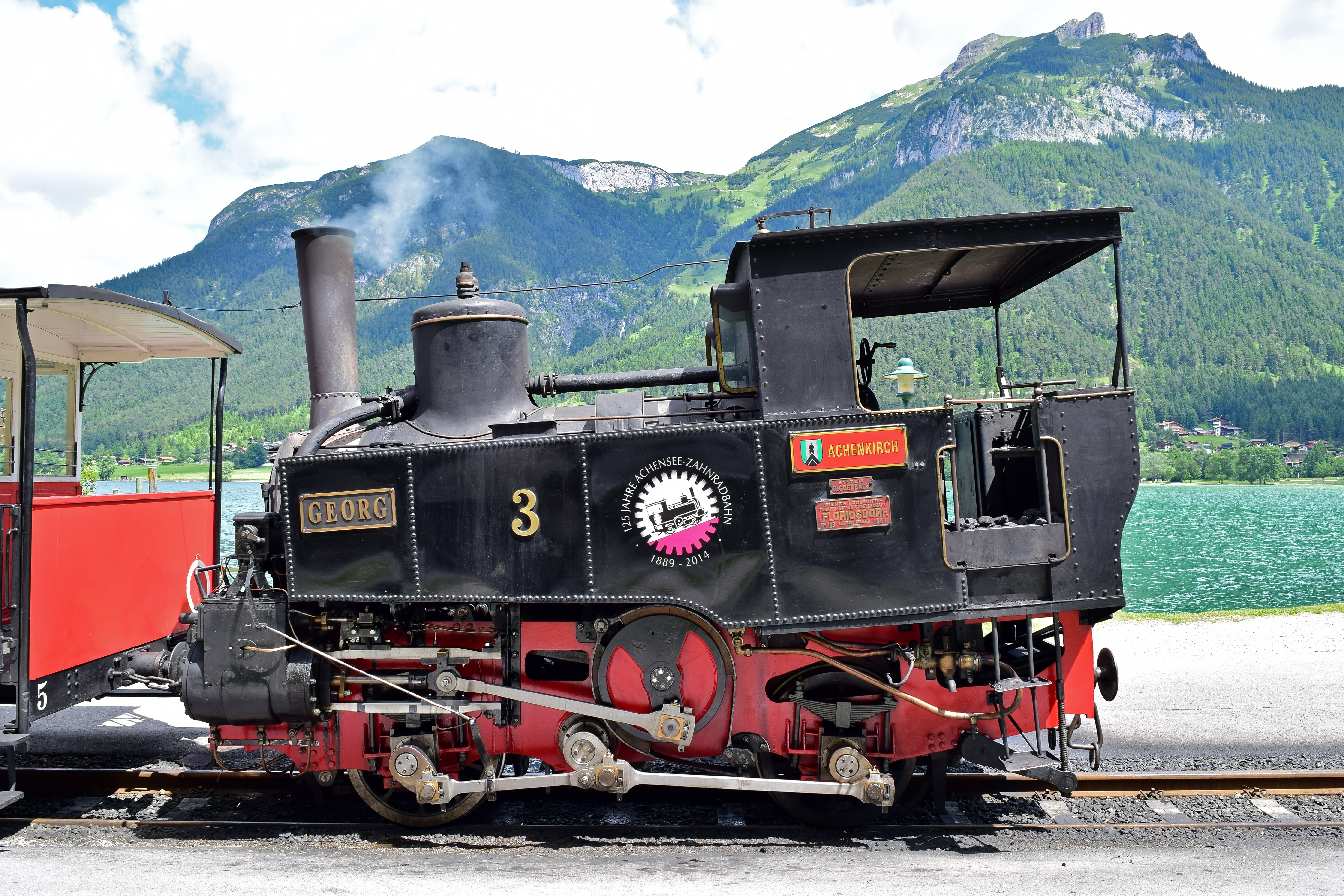
Accionament únic indirecte a través d'un engranatge reductor i transmissió per bieles, a la locomotora número 3 de l'austríac Achenseebahn.
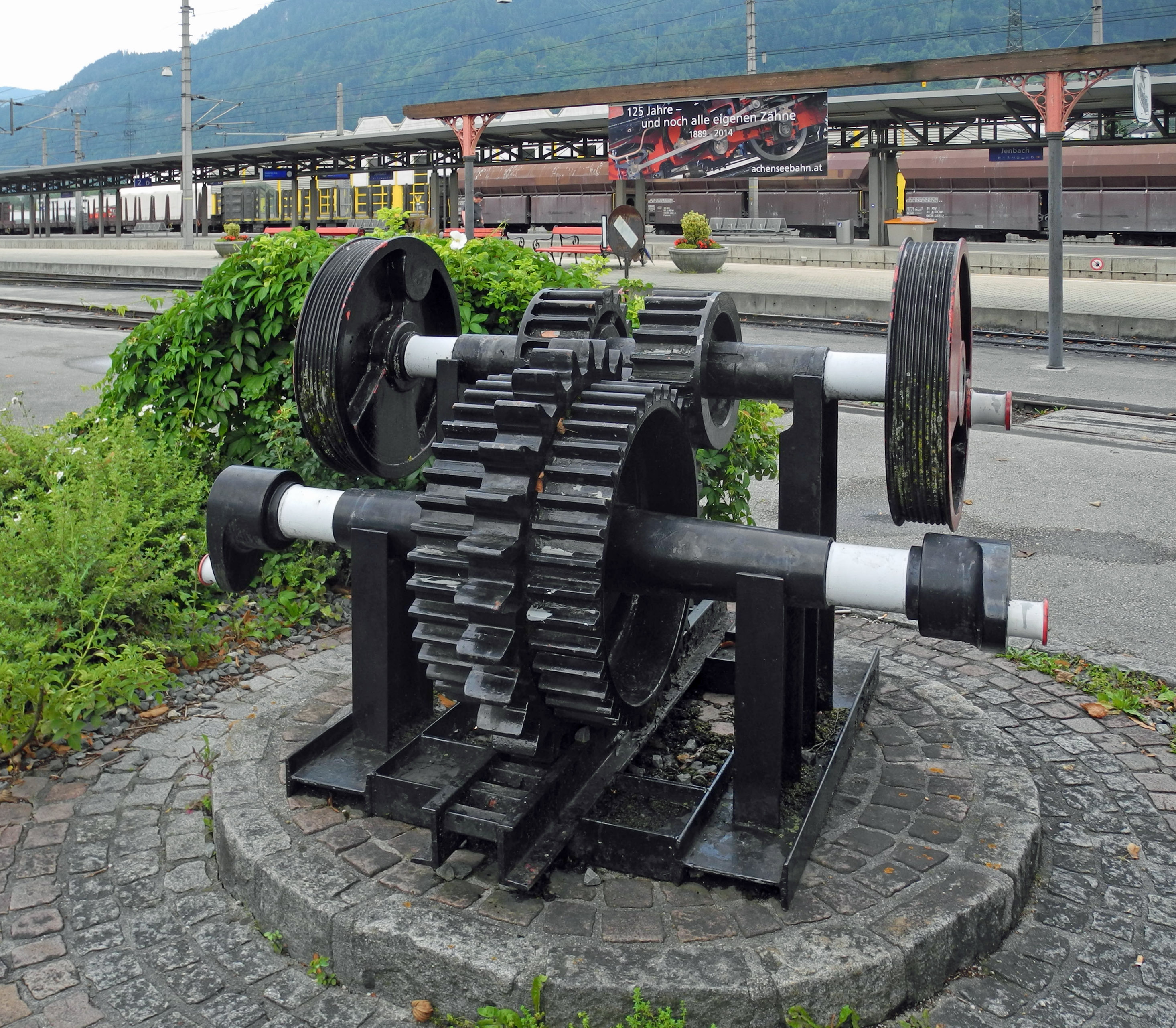
Detall de l'accionament de la locomotora anterior. La transmissió de l'esforç a la roda dentada es fa des dels volants exteriors; les manetes que surten de la roda dentada transmeten l'esforç a les rodes convencionals mitjançant bieles.
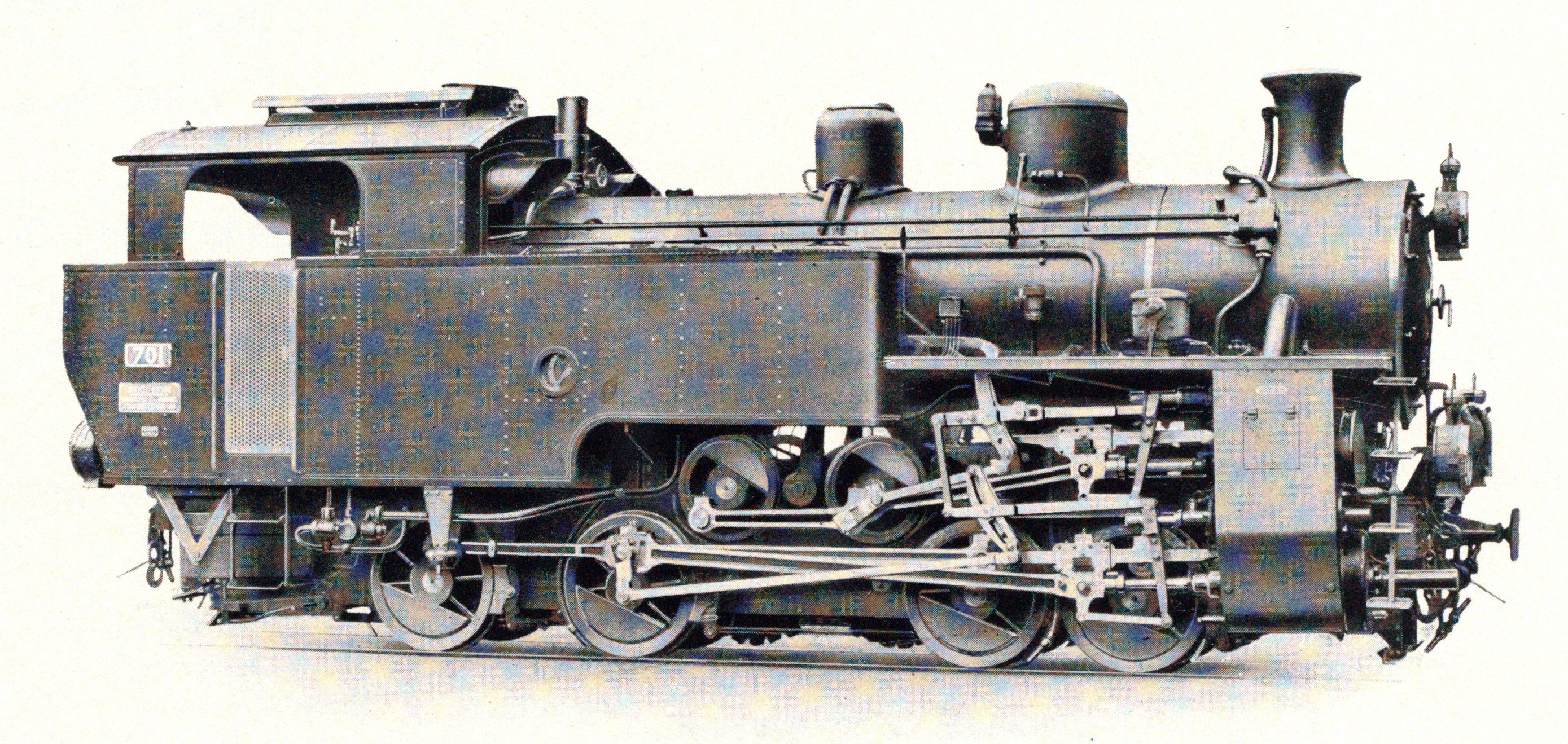
Locomotora amb doble accionament pel Vietnam.
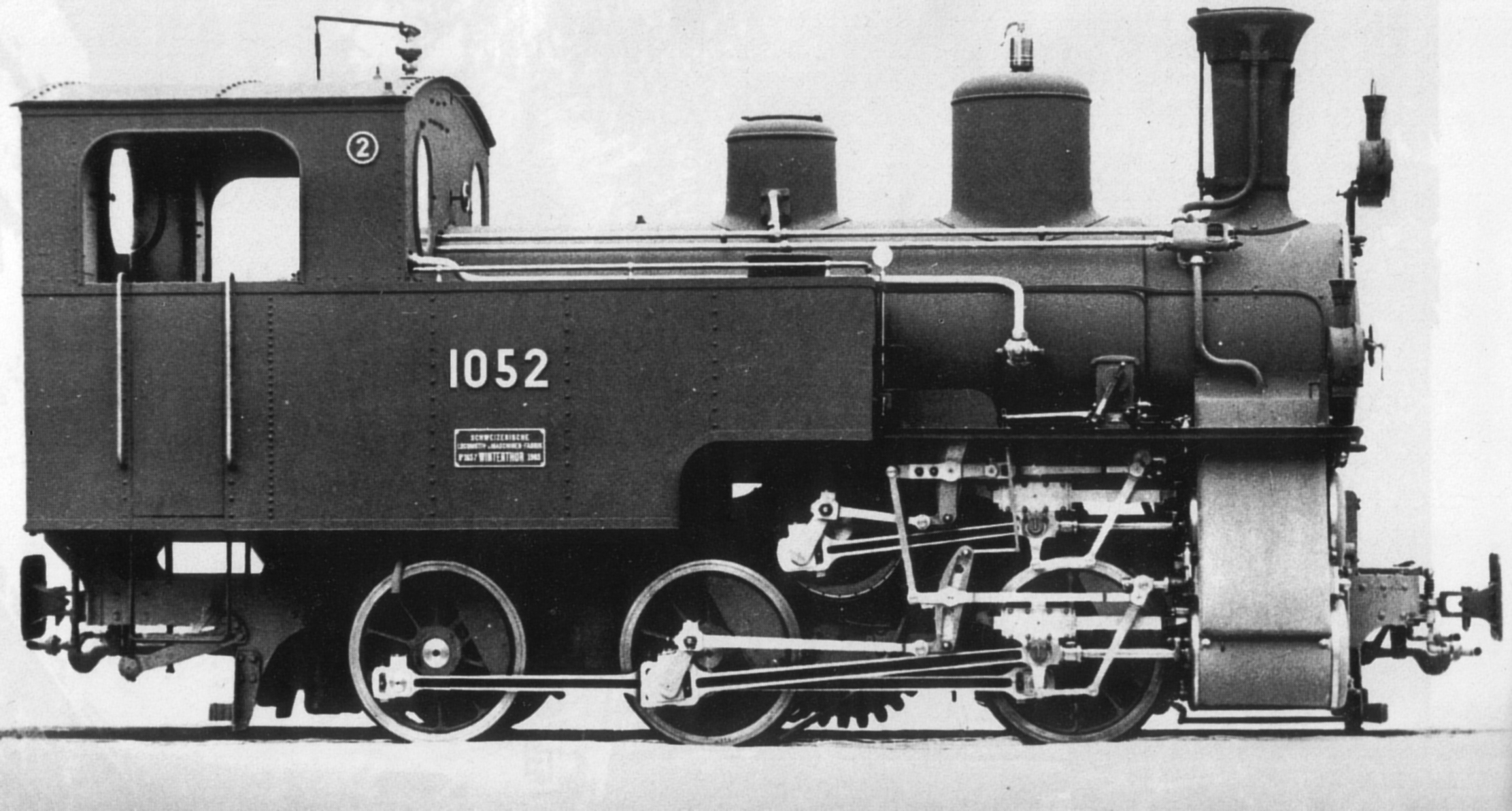
Locomotora amb doble accionament del sistema Winterthur.
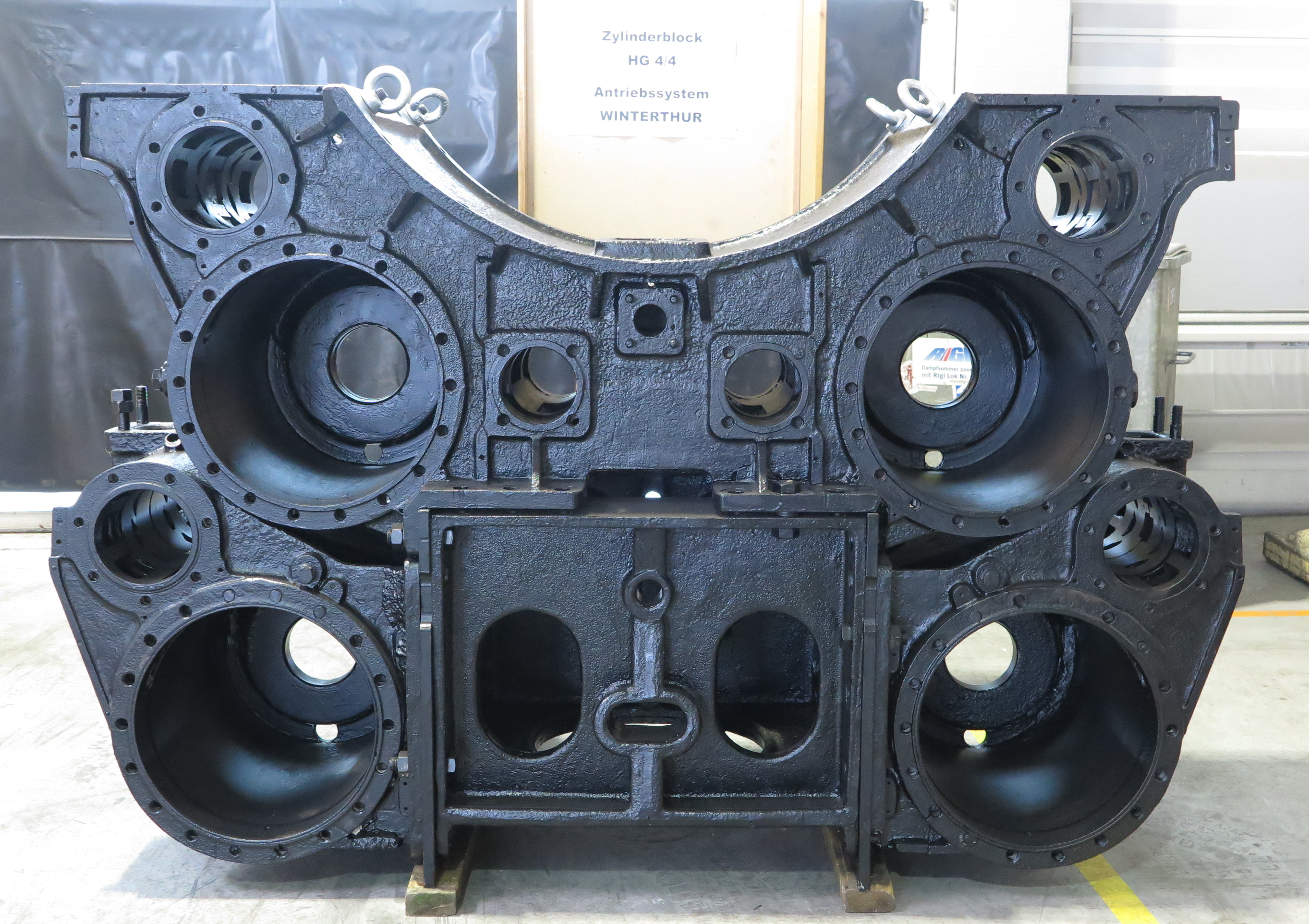
Cos dels quatre cilindres de vapor d'una locomotora amb el sistema Winterthur.

#### Vehicles de tracció elèctrica i dièsel
En aquest tipus de vehicles es fan servir tres sistemes constructius diferents:
- Accionament conjunt. Els mateixos motors, o la mateixa transmissió, accionen simultàniament les rodes ferroviàries i les rodes dentades. Tot i que totes les rodes giren a la mateixa velocitat, això només és possible amb un desgast mitjà de les rodes ferroviàries. Per tant, quan aquestes són noves o estan força desgastades, quan es circula per cremallera hi ha un inevitable lliscament de les rodes ferroviàries sobre els rails, produint un gran desgast de les mateixes. Aquest sistema només és aplicable en línies amb seccions curtes de cremallera, o a vehicles lleugers amb febles esforços de tracció.[4]
- Accionament separat. Es fan servir motors o transmissions diferents per accionar les rodes ferroviàries i les rodes dentades. Tenen l'inconvenient que requereixen molt espai dins dels vehicles per duplicar els elements motrius i/o de transmissió. També necessiten un sistema de sincronització entre els dos accionaments quan s'accedeix a la cremallera.
- Accionament embragable. Molt utilitzat, aquest sistema fa servir un embragatge a la transmissió. Quan el vehicle circula per adherència, la transmissió acciona tant les rodes ferroviàries com les dentades. En accedir a la cremallera, l'embragatge desacobla la transmissió a les rodes ferroviàries, que passen a girar lliurement, evitant el problema del desgast per lliscament. És habitual que la relació de transmissió sigui diferent pels dos tipus de tracció, per poder obtenir més velocitat en trams d'adhesió, i més força en trams de cremallera.
- Accionament diferencial. Utilitzat durant un temps en línies de fins a 125 ‰,[34] el parell motriu es divideix entre l'accionament de les rodes ferroviàries i les rodes dentades mitjançant un diferencial. Durant la circulació per trams d'adhesió, tota la força es transmet a les rodes ferroviàries; en trams de cremallera, la força es distribueix entre aquestes i les rodes dentades en funció de la demanda d'esforç o de fre.[35] Es tracta d'un equipament molt costós, que ja no s'utilitza degut a que els nous components elèctrics són més econòmics i menys voluminosos.[36]

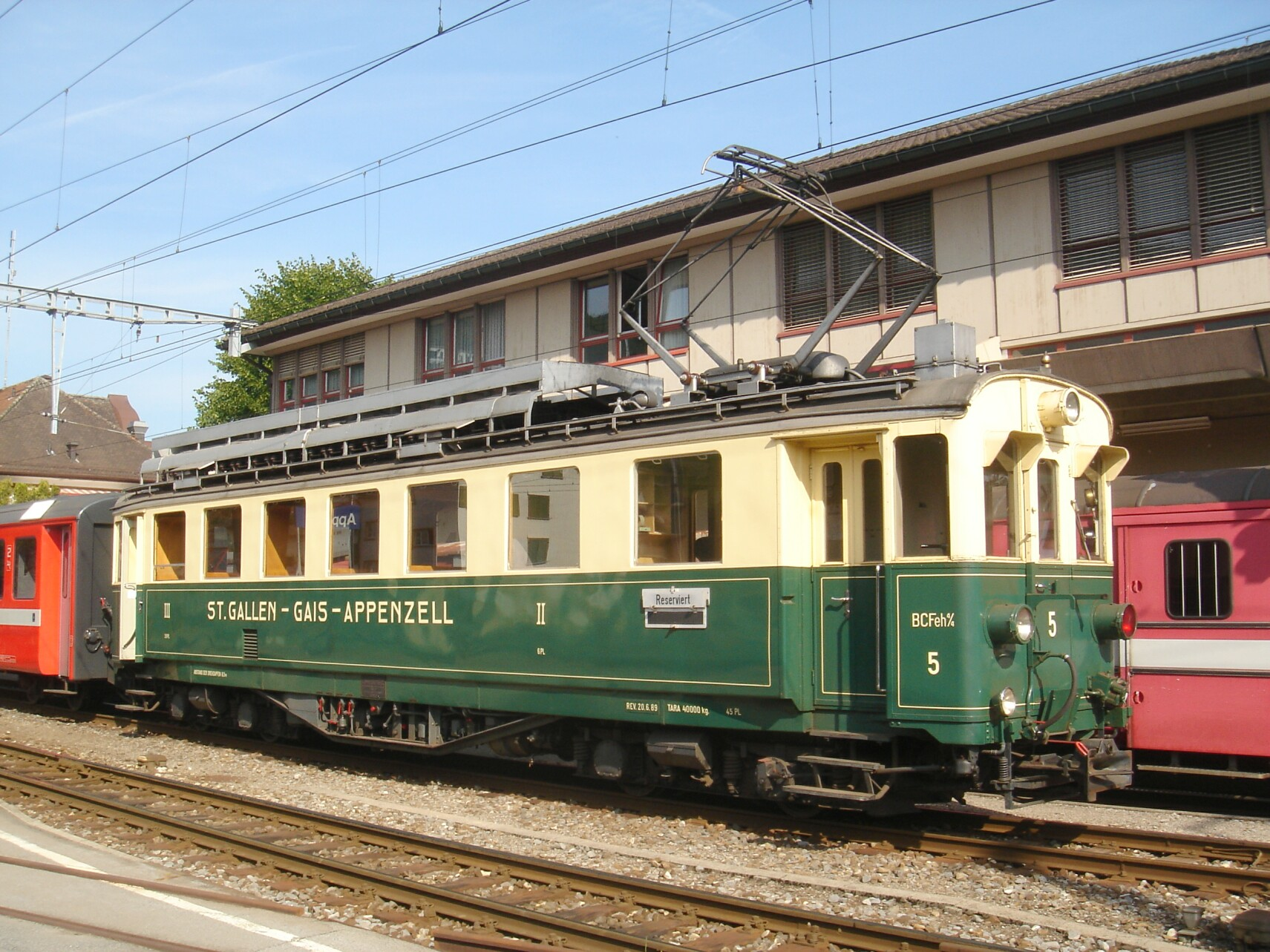
Automotor elèctric del ferrocarril suís de l'Appenzell, amb accionament conjunt. La línia per la que circulava tenia pocs trams amb cremallera.
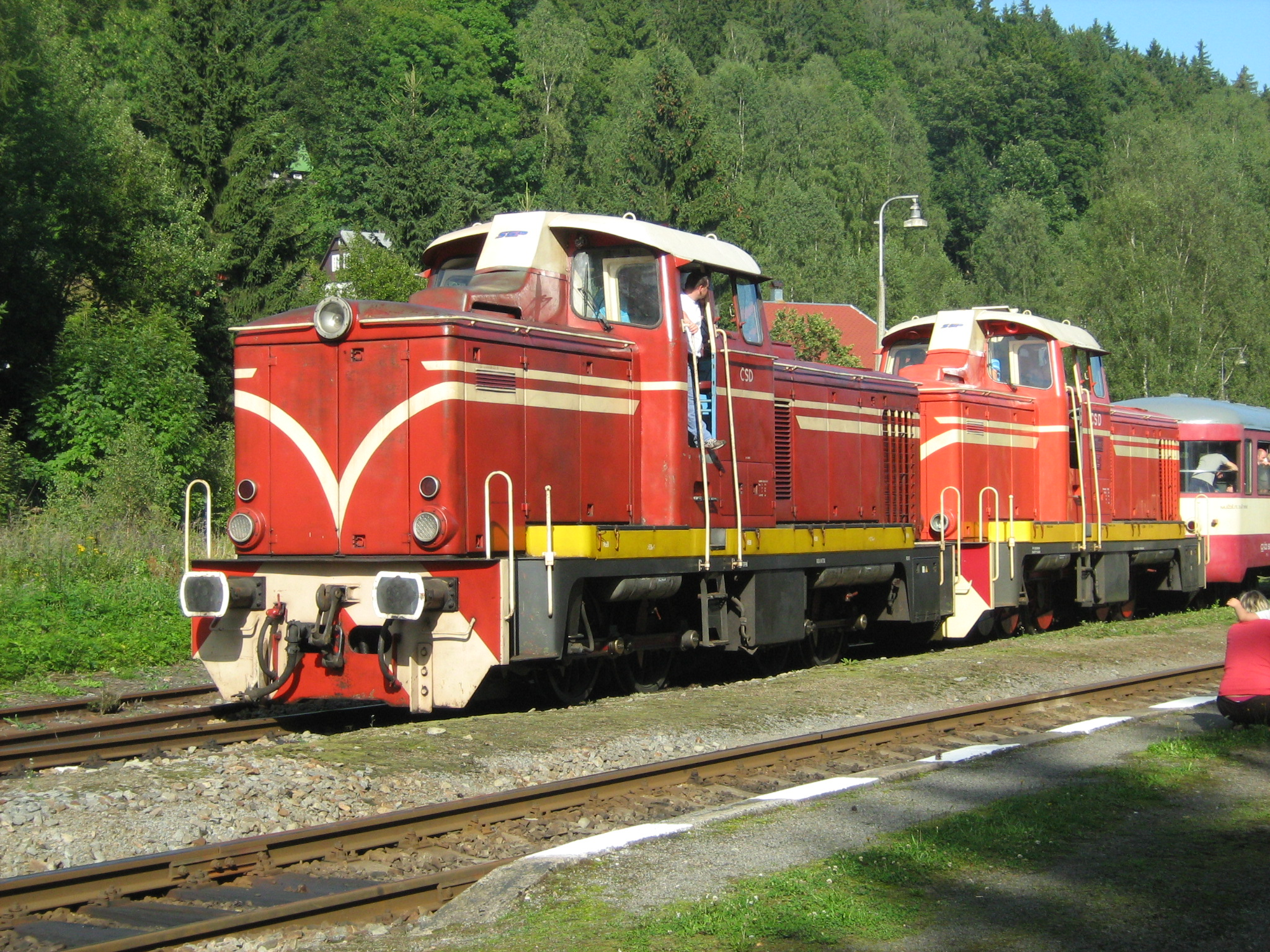
Locomotores dièsel-hidràuliques dels ferrocarrils txecs, amb dues transmissions independents per adhesió i cremallera.
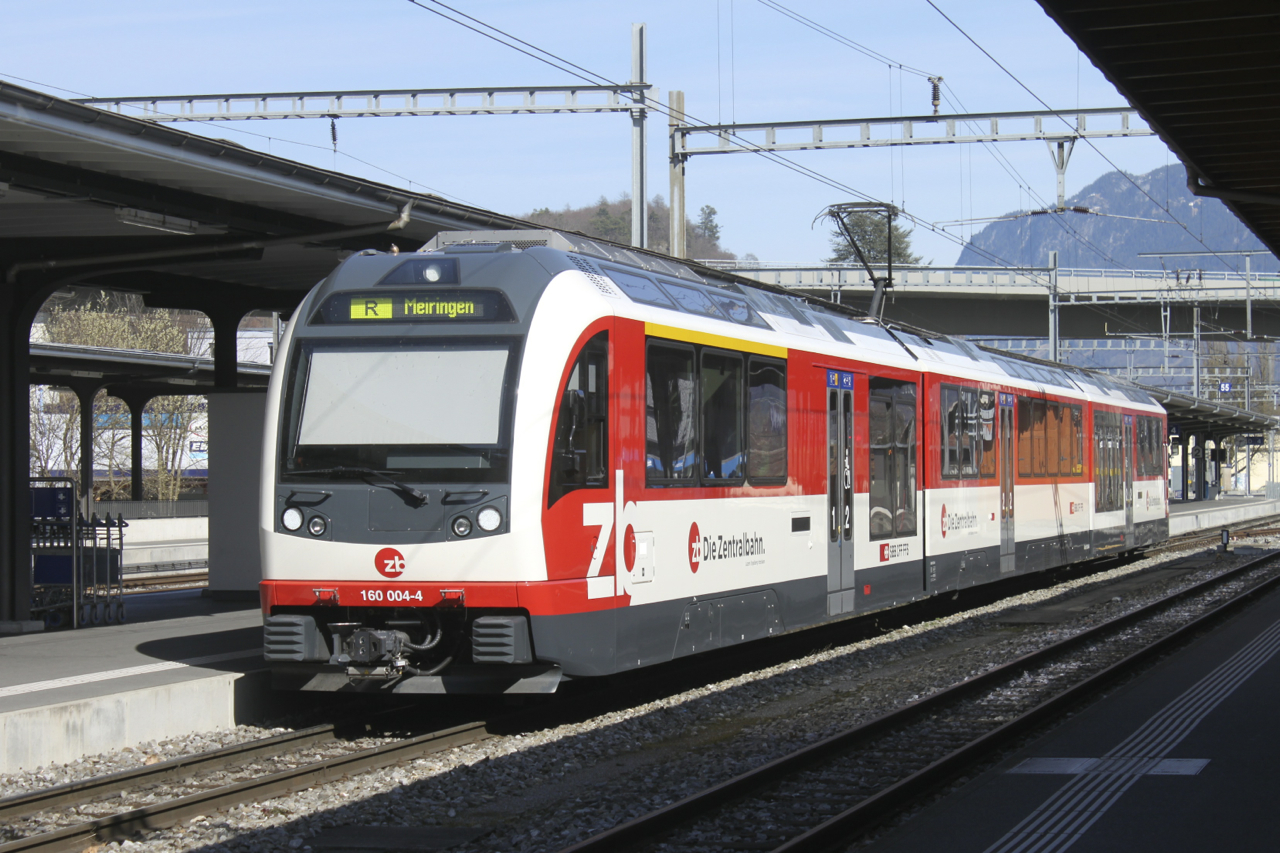
Automotor elèctric modern del Zentralbahn suís amb accionament separat. Té dos bogis motrius per adhesió, i altres dos bogis motrius diferents per cremallera.
Automotor A6 del Cremallera de Núria, amb accionament embragable, que li permet assolir els 19 km/h en trams de cremallera, i 37 km/h en trams d'adhesió.
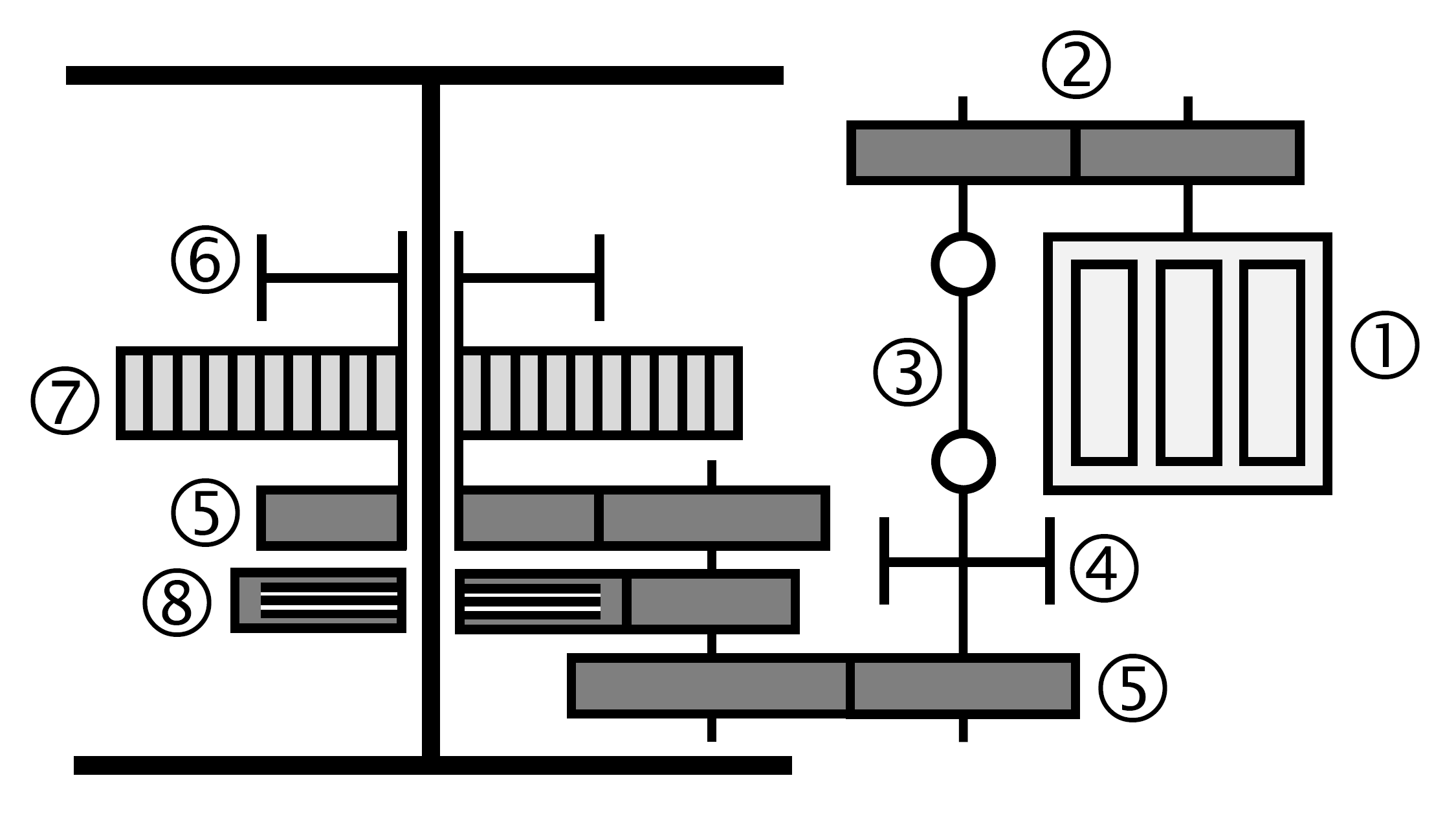
Exemple de transmissió embragable. 1) Motor de tracció. 2) Transmissió lateral. 3) Eix cardan. 4) Fre de transmissió (no habitual). 5) Transmissió reductora per cremallera. 6) Fre de cremallera. 7) Roda dentada. 8) Embragatge i engranatge de transmissió en adhesió.
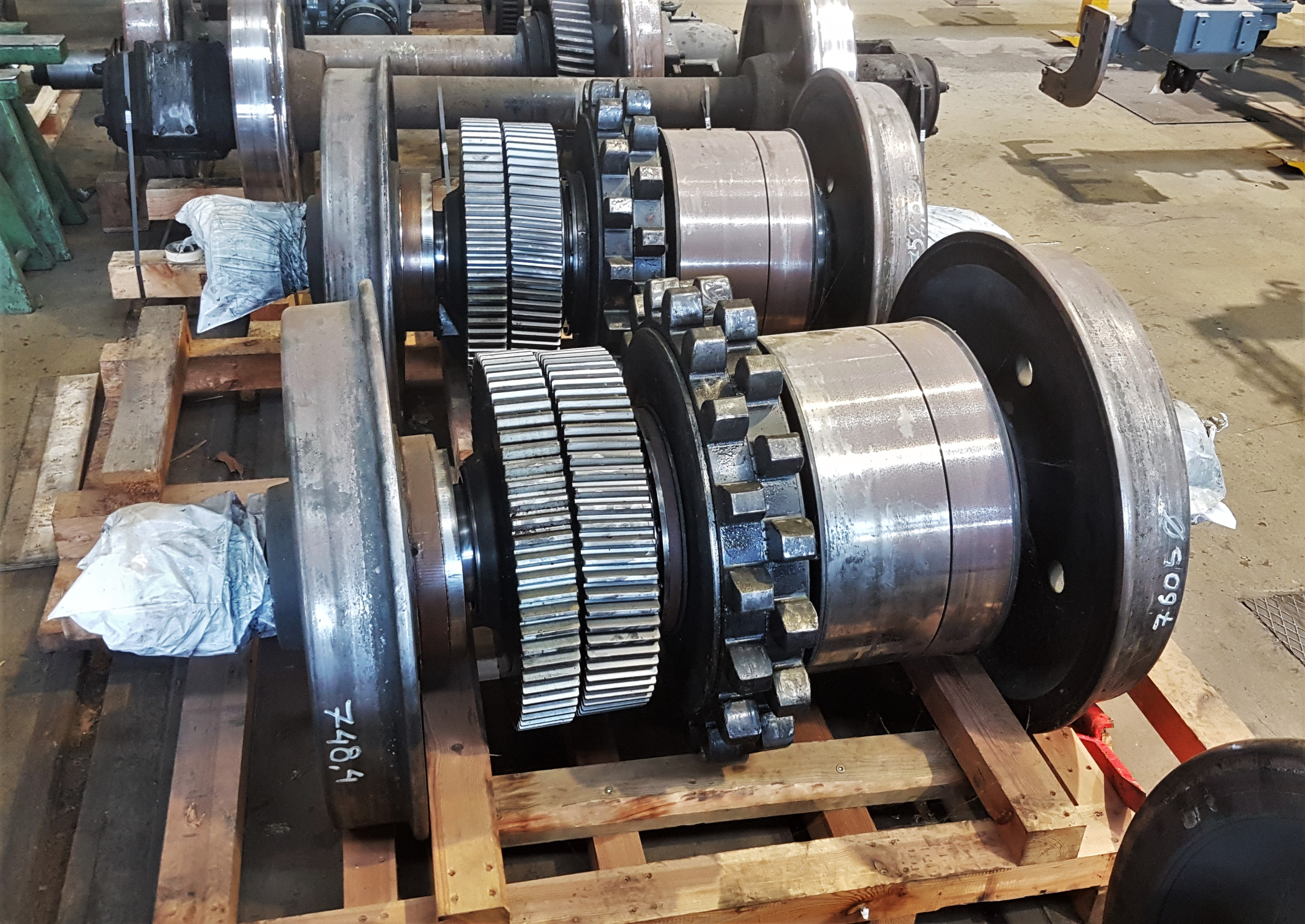
Eix motriu amb accionament embragable. A l'esquerra, els dos engranatges de les dues transmissions i l'embragatge. En el centre, les dues rodes dentades de la cremallera Abt. A la dreta, els dos tambors de fre dels sistemes 2 (esquerra) i 1 (dreta).
Locomotora Hge 4/4 II del suís Brünigbahn, amb accionament diferencial.
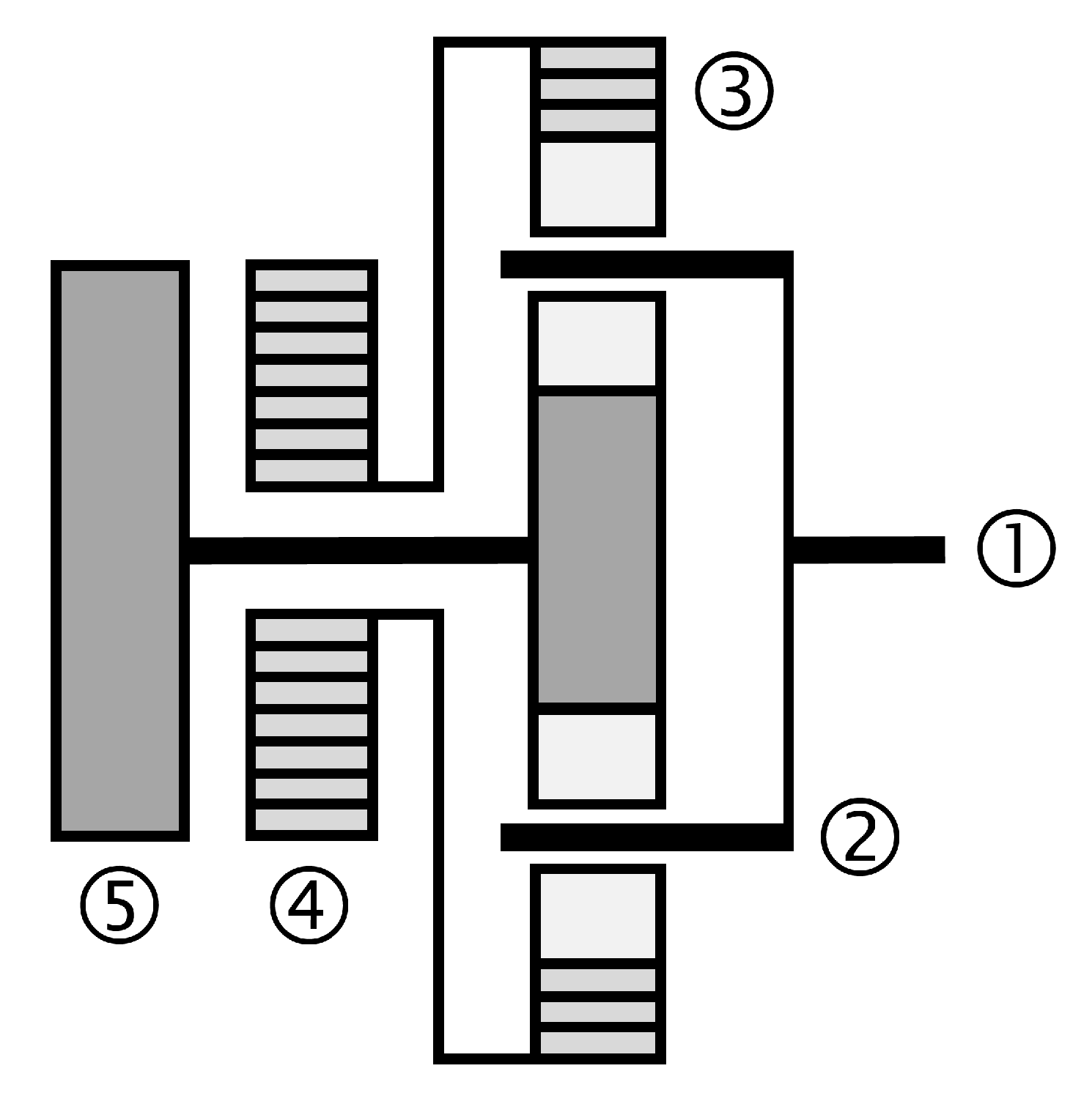
Esquema de l'accionament diferencial. 1) Eix de transmissió procedent del motor elèctric. 2) Engranatge planetari, per transmissió en adhesió. 3) Corona dentada per transmissió en cremallera. 4) Roda dentada de cremallera. 5) Roda ferroviària.

- Exemple de transmissió embragable.
1) Motor de tracció.
2) Transmissió lateral.
3) Eix cardan.
4) Fre de transmissió (no habitual).
5) Transmissió reductora per cremallera.
6) Fre de cremallera.
7) Roda dentada.
8) Embragatge i engranatge de transmissió en adhesió.
- Eix motriu amb accionament embragable. A l'esquerra, els dos engranatges de les dues transmissions i l'embragatge. En el centre, les dues rodes dentades de la cremallera Abt. A la dreta, els dos tambors de fre dels sistemes 2 (esquerra) i 1 (dreta).
- Locomotora Hge 4/4 II del suís Brünigbahn, amb accionament diferencial.
- Esquema de l'accionament diferencial.
1) Eix de transmissió procedent del motor elèctric.
2) Engranatge planetari, per transmissió en adhesió.
3) Corona dentada per transmissió en cremallera.
4) Roda dentada de cremallera.
5) Roda ferroviària.

### Frens
En línies amb forta declivitat com són les equipades amb cremallera, els frens tenen un paper fonamental. En cas de fallada dels frens, els trens poden assolir una velocitat excessiva en molt pocs segons, sent ja totalment incontrolables. Els frens han de ser capaços de:
- Mantenir la velocitat adient durant el descens, que no pot superar un determinat valor per evitar que la inèrcia sigui superior a la potència del fre (veure l'apartat Velocitats).
- Aturar el tren en qualsevol moment i punt de la línia.
- Mantenir aturat al tren durant un temps ilimitat a la rampa més forta de la línia.

La potència necessària per acomplir aquests criteris ha de ser acuradament calculada: si un fre exercís una potència excessiva podria provocar una frenada amb una desacceleració excessiva, amb risc de remuntada de les rodes dentades sobre la cremallera.
Els vehicles que circulen per aquestes línies han d'estar equipats amb diversos frens amb les característiques següents:
- No és possible utilitzar de manera continua els frens mecànics, donat que el seu escalfament els faria inoperants en molt poc temps.[37] Per tant, els vehicles motrius han de tenir frens dinàmics: les normes suïsses determinen que en línies amb rampes superiors a les 125 ‰, els vehicles motrius han de disposar necessàriament de fre dinàmic.
- En cas de vehicles amb tracció elèctrica, el fre dinàmic ha de poder funcionar en cas de manca de tensió a la catenària. En cas de vehicles amb tracció autònoma (vapor o dièsel) el fre dinàmic ha de estar operatiu en cas d'aturada dels seus motors.
- En línies amb rampes de fins a 90 ‰, han de disposar de fre mecànic d'adhesió i de fre de cremallera del sistema 2.
- En línies amb rampes superiors a 90 ‰, han de disposar de fre mecànic d'adhesió (si han de circular per trams d'aquest tipus) i de frens de cremallera dels sistemes 1 i 2.
- Donat que els frens mecànics s'han d'accionar molt ràpidament, no es pot fer servir l'accionament per aire comprimit del tipus UIC amb distribuïdors convencionals.[34]

#### Frens mecànics
Els vehicles de cremallera estan equipats amb dos frens de fricció. Tots dos han de garantir, en tot moment, l'aturada del tren en la més forta de les rampes:
- Sistema 1: és el fre de servei, accionat normalment per aire comprimit. És moderable a la frenada i a l'afluixament, i el seu funcionament es controlat a voluntat pel maquinista mitjançant els comandaments de la cabina de conducció.
- Sistema 2: és el fre d'emergència. S'afluixa normalment mitjançant aire comprimit, i s'acciona mecànicament mitjançant unes molles. No és moderable i el seu accionament pot ser o bé manual (accionat pel maquinista), o bé automàtic (accionat pels sistemes de seguretat). En trams amb cremallera, aquest sistema també es fa servir com a fre d'estacionament.

L'accionament dels frens del sistema 1, o l'afluixament dels del sistema 2, també es pot fer hidràulicament. Aquest mètode es fa servir principalment als ferrocarrils només de cremallera, doncs als mixtes s'aprofita l'aire comprimit que comanda el fre d'adhesió.
A diferència dels frens ferroviaris d'adhesió, els frens mecànics de cremallera estan formats generalment per un tambor, sobre el que freguen unes cintes. L'objectiu es obtenir una superfície de fricció molt superior a la que ofereixen els frens sabates o de discs. Aquests tambors estan acoblats rígidament a les rodes dentades. Originalment, els tambors tenien una superfície ranurada per augmentar-ne l'eficàcia. Sobre ells actuaven cintes equipades amb material de fricció de fusta dura, de bronze o de fosa grisa, que també estaven ranurats per encaixar amb les ranures del tambor. Alguns vehicles antics feien servir sabates de fre en lloc de cintes. Donades les limitacions de la fusta (es pot arribar a cremar i es desgasta molt ràpidament) i de la fosa grisa (poca fricció a velocitats elevades, però excessiva a velocitats baixes, que podria arribar a provocar la remuntada de les rodes dentades sobre la cremallera), a partir dels anys cinquanta es van començar a fer servir tambors llisos amb materials de fricció sintètics, que tenen un coeficient de fricció superior als anteriors, que es manté estable independentment de la velocitat, i suporten temperatures superiors sense perdre eficàcia.
Els vehicles remolcats han de disposar dels frens mecànics dels sistemes 1 i 2. Normalment, cada vagó o cotxe només té una roda dentada de fre equipada amb aquests sistemes, que sempre ha d'estar situada pel cantó de la vall. Aquesta roda dentada pot estar a l'eix del costat vall, i gira lliurement respecte del mateix. En vehicles de bogis, se situa a l'eix posterior o entre els dos eixos del bogi del costat vall. Si la línia té rampes superiors a les 200 ‰, o es tracta de vagons de mercaderies pesats, és convenient equipar-los amb fues rodes dentades de fre.

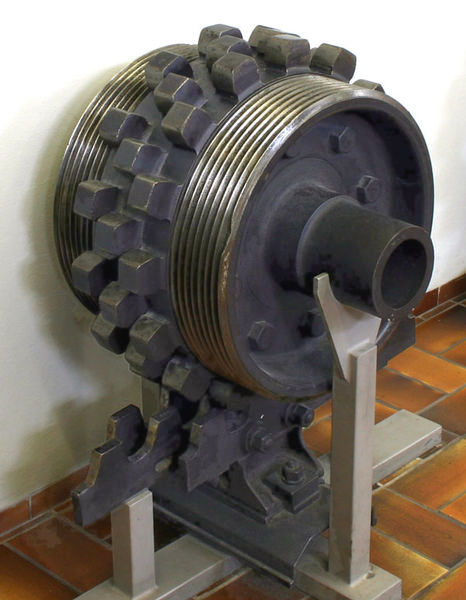
Roda dentada per cremallera Abt de tres làmines, amb dos tambors de fre ranurats.
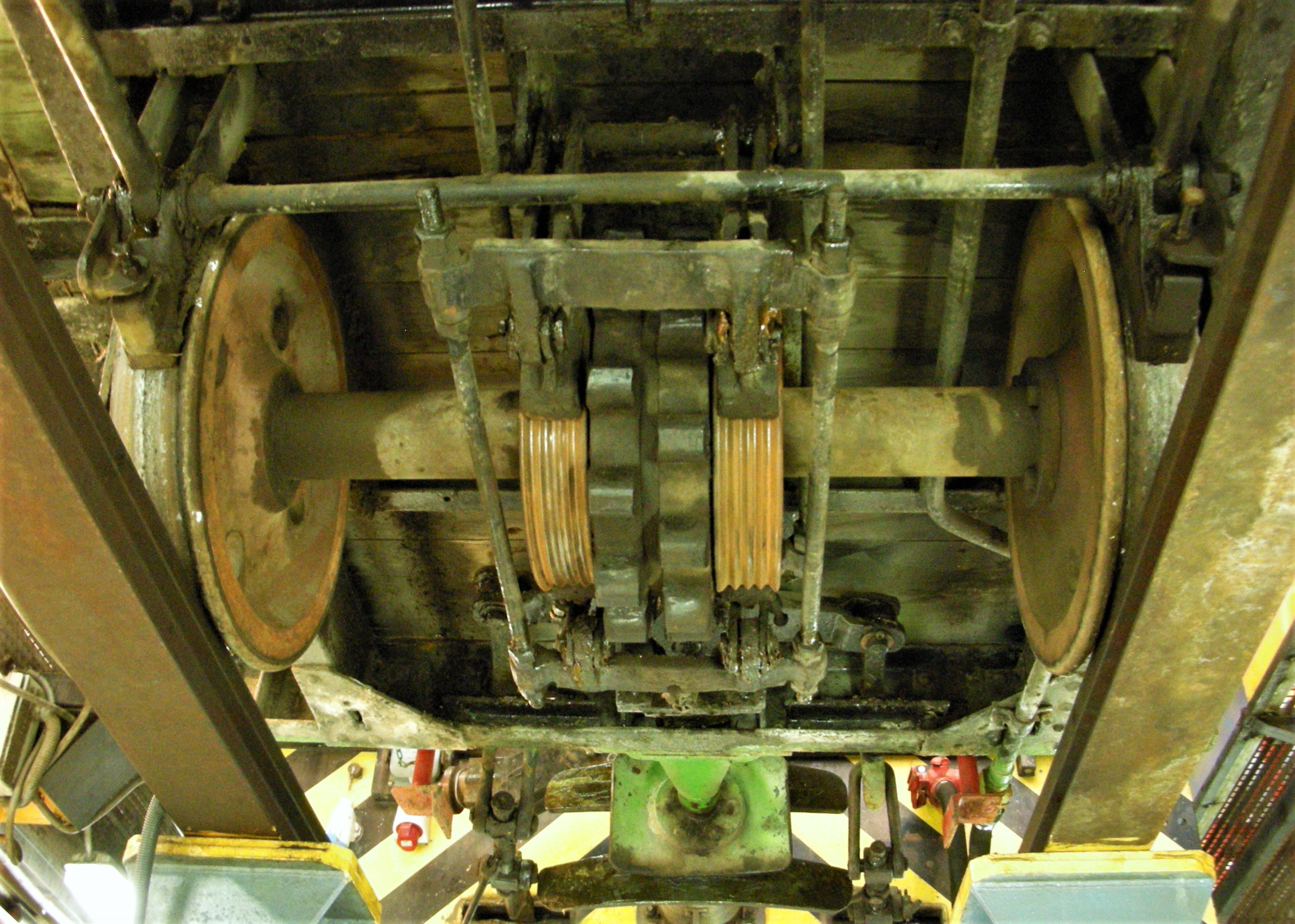
Vista inferior d'un antic vagó de cremallera del sistema Abt de dues làmines, amb dos tambors de fre ranurats i dues sabates en lloc de cintes.
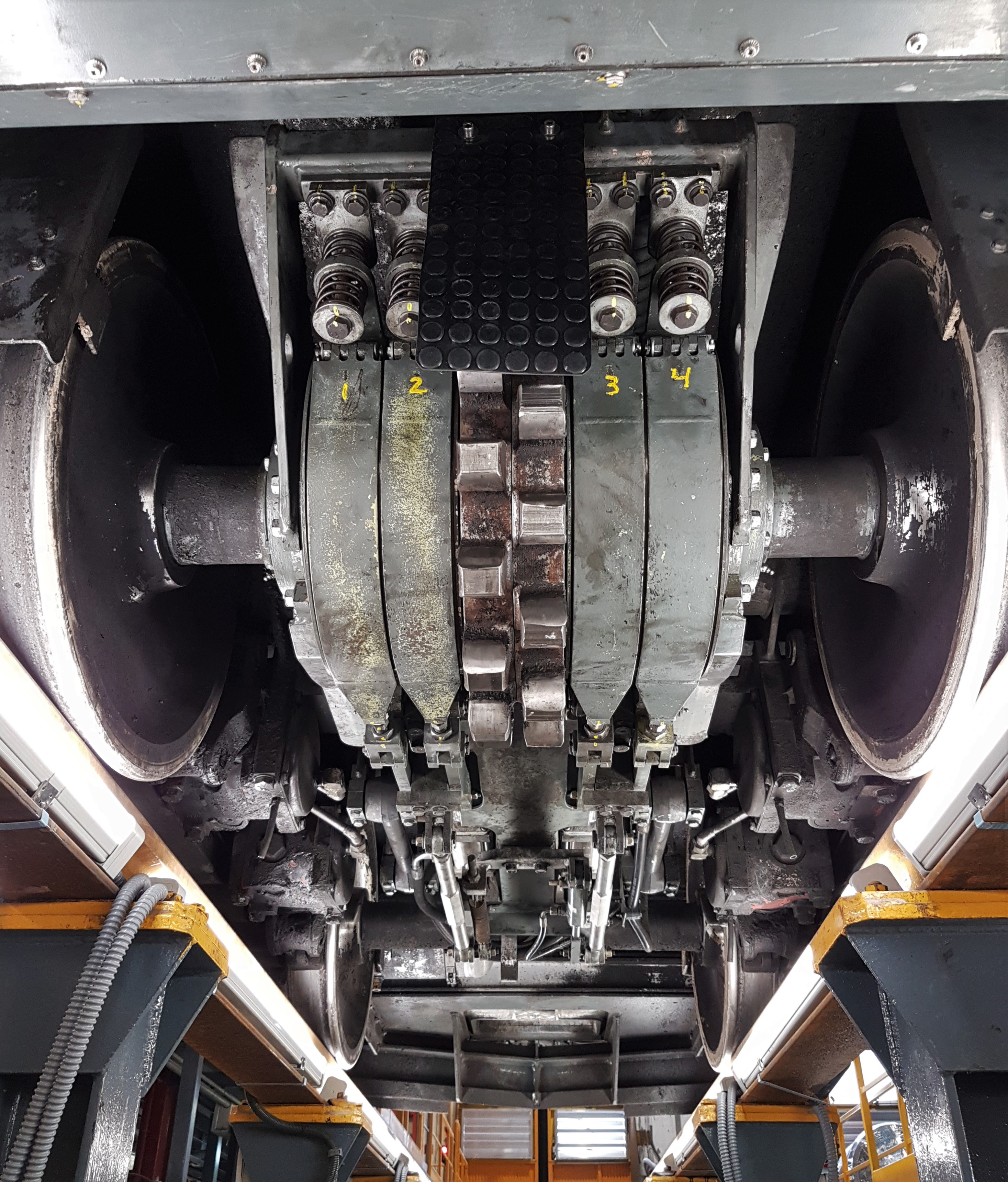
Vista inferior d'un bogi remolcat, on es poden veure les quatre cintes de fre dels sistemes 1 i 2.
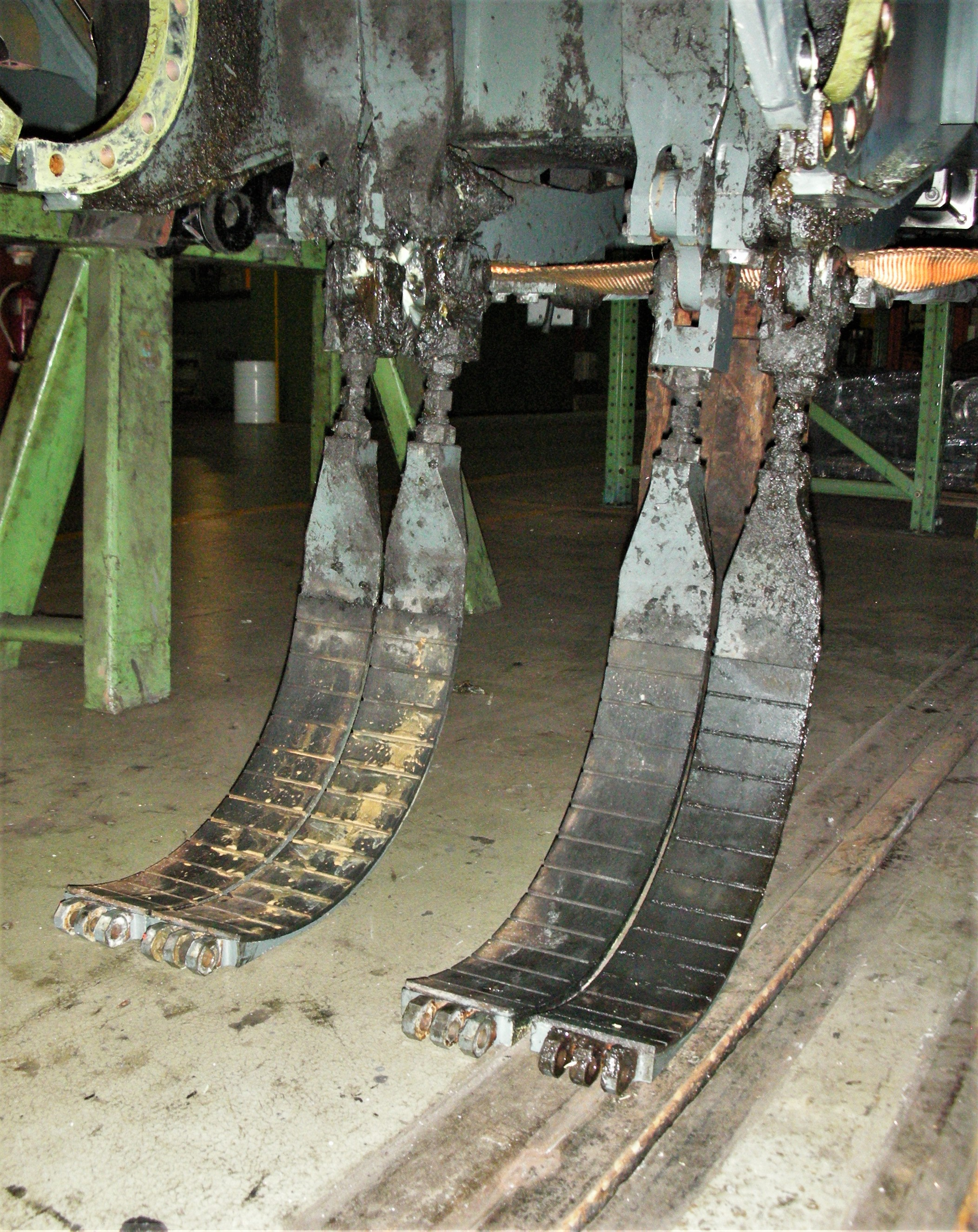
Cintes de fre amb material sintètic. Les dues d'una banda corresponen al fre del sistema 1, i les altres dues al del sistema 2.
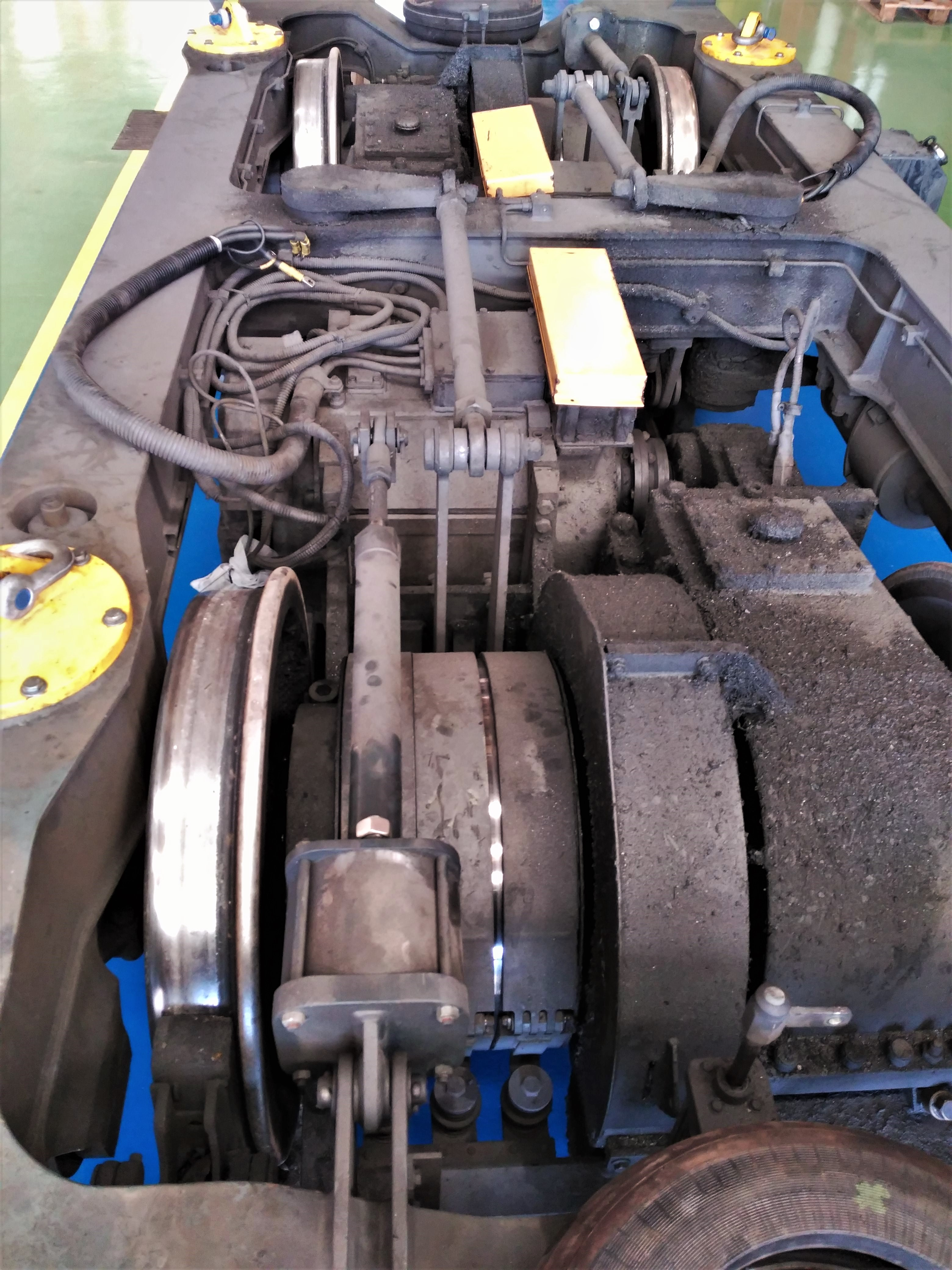
Bogi motor d'un automotor AM1-AM5 d'FGC. A l'esquerra els accionaments dels frens de cintes dels sistemes 1 (esquerra, una cinta) i 2 (dreta, dues cintes).

#### Frens dinàmics

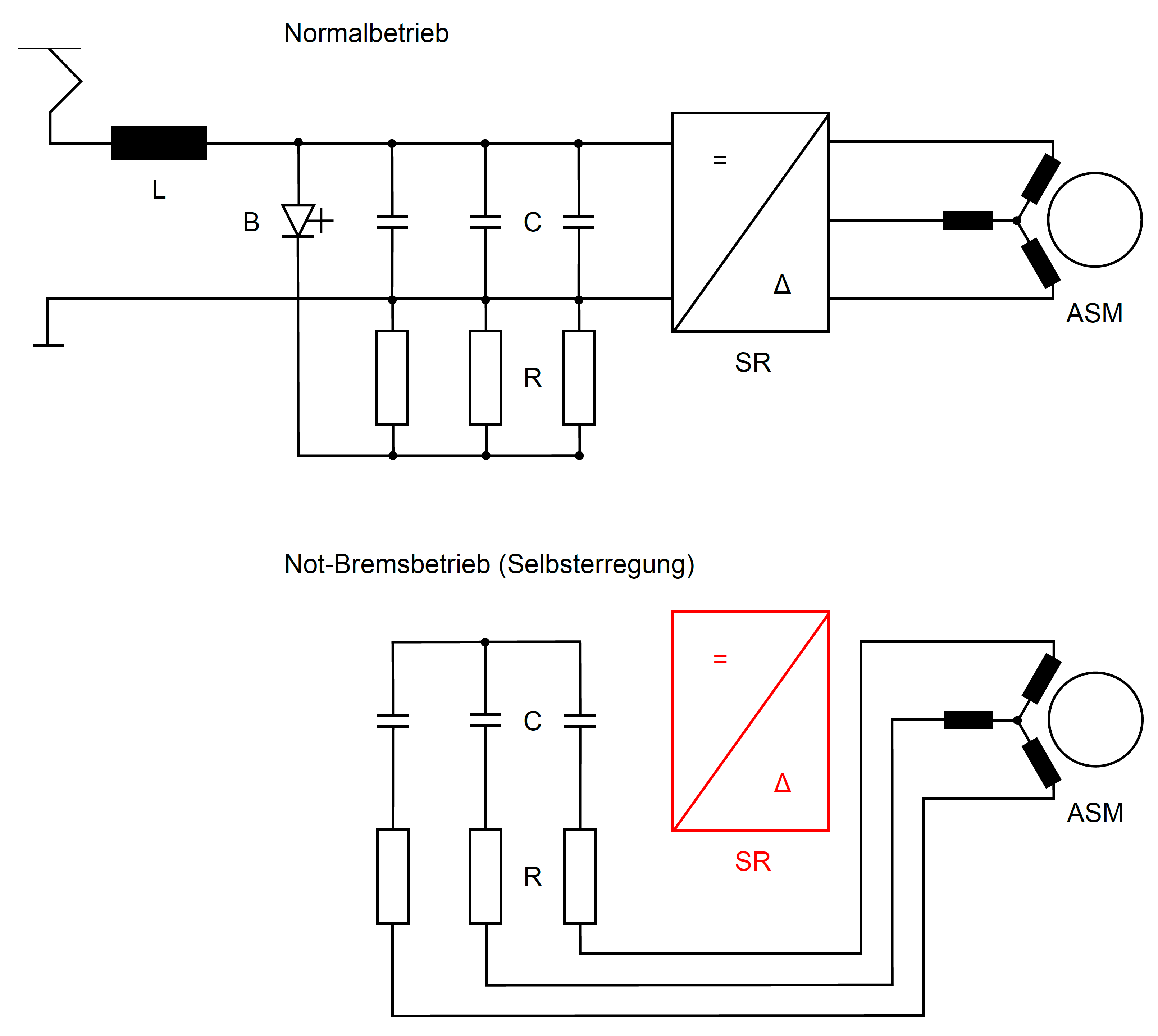
Esquema d'un vehicle per línies alimentades amb corrent continu, amb motors de tracció trifàsics asíncrons, amb possibilitat de commutar a un fre auto-excitat.
L: inductor del filtre d'entrada.
C: condensadors de filtre.
R: resistències de fre.
B: chooper de fre.
SR: convertidor de tracció.
ASM: motor de tracció.

Les locomotores de vapor estaven equipades amb l'anomenat fre de contrapressió. Inventat per Niklaus Riggenbach, utilitza els mateixos cilindres de vapor, però ara com a pistons per comprimir aire. La força que cal fer per comprimir l'aire produeix l'esforç de fre requerit. Quan es volia frenar, calia accionar el comandament corresponent per obrir l'admissió d'aire cap als cilindres. L'aire comprimit passava cap a la distribució, els tubs de presa de vapor i una vàlvula reguladora, que permetia regular l'esforç de fre variant la pressió de l'aire. Donat que aquesta compressió generava molta calor, els cilindres es refrigeraven amb aigua freda en petites quantitats.
La ràpida aplicació de l'electricitat als ferrocarrils de cremallera també va tenir en compte la facilitat que els motors elèctrics tenen per convertir-se en generadors, podent així utilitzar-se com frens dinàmics. En aquests casos, cal dimensionar adientment les resistències de fre per tal que suportin la temperatura d'un ús continuat.
Els frens elèctrics en vehicles equipats amb motors sèrie han de ser auto-excitats, de manera que en cas de manca de tensió a la catenària puguin continuar funcionant a plena potència. Si no és el cas, han d'anar equipats amb un sistema que limiti la velocitat del tren a la potència de fre que puguin desenvolupar. De fet, en el passat, era habitual que els trens elèctrics fessin el viatge descendent amb els pantògrafs baixats, per estalviar en desgast de la catenària i del fregador del pantògraf. Els vehicles moderns estan equipats amb motors de tracció trifàsics asíncrons, i els seus circuits de potència i control mitjançant convertidors no permeten l'auto-excitació dels motors elèctrics en cas de manca de corrent elèctric a la catenària. Per això porten instal·lat un sistema de fre de seguretat que, modificant les connexions del circuit elèctric de potència, permet el descens del tren a una velocitat fixa. Consisteix en connectar cadascuna de les tres fases dels motors de tracció a un circuit RC, format per les resistències de frenat i els condensadors del filtre d'entrada existents. Quan s'acciona, el vehicle inicia la marxa per gravetat i immediatament s'auto-exciten els motors de tracció, generant l'esforç de fre.
Pel que fa als vehicles de tracció dièsel, el fre dinàmic varia en funció de la transmissió escollida:
- En vehicles amb transmissió elèctrica, es fa servir el mateix sistema que en els de tracció elèctrica.
- En vehicles amb transmissió mecànica es fa servir el fre motor.
- En vehicles amb transmissió hidràulica es fa servir un convertidor de parell per retenir la circulació de l'oli i produir l'esforç de frenada.

### Acoblaments
Un dels tipus d'acoblament més utilitzats als ferrocarrils de cremallera és una variant del de topalls i ganxo amb brida i tensor utilitzat tradicionalment als ferrocarrils convencionals. Està format per un topall central i un ganxo a un costat, i una brida i tensor a l'altre, acoblats i articulats entre si per la part interior del vehicle. Si el topall és rectangular, té unes obertures laterals per permetre el moviment de les brides a les corbes més tancades. Es fan servir dues brides per augmentar la resistència dels acoblaments, donat el major pes que han de suportar en vies amb declivitat, doncs al pes dels propis vehicles cal sumar la força de la gravetat.
Modernament s'utilitzen diversos tipus d'acoblaments automàtics, com ara els +GF+, Scharfenberg, BSI o d'altres.
En línies només de cremallera, on tot el traçat és en rampa i els vehicles remolcats són empesos, s'han fet servir acoblaments simplificats, donat que els vehicles sempre estan recolzats sobre la locomotora.
Aquests acoblaments es complementen amb les connexions pneumàtiques, per governar els frens i, si és el cas, elèctriques, tant per alimentar els serveis auxiliars dels vehicles remolcats o empesos, com per transmetre les ordres de comandament en cas de composicions reversibles.

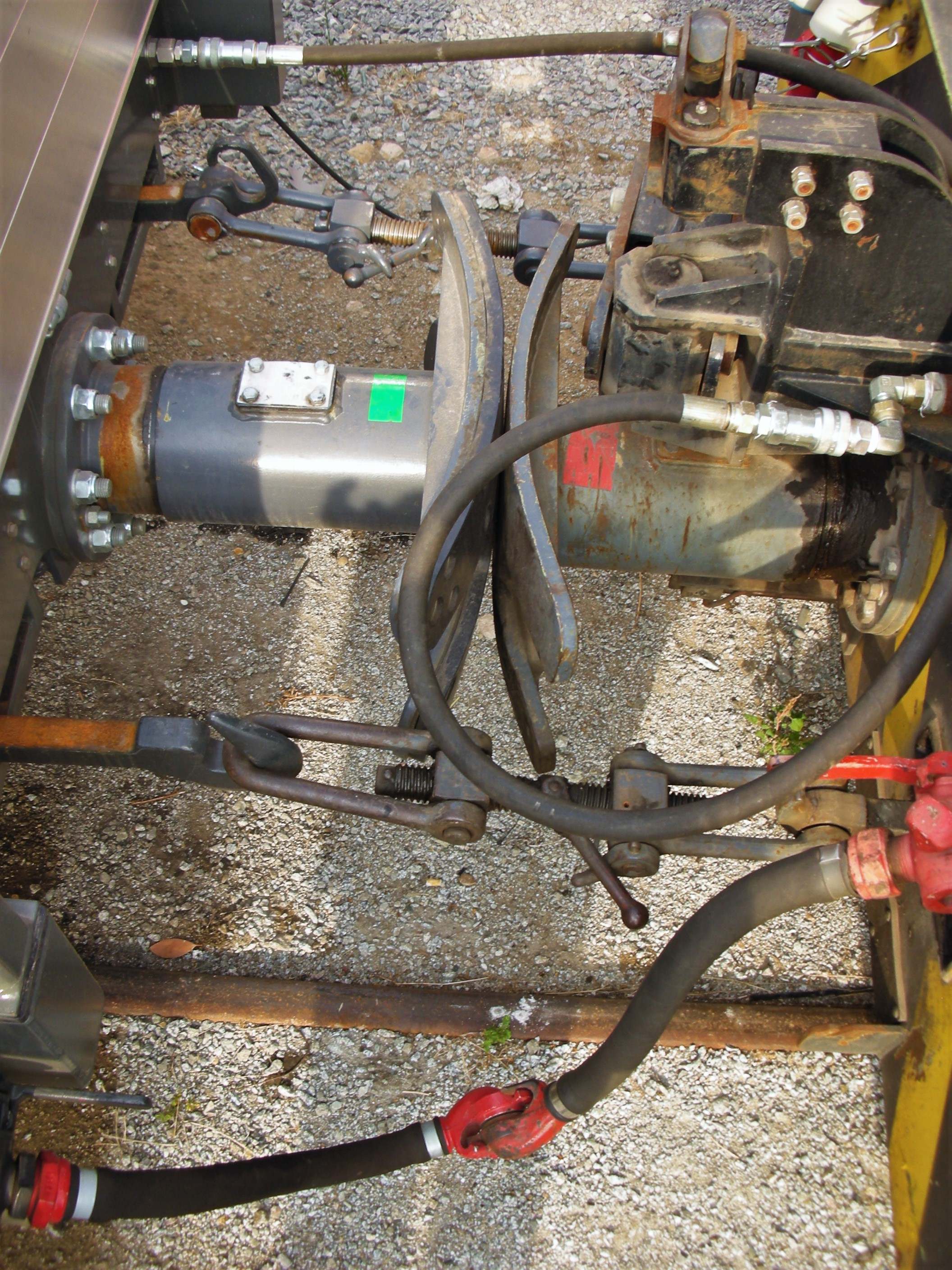
Acoblament de topall central i dos ganxos i brides.
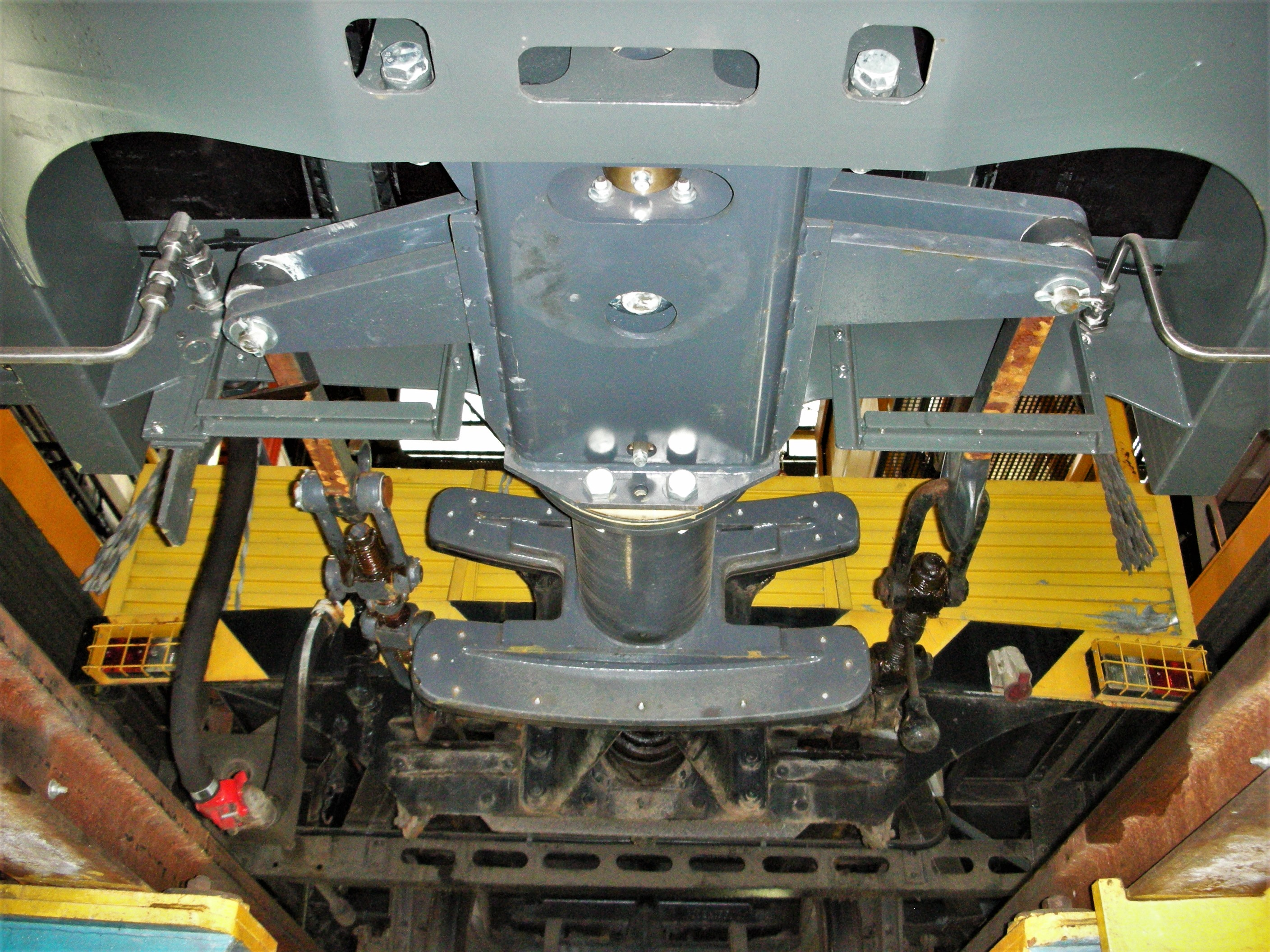
Vista inferior del mateix acoblament, amb el balancí que articula les dues brides i tensors.
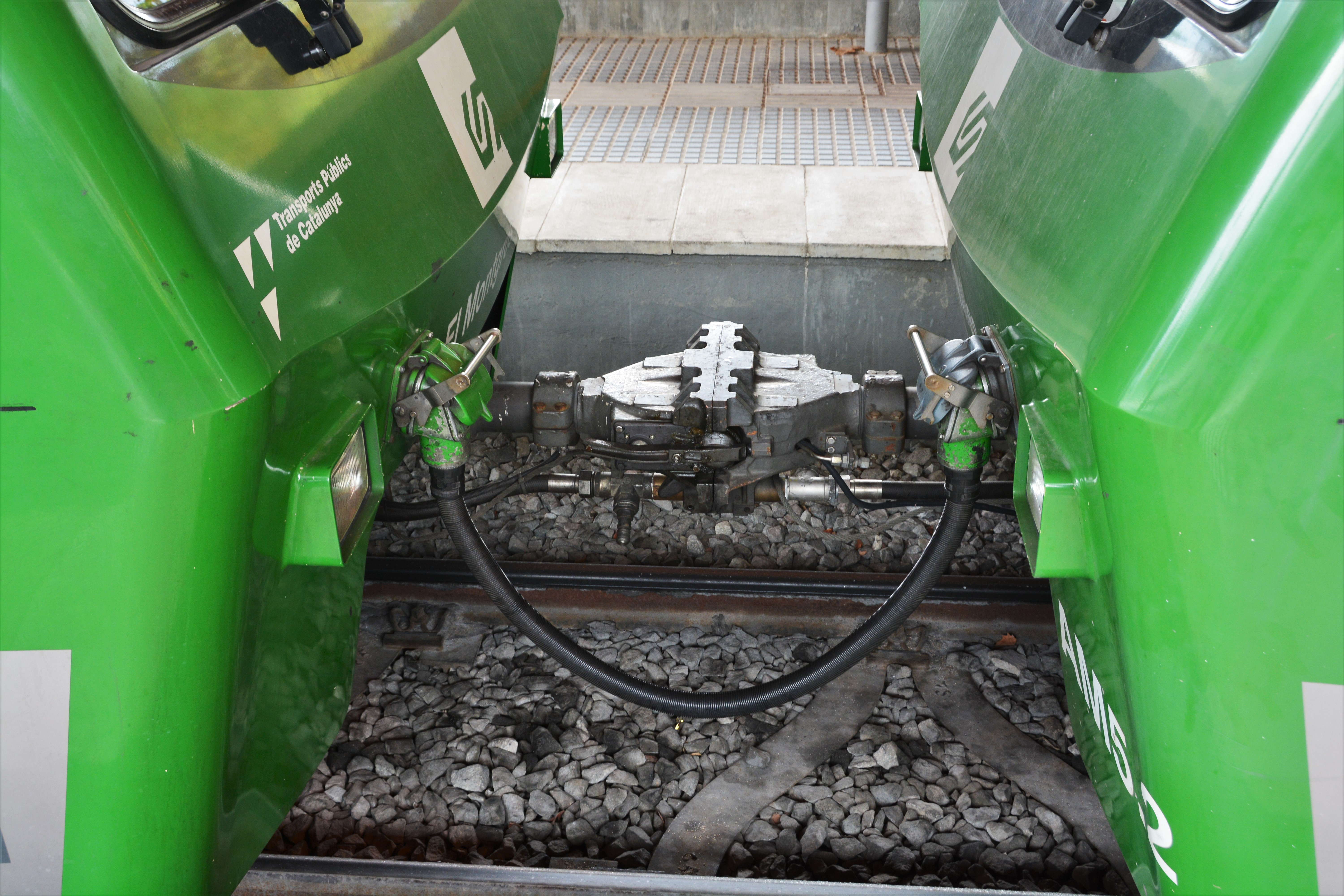
Acoblaments automàtics BSI entre dos automotors del Cremallera de Montserrat.
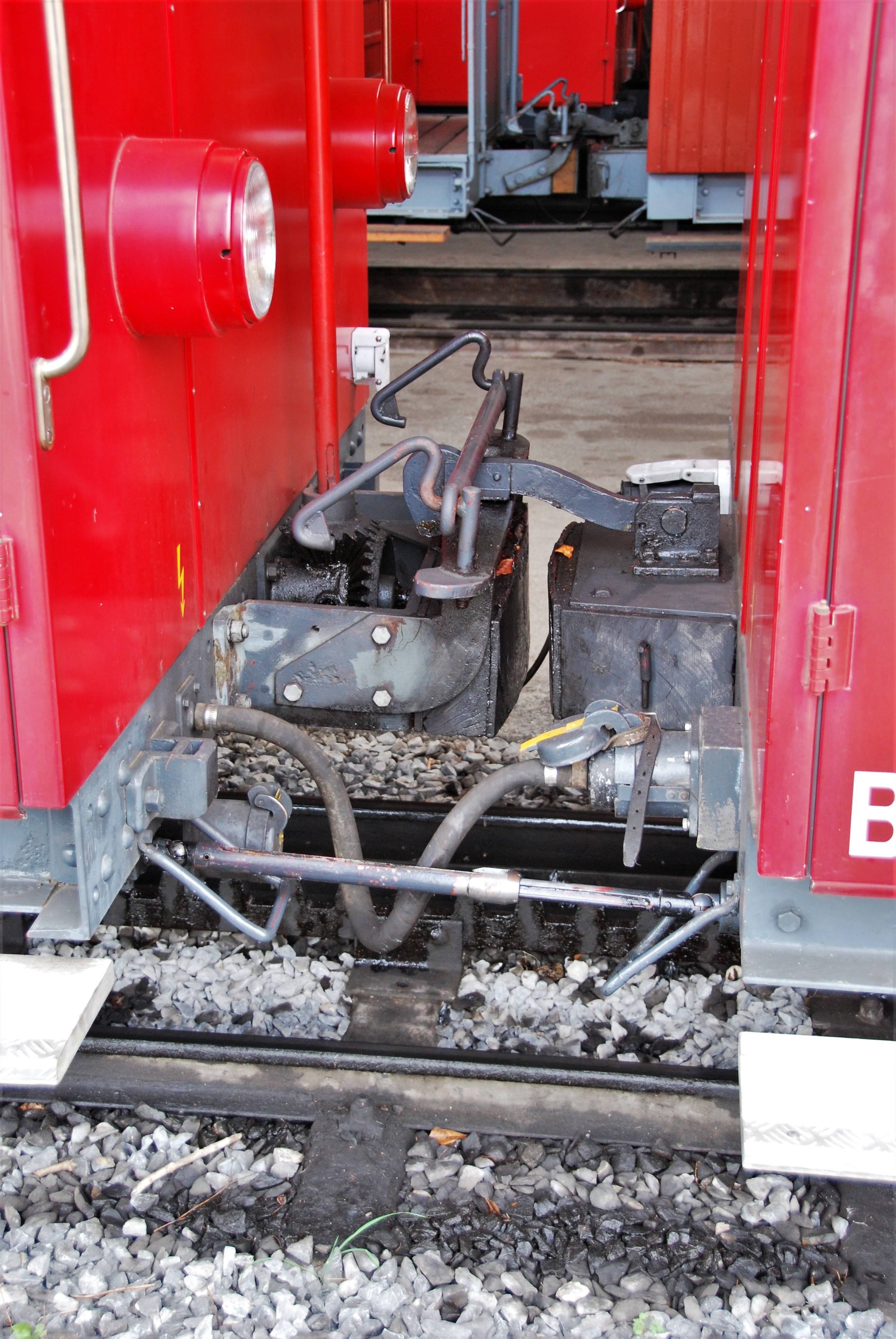
Acoblament simplificat entre dos vehicles només de cremallera al Schynige Platte-Bahn.

### Sistemes de seguretat

#### Sistema anti-retrocés
Els trens de cremallera estan equipats amb un sistema que els atura automàticament en cas de retrocés intempestiu, per evitar una marxa enrere incontrolada. Les normes suïsses fixen que quan actuï el fre d'emergència per aquest motiu, ha d'aturar el tren abans de cinc metres i sense que la velocitat depassi els 10 km/h. Aquest sistema es pot activar per:
- interruptors centrífugs,
- o per un control elèctric o electrònic connectat al sistema taquimètric.

#### Protecció contra sobre-velocitats
També estan equipats amb un sistema que provoca l'aturada d'emergència del tren en cas que la velocitat depassi en un 10 % la màxima de circulació fixada per cada situació, que normalment és diferent en sentit ascendent i en sentit descendent.

#### Canvi de règim als vehicles

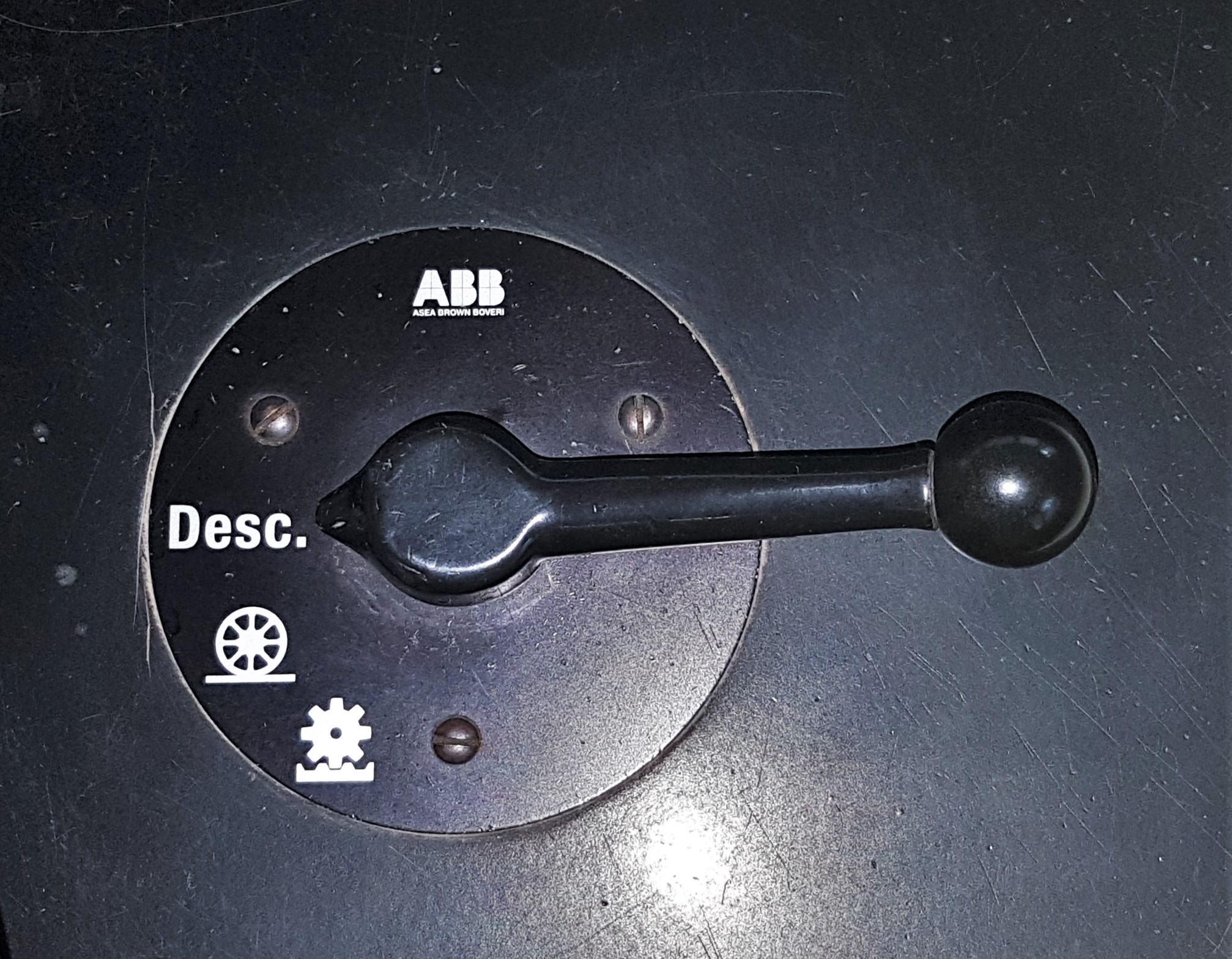
Palanca de canvi de règim a una locomotora.

Quan un vehicle ferroviari entra o surt d'un tram de cremallera en línies mixtes, ha de canviar de règim de funcionament, per tal d'adaptar-se al nou sistema. Aquest canvi de règim l'executa manualment el personal de conducció, tot i que l'acció és generalment supervisada per algun sistema automàtic, de manera que si no s'activa quan cal, s'accionen els frens d'urgència.
El canvi de règim comporta (entrant a la cremallera; quan es surt, els mateixos procesos però a la inversa):
- Canvi de sistema de tracció d'adhesió a cremallera. Si és el cas, desblocatge del diferencial o desembragatge de la tracció d'adhesió.
- Canvi dels valors màxims dels corrents elèctrics de tracció.
- Activació dels sistemes de fre 1 i 2 per cremallera i, si és el cas, desactivació dels frens d'adhesió.
- Activació dels sistemes de greixatge de la cremallera.
- A més, pot activar els sistemes de control de velocitat màxima i d'anti-retrocés.

### Caixes dels vehicles
Antigament, les caixes dels vehicles es construïen amb acer per les locomotores, i amb fusta pels cotxes de viatgers i vagons. Posteriorment es va fer servir només la construcció metàl·lica. Donat que en aquest tipus de trens és fonamental reduir al màxim el pes dels vehicles, modernament s'utilitza intensivament la construcció amb aliatges d'alumini. Interiorment, les disposicions dels vehicles destinats al transport de viatgers varien en funció de les necessitats de cada ferrocarril. Però, en general, acompleixen unes característiques comunes:
- Si la declivitat de la línia és superior a les 300 ‰, caldrà disposar el terra en forma d'esglaons, per evitar que els viatgers llisquin sobre una superfície massa inclinada.
- Si la declivitat és superior a 200 ‰, caldrà instal·lar els seients amb una certa inclinació, per tal que els viatgers que s'asseguin pel cantó vall pugin fer-ho amb comoditat.
- Donat que moltes d'aquestes línies són de muntanya, caldrà preveure paviments específics anti-lliscants i desguasos pels dies de pluja o neu.
- Els porta-equipatges han d'estar dissenyats de manera que els objectes que s'hi dipositin no es moguin per acció de la gravetat quan el tren circuli per vies amb forta declivitat. D'igual manera, si és el cas, els porta-esquís han d'assegurar que aquests elements quedin ben subjectats.

## Explotació
L'explotació dels ferrocarrils de cremallera té algunes particularitats que la diferencien dels ferrocarrils convencionals. La principal és que no és necessari l'ús de sistemes de blocatge tan sofisticats: degut a la baixa velocitat de circulació dels trens de cremallera, i a la capacitat que tenen d'aturar-se en distàncies molt curtes, el risc d'accident per atrapament o xoc frontal entre trens és mínim. Per tant, la distància entre trens que es succeeixen en el mateix sentit de marxa pot ser molt menor. En canvi, cobra especial importància en les línies de cremallera la senyalització (i/o protecció automàtica) dels canvis d'agulles, doncs el seu ultrapassament quan no estan ben posicionats implica un descarrilament inevitable.

### Velocitats
Les velocitats màximes de circulació en trams de cremallera són força reduïdes, tan pels aspectes tècnics de la interacció roda dentada-carril dentat com, especialment, per garantir una frenada segura durant el descens: les forces exercides sobre la cremallera en cas de velocitat excessiva podrien suposar que la roda dentada la remuntés, provocant un accident.
La norma tècnica suïssa (d'aplicació habitual arreu) indica les velocitats màximes en funció de la declivitat i de tres categories de trens. Les velocitats del següent quadre són obligatòries durant el descens; durant els viatges ascendents, les velocitats poden ser superiors, i normalment venen delimitades per l'esforç de tracció que pot desenvolupar el vehicle motriu. En qualsevol cas, com a norma general la velocitat màxima en trams de cremallera no pot ser superior a 40 km/h.
Les tres categories de trens són:
- Categoria 1: vehicles construïts abans de 1972.
- Categoria 2: vehicles conformes a les disposicions de l'actual Ordenança sobre els ferrocarrils.
- Categoria 3: vehicles de la categoria 2 que, a més:
  - siguin de bogis;
  - els frens mecànics han d'estar repartits uniformement per tot el tren, de manera que cada vehicle pugui frenar el seu pes brut;
  - l'acció del fre ha de ser simultània a tots els vehicles del tren, i proporcional al pes a frenar a cada vehicle;
  - que els aparells de tracció i xoc acompleixin les normes de l'Ordenança.
  - si circulen vehicles motrius acoblats, ho han de fer necessàriament en comandament múltiple.

| Declivitat  | ≤ 20 ‰ | 30 ‰ | 50 ‰ | 60 ‰ | 70 ‰ | 80 ‰ | 90 ‰ | 100 ‰ | 110 ‰ | 120 ‰ | 130 ‰ | 145 ‰ | 160 ‰ | 180 ‰ | 200 ‰ | 250 ‰ | 300 ‰ | 390 ‰ | 480 ‰ |
| ----------- | ------ | ---- | ---- | ---- | ---- | ---- | ---- | ----- | ----- | ----- | ----- | ----- | ----- | ----- | ----- | ----- | ----- | ----- | ----- |
| Categoria 1 | 35     | 35   | 30   | 28   | 26   | 24   | 22,5 | 21    | 20    | 19    | 18    | 17    | 16    | 15    | 14    | 12    | 10,5  | 8     | 6     |
| Categoria 2 | 40     | 37,5 | 33   | 30,5 | 29   | 27   | 25,5 | 24    | 23    | 21,5  | 21    | 19,5  | 18,5  | 17    | 16    | 14    | 12    | 9,5   | 7     |
| Categoria 3 | 40     | 40   | 40   | 39   | 36   | 34   | 32   | 30    | 29    | 27,5  | 26,5  | 24,5  | 23    | 21,5  | 20    | 17,5  | 15    | 12    | 9     |

### Circulació

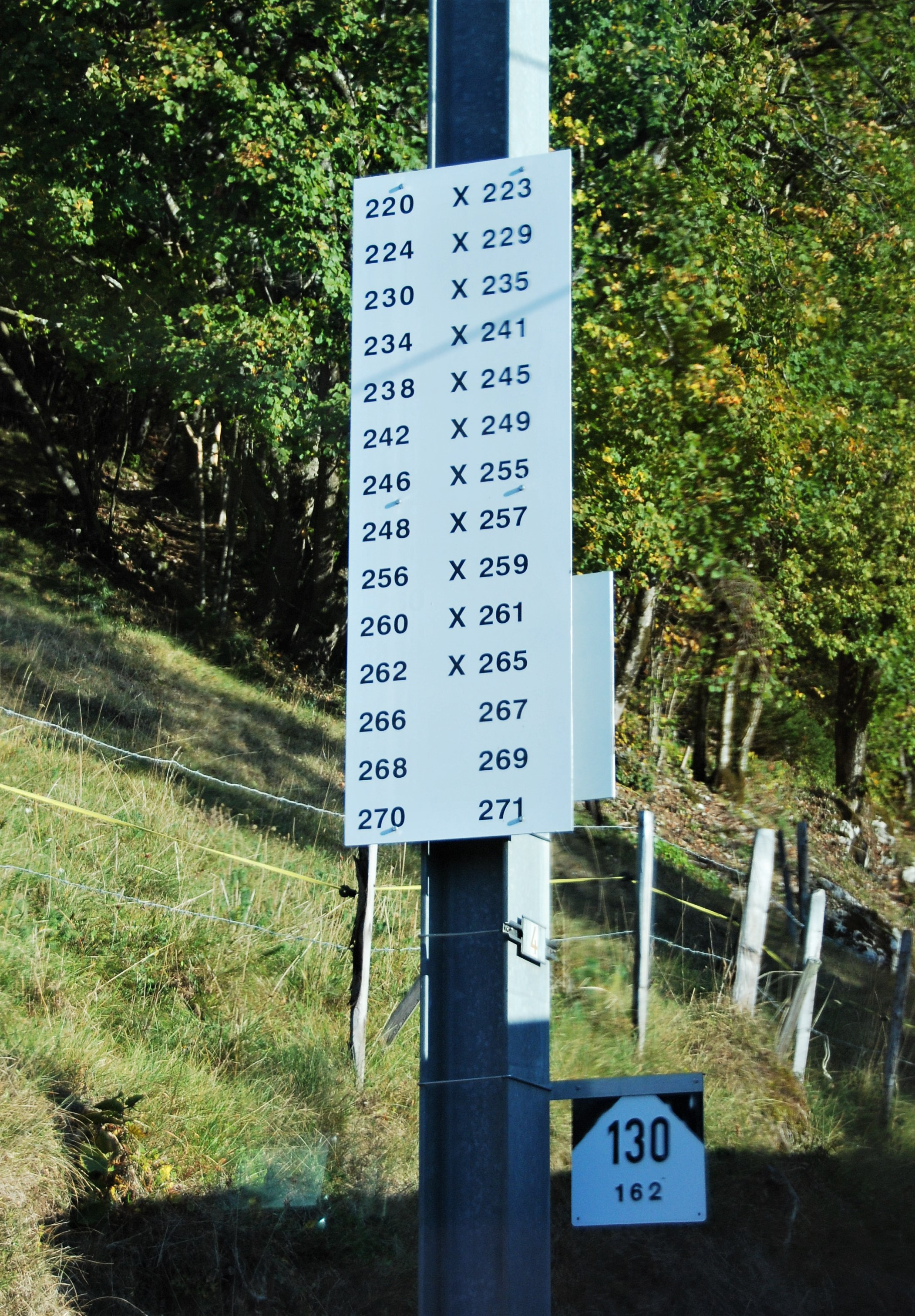
Taula de creuaments a l'entrada de l'apartador de Rennaz, del ferrocarril suís Aigle-Leysin, amb blocatge manual per horari.

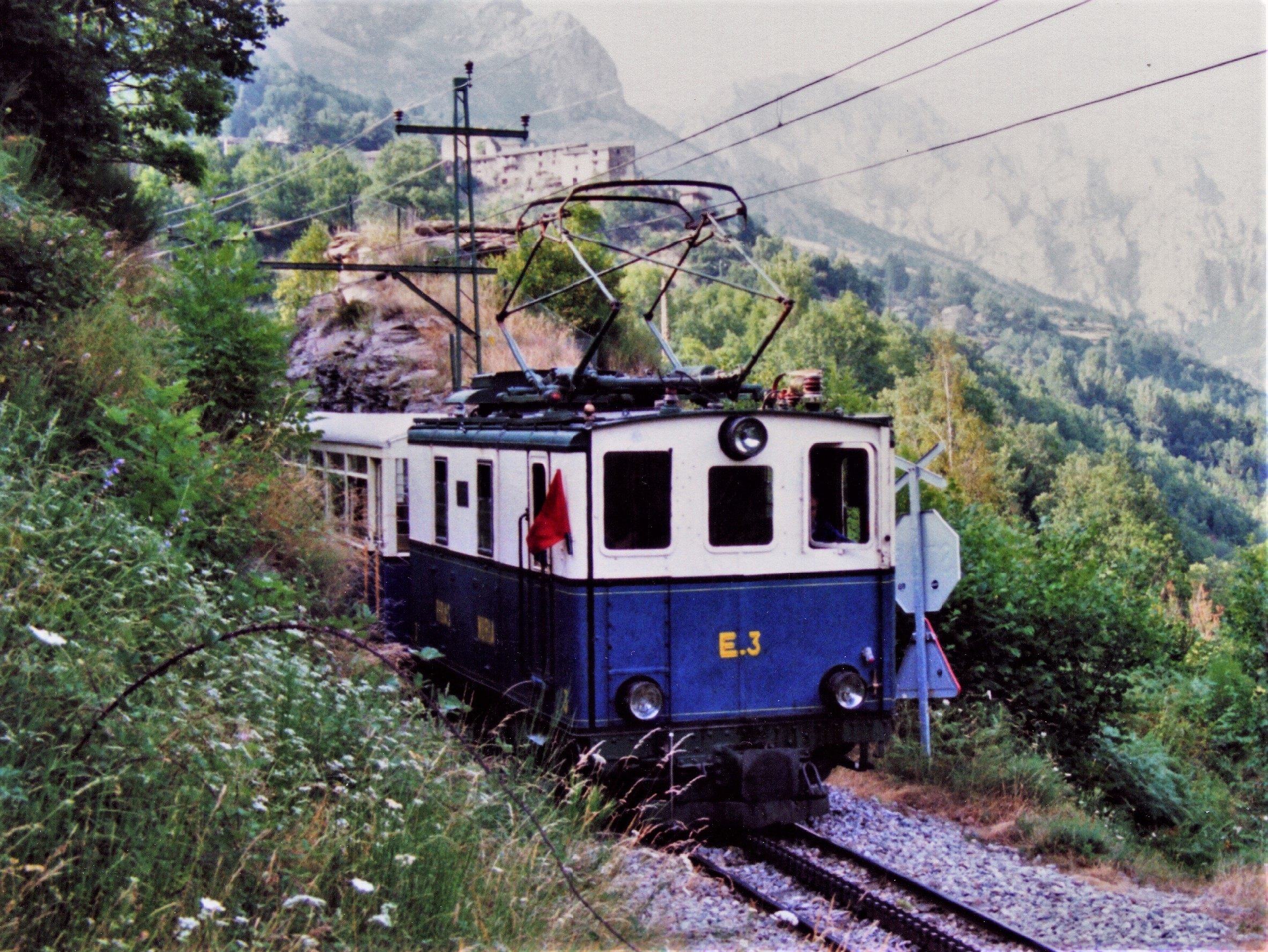
Locomotora E.3 del Cremallera de Núria, amb la banderola vermella a l'esquerra, que indica que és el darrer d'un paquet de trens.

#### Sistemes de blocatge manual
Inicialment, les línies de cremallera van fer servir sistemes de blocatge manuals, primer amb telègrafs, i després amb telèfons. Més endavant, quan els sistemes de ràdio van ser prou eficients, també es van fer servir per regular la circulació de trens. Aquest és més econòmic que l'anterior, doncs permet que una sola persona reguli la circulació dels trens. També s'han fet servir sistemes de regulació per horari, en els quals els trens han d'acomplir un horari determinat, i no poden sortir d'una estació fins a haver-se creuat amb els trens de sentit contrari programats.

#### Sistemes de blocatge automàtic
En els sistemes de blocatge automàtic, a diferència dels ferrocarrils convencionals on són d'ús extensiu els circuits de via, als de cremallera s'utilitzen més els comptadors d'eixos, per tres motius:
- Degut a la lleugeresa de molts vehicles, els circuits de via  no sempre en poden garantir la detecció.
- Donat que els trens de cremallera fant servir més greixos que els convencionals pels seus elements mòbils, la via està més bruta i pot disminuir la qualitat del contacte elèctric necessari als circuits de via.
- Finalment, per la presència de la cremallera, l'aïllament necessari entre circuits de via consecutius és més complex.

Una característica dels sistemes automàtics utilitzats a les línies de cremallera és que normalment no disposen de senyals avançats, doncs no són necessàries tenint en compte la reduïda velocitat i la poca distància que necessiten els trens per frenar.
Els blocatges automàtics poden estar complementats amb sistemes de seguretat, que controlen les accions del maquinista i aturen el tren en cas de no respectar les indicacions dels senyals.

#### Circulació per paquets de trens
Pel mateix motiu de la velocitat reduïda i la gran potència de fre, una característica de l'explotació dels ferrocarrils de cremallera és la circulació en paquets o grups de trens. Consisteix a fer circular diversos trens del mateix sentit, un darrera de l'altre amb marxa a la vista, sense establir cantons de blocatge entre ells. Aquest mètode d'explotació és molt útil per augmentar la capacitat de la línia tenint en compte que en aquelles que tenen fortes declivitats els trens no poden ser de grans longituds, i per adaptar l'oferta a una demanda variable en les que són de caràcter principalment turístic, on l'afluència de viatgers depèn d'aspectes difícils de valorar. Els trens que circulen amb aquest sistema s'han de senyalitzar segons la posició dins del paquet, per tal que els que hagin de creuar sàpiguen quin és el primer i següents (senyal o llum verda o blanca) o el darrer tren del paquet (senyal o llum vermella o sense llum). Les normes suïsses fixen la distància entre trens que es segueixen:
- Per a velocitats de fins a 12 km/h, 50 metres.
- Per a velocitats de fins a 28 km/h, 100 metres.
- Per a velocitats de fins a 40 km/h, 200 metres.

Aquest mètode d'explotació tendeix a ser cada cop menys utilitzat, tant per que les línies es van equipant amb blocatges automàtics, com per que els trens moderns són unitats de tren, acoblables entre si, que permeten formar composicions de major longitud.

### Altres particularitats
Donat que molts d'aquests ferrocarrils són de muntanya, necessiten mesures i eines especials de protecció especialment en cas de nevades, com ara proteccions contra allaus o vehicles llevaneus.

## Línies de cremallera a Espanya
A Espanya ha hagut cinc línies de ferrocarril equipades amb cremallera. D'aquestes, dues continuen en servei, i les altres tres van ser clausurades fa temps. I de les cinc, tres són o van ser a Catalunya.

### Cremallera de Montserrat (1892 - 1957 / 2003 - ...)

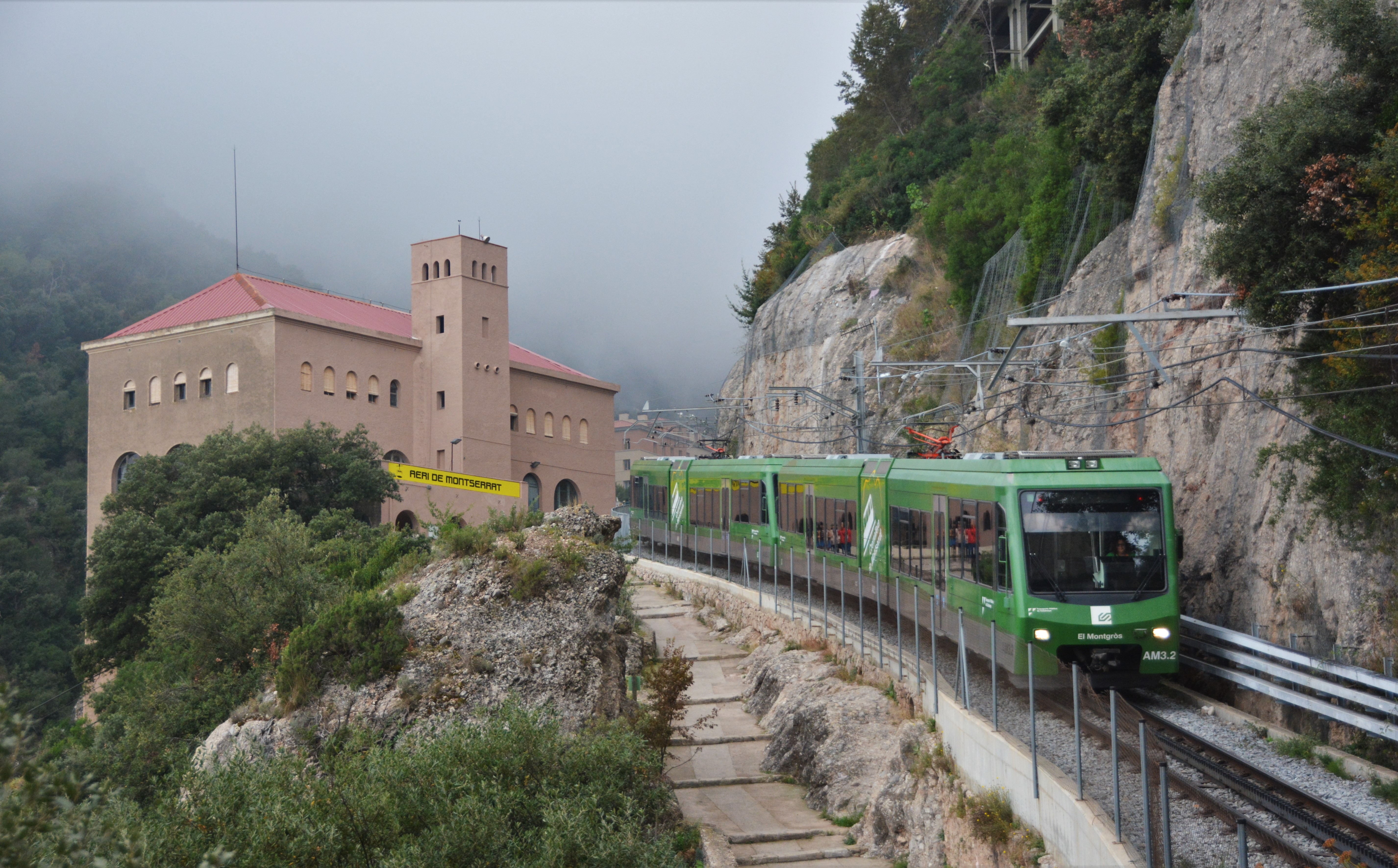
El modern cremallera de Montserrat.

La més antiga de totes es la del Cremallera de Montserrat, i ha tingut dues etapes d'existència. El 6 d'octubre de 1892 es va inaugurar la línia entre l'estació de Monistrol de Montserrat de la Compañía de los Caminos de Hierro del Norte de España (després RENFE) i el monestir de Montserrat. L'ample de via era mètric, estava equipada només amb cremallera del sistema Abt amb dues làmines i rampes màximes de 150 ‰, i era operada amb petites locomotores de vapor. L'envelliment del material rodant, el creixement de la mobilitat privada amb automòbils, i el greu accident ocorregut el 25 de juliol de 1953, van provocar el tancament de la línia el 12 de març de 1957. El ferrocarril va ser construït i explotat per l'empresa Ferrocarrils de Muntanya de Grans Pendents (FMGP). Posteriorment, i degut al continu increment de visitants a la muntanya de Montserrat, la Generalitat de Catalunya va encarregar a Ferrocarrils de la Generalitat de Catalunya (FGC) la reobertura parcial de la línia. Es va aprofitar bona part del traçat entre Monistrol i el monestir, però no la que enllaçava amb l'estació de la línia de vía ampla; en el seu lloc, es va construir un nou traçat per enllaçar amb l'estació de Monistrol de la línia Llobregat-Anoia d'FGC. L'11 de juny de 2003 es va inaugurar la nova línia. Amb el mateix ample de via que la original, també està equipada amb cremallera del sistema Abt amb dues làmines, però la nova es mixta adhesió-cremallera, començant aquesta just a la sortida de l'estació de Monistrol Vila. Té una connexió física amb la línia Llobregat-Anoia a l'estació de Monistrol de Montserrat, per tal que els trens puguin accedir al taller de Martorell-Enllaç. Està electrificada a 1.500 Vcc i s'opera amb unitats de tren.

### Tramvia de l'Alhambra (1907 - 1944)
A la ciutat de Granada va existir un tramvia que enllaçava la part baixa de la ciutat (al carrer Reyes Católicos) amb l'hotel Alhambra Palace, prop de l'Alhambra. Era una línia mixta i es va inaugurar en dues etapes: el 25 de desembre de 1905 el tram d'adhesió, i el 22 de desembre de 1907 el tram de cremallera. Tota la línia estava electrificada i el tram de cremallera, de 600 metres de longitud i una declivitat màxima de 130 ‰, feia servir el sistema Riggenbach. El servei es prestava amb dos petits tramvies de dos eixos (números 15 i 16). La línia sempre ve tenir una escassa demanda, especialment als mesos d'hivern, i va ser clausurada el 17 de juny de 1944, sembla que a causa d'un accident.

### Ferrocarriles Suburbanos de Málaga (1921 - 1960)
Aquesta empresa explotava una xarxa de línies de via mètrica al voltat de la ciutat de Màlaga. Una d'elles arribava fins a Vélez-Málaga i Ventas de Zafarraya i es va posar en servei per trams entre els anys 1908 i 1922. Els dos últims trams, entre La Viñuela i Periana (posat en servei el 14 d'octubre de 1921) i d'aquí fins a Ventas de Zafarraya (inaugurat el 28 d'agost de 1922), disposaven de tres seccions equipades amb cremallera del sistema Abt de dues làmines, que sumaven 10 km de longitud. La declivitat màxima era de 80 ‰. Els trens eren remolcats per tres locomotores de vapor de rodatge 030T, fabricades per la suïssa SLM. Seguint la tendència de l'època, de clausurar els ferrocarrils secundaris sotmesos a la pressió del transport per carretera, el tram entre Vélez-Málaga i Ventas de Zafarraya es va tancar el 12 de maig de 1960.

### Cremallera de Núria (1931 - ...)

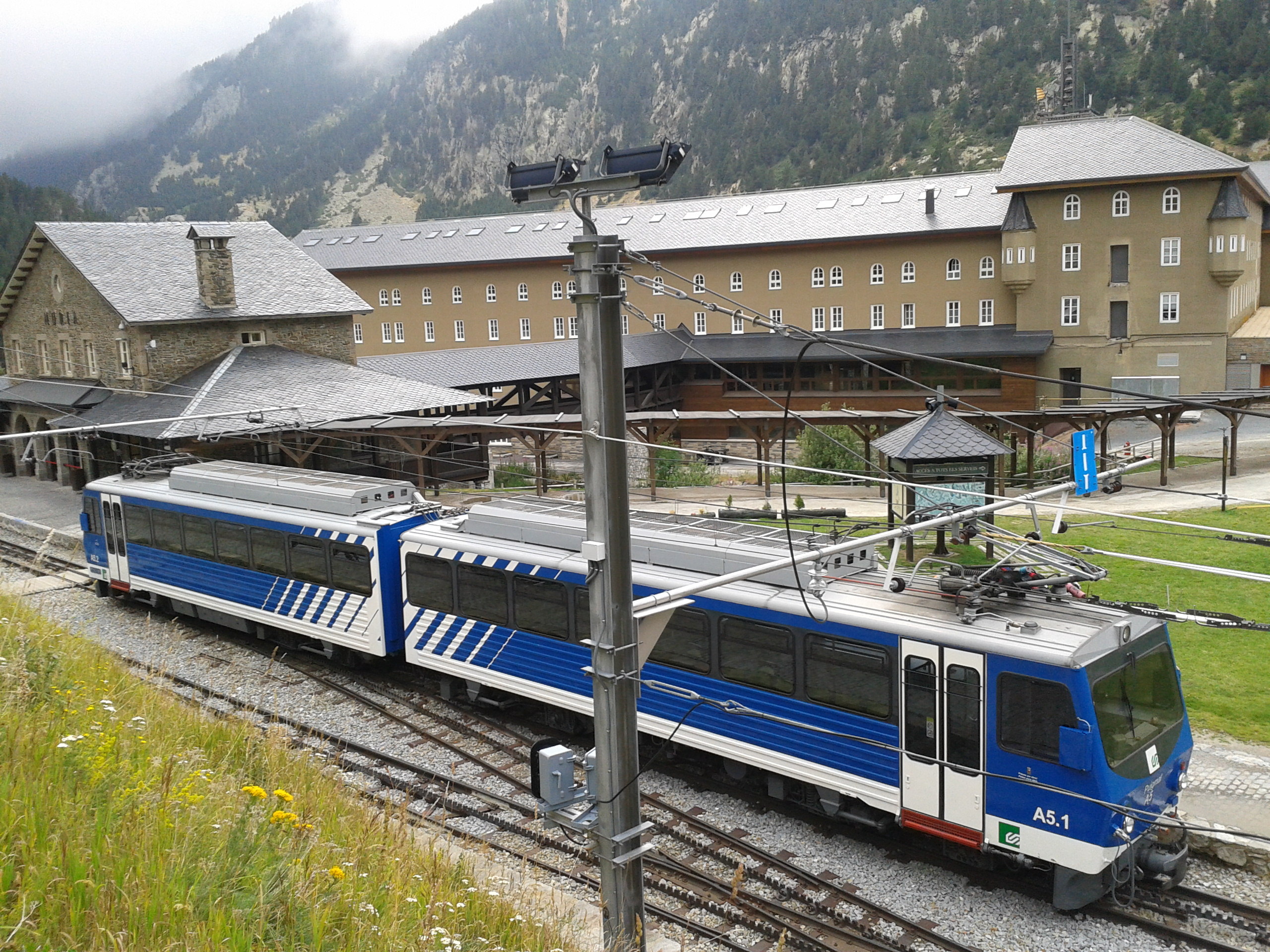
Automotor a l'estació de Núria.

Degut a l'èxit de la línia de Montserrat, l'empresa Ferrocarrils de Muntanya de Grans Pendents (FMGP) va decidir construir una línea semblant per accedir a la Vall de Núria. Inaugurada el 22 de març de 1931, és una línia d'ample de via mètric, mixta adhesió-cremallera de 12,5 km de longitud, equipada amb el sistema Abt de doble làmina en els darrers set quilòmetres per superar rampes de fins a 150 ‰, i electrificada des del principi a 1.500 Vcc. Inicialment, el servei es prestava amb quatre petites locomotores elèctriques i diversos cotxes de viatgers i vagons de mercaderies. Davant la necessitat de renovar la línia i el material rodant després de més de cinquanta anys de funcionament, i la impossibilitat de l'empresa FMGP de fer-hi front per manca de recursos econòmics, la Generalitat de Catalunya va adquirir la majoria de les accions de FMGP el 1983. De seguida van començar diversos treballs de renovació de les instal·lacions i es van adquirir tres nous automotors elèctrics. L'1 de gener de 1986, FMGP va transferir la línia a Ferrocarrils de la Generalitat de Catalunya (FGC). Des de llavors, FGC ha seguit millorant contínuament la línia i adquirint nou material, garantint la supervivència d'aquest ferrocarril turístic.

### El petit tren del Tibidabo (1957 - 1979)
Al parc d'atraccions del Tibidabo va existir una atracció, que era un petit ferrocarril equipat amb cremallera. Es va posar en servei l'any 1957, i tenia un recorregut circular d'uns 250 metres de desenvolupament, amb via d'ample de 600 mm i electrificat per tercer rail lateral a 300 Vcc. Abans d'arribar a l'única estació, disposava d'un curt tram de cremallera del sistema Abt amb una sola làmina, per superar una rampa de 170 ‰. L'únic tren va ser construït al propi parc, i estava format per una locomotora amb dos eixos motrius i un bogi portant, i dos cotxes. Va estar en servei fins a l'any 1979, sent desmantellat uns anys després. El traçat es va aprofitar per construir una nova atracció posada en servei el 1990, anomenada inicialment Tibidabo Express, i Virtual Express des del 2017.